# Berchtesgaden
Berchtesgaden ist ein Markt im Landkreis Berchtesgadener Land im äußersten Südosten Oberbayerns. Als Mittelzentrum des südlichen Teiles des Landkreises Berchtesgadener Land gehört es regionalplanerisch zur Planungsregion Südostoberbayern, in der die Kreisstadt Bad Reichenhall gemeinsam mit Freilassing das nächste Oberzentrum bildet; das grenznahe österreichische Salzburg nimmt teilweise oberzentrale Funktionen wahr. Die nächste Großstadt innerhalb Deutschlands ist München.
Erstmals ist der Ort zwischen 1102 und 1105 als Ansiedlung der Klosterstiftung berthercatmen urkundlich erwähnt worden, dem als Kollegiatstift bereits 1156 die Forsthoheit und damit verbunden auch die Schürffreiheit auf Salz und Metall gewährt wurde. Salz- und Metallgewinnung sorgten für einen ersten wirtschaftlichen Aufschwung und ließen den Ort zu einem Markt heranwachsen. Die Pröpste der Augustiner-Chorherren weiteten ihn zum Hauptort eines Territoriums aus, das bereits ab 1294 „weltlich“ eigenständig war. Von 1559 bis 1803 bildete Berchtesgaden das geistliche und weltliche Zentrum des zur Fürstpropstei Berchtesgaden erhobenen Klosterstifts, und die Fürstpröpste regierten von dort aus über das zwar kleine aber reichsunmittelbare Fürstentum Land Berchtesgaden bzw. Berchtesgadener Land, das seit 1973 als namensgebende Südregion Teil des Landkreises Berchtesgadener Land ist.
Mitte des 19. Jahrhunderts wurde Berchtesgaden dank seiner Sehenswürdigkeiten und Naturdenkmale zu einem Touristenziel mit rapide wachsenden Gästezahlen. Der Aufschwung setzte sich nach dem Zweiten Weltkrieg fort, anfangs vor allem auch wegen des Führersperrgebiets in seiner Gnotschaft Obersalzberg und der damit verbundenen Rolle Berchtesgadens in der Zeit des Nationalsozialismus. Dabei war Obersalzberg nicht nur eine „Wallfahrtsstätte für Ewiggestrige“, sondern gehört bis heute u. a. regelmäßig zum Besuchsprogramm amerikanischer Salzburg-Touristen.
Seit den 1990er-Jahren sind die Gästezahlen jedoch rückläufig, und die Gemeinde versucht sich seither, mit Ökologie und umweltverträglicherem Tourismus zu profilieren.

## Geografie

### Lage

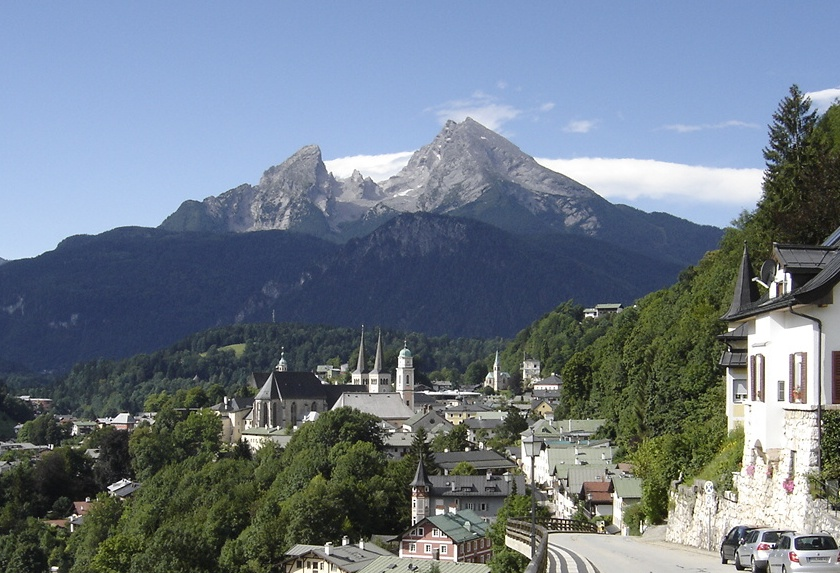
Blick auf Berchtesgaden mit Stifts- und Pfarrkirche, dahinter das Watzmannmassiv

Berchtesgaden gehört zum Regierungsbezirk Oberbayern im Freistaat Bayern. Die Gemeinde ist Teil der hochalpinen Region im südlichen Landkreis Berchtesgadener Land, die nahezu völlig von den Berchtesgadener Alpen und im Osten, Süden und Südwesten vom österreichischen Bundesland Salzburg umgeben ist. Diese und die benachbarten Gemeinden Bischofswiesen, Schönau am Königssee, Marktschellenberg und Ramsau bilden innerhalb der geomorphologischen Einheit Berchtesgadener Talkessel die Region Berchtesgadener Land. (Siehe hierzu auch Abschnitt: Geografisch soziokulturelle Zuordnungen.)
In Berchtesgaden vereinigen sich die Flüsse Königsseer Ache aus Schönau am Königssee und die Ramsauer Ache aus Ramsau zur Berchtesgadener Ache. Diese fließt auf relativ schmalem Talniveau entlang der B 305 in nordöstliche Richtung nach Marktschellenberg und von dort in die Salzach in der Nähe von Salzburg. Zuflüsse innerhalb des Gemeindegebietes sind der dem Rauhenkopf entspringende Anzenbach, welcher am Salzbergwerk linksseitig einmündet, und der von der Buchenhöhe kommende Larosbach, welcher an der Laroswacht von rechts zufließt.
Abgesehen von der Talebene in Richtung Salzburg, ist die Gemeinde durch unterschiedliche Höhenlagen gekennzeichnet. Der Hauptbahnhof liegt auf 520 m über NN, das Marktzentrum auf 570 m, die Erhebungen innerhalb des Marktes sind der Lockstein mit 687 m und zum Teil der Kälberstein mit 786 m. Gemeindeteile und Gnotschaften wie die Au und Maria Gern liegen auf 700–1100 m, Obersalzberg auf 1000 m und das Kehlsteinhaus auf 1834 m über NN.
Die Gemeinde ist etwa 20 Kilometer südlich von Bad Reichenhall entfernt, 24 Kilometer von Salzburg, etwa 150 Kilometer südöstlich von München und 200 Kilometer nordöstlich von Innsbruck.
Sie gehört zusammen mit den anderen Gemeinden des Landkreises Berchtesgadener Land zum Vorfeld des Nationalparks Berchtesgaden und ist dessen Verwaltungssitz. Der Nationalpark und das seinerzeit noch hauptsächlich auf den inneren, südlichen Teil des Landkreises beschränkte Vorfeld wurden ab 1978 offiziell zum Alpenpark Berchtesgaden erklärt. 1990 erklärte die UNESCO den Alpenpark zum Biosphärenreservat Berchtesgaden. Seit Juni 2010 zum Biosphärenreservat Berchtesgadener Land erweitert, bezieht es jetzt den ganzen Landkreis ein.

### Geologie
Der Ort liegt inmitten der gleichnamigen Berchtesgadener Alpen, deren Basis meist Ramsaudolomit bildet. Über dem Dolomit liegt nicht selten eine bis zu 1000 Meter mächtige Schicht Dachsteinkalk. In dem gebankten Dachsteinkalk finden sich Muschelschalen, die wegen ihrer Halbmondform Kuhtritte genannt werden. Die in dünnen Dolomitschichten eingelagerten Algenmatten lassen auf Ablagerungen eines tropischen Flachmeeres schließen, die innerhalb von ca. 15 Millionen Jahren den Kalk entstehen ließen.
Der Steinbruch auf dem Kälberstein, von dem nur ein Teil zu Berchtesgaden gehört, weist stratigraphisch Liegendes auf. Es setzt das Hallstätter Kalkprofil fort und enthält das unterkarnische Terrigenintervall (Halobienschiefer) und die lückenlose Sedimentation über der Karnium/Norium-Grenze mit einem Überschneidungsbereich, der das Tuval 3 bis Lac 1 umfasst.
Der Geophysiker R. Gaenger entdeckte 1954 die Berchtesgadener Anomalie, bei der als erste innerhalb eines Mitteleuropäischen Gürtels magnetischer Anomalien eine starke Störung im Erdmagnetfeld durch hohe Magnetische Suszeptibilität des Gesteins unterhalb der Nördlichen Kalkalpen gemessen wurde.
Während die Berghänge häufig mit Bergkiefern bewachsen sind, überwiegen auf den ungerodeten Talflächen des Ortes Tannen- und Fichtenwälder.
Bei dem salzführenden Gestein im Bereich Berchtesgaden-Bad Reichenhall handelt es sich um ein Haselgebirge. Sein durchschnittlicher Salzgehalt beträgt um die 50 Prozent, kann aber zwischen 0 und 90 Prozent schwanken (siehe hierzu auch: Salzbergwerk Berchtesgaden).

### Klima

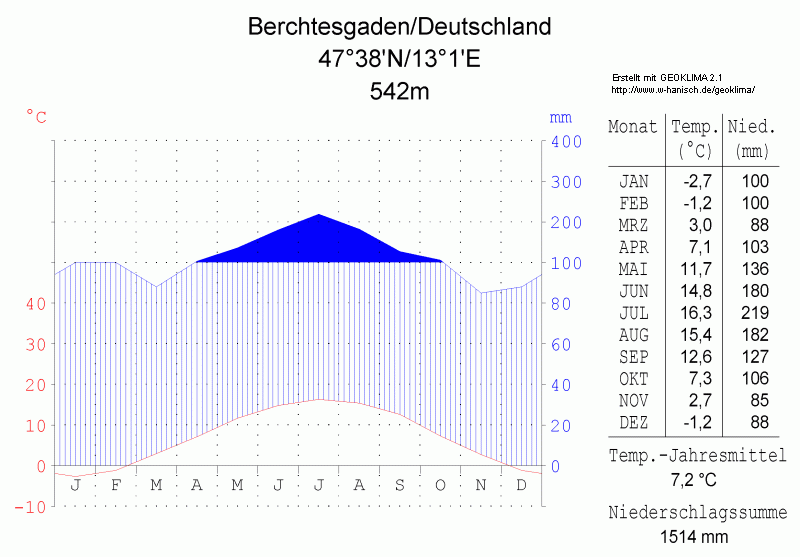
Klimadiagramm von Berchtesgaden

Das Berchtesgadener Klima wird als thermisch und aktinisch reizmäßiges Hochgebirgsklima beschrieben, das auch von Föhnwinden geprägt ist.
Die Jahresmitteltemperatur beträgt 7,2 °C. Der wärmste Monat ist der Juli mit durchschnittlich 16,3 °C, der kälteste der Januar mit −2,7 °C im Mittel. Die Differenz zwischen dem Maximum und dem Minimum, die Amplitude, beträgt 19,0 °C.
Es sind für den Ort ganzjährig Niederschläge zu verzeichnen, deren mittlere Menge mit 126 Millimetern pro Monat angegeben wird. Spitzenwerte werden im Juli mit durchschnittlich 219 Millimetern, die geringsten Niederschlagsmengen im November mit 85 Millimetern gemessen. Das Klima ist somit humid. Der Jahresniederschlag liegt mit 1514 Millimetern über dem deutschen Durchschnitt von 700 Millimetern (Stand: Oktober 2006).

### Nachbargemeinden
Die Berchtesgadener Nachbargemeinden auf deutscher Seite gehören wie Berchtesgaden selbst zum Landkreis Berchtesgadener Land. Seine nordwestliche Nachbargemeinde ist Bischofswiesen, der sich nördlich das gemeindefreie Gebiet Schellenberger Forst anschließt. Im Nordosten grenzt die Gemeinde Marktschellenberg und im Südwesten die Gemeinde Schönau am Königssee an, der sich im Süden beziehungsweise Südosten ebenfalls ein gemeindefreies Gebiet namens Eck mit der Exklave Resten anschließt. Östlich von Berchtesgaden befindet sich der deutsch-österreichische Grenzübergang am Dürrnberg und dahinter die österreichische Stadt Hallein.

### Gemeindegliederung

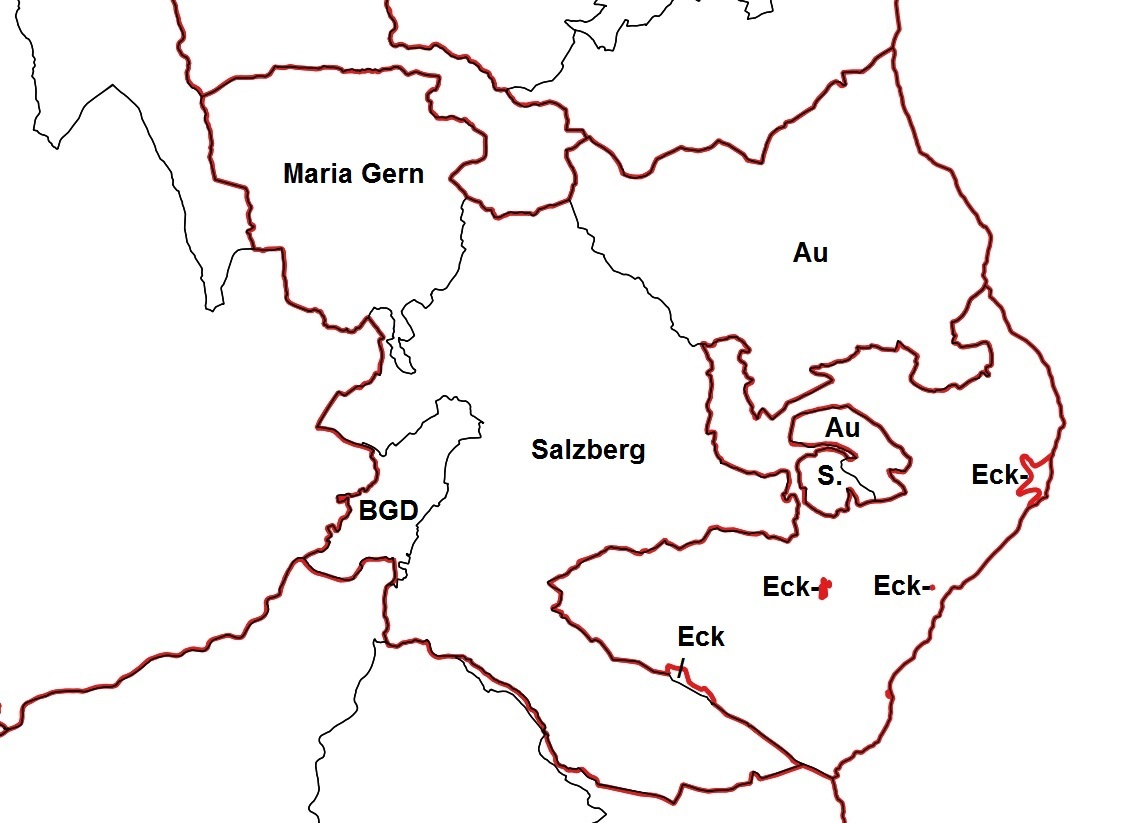
Umrisskarte mit den Gemarkungen von Berchtesgaden (BGD = Berchtesgaden)

Zu Berchtesgaden gehören der Markt als Ortskern sowie nach den Eingemeindungen von 1972 im Rahmen der Gebietsreform in Bayern die vormals selbstständigen Gemeinden Au, Gern und Salzberg, die in zwölf Gnotschaften und eine neuere Siedlung unterteilt sind, von denen Obersalzberg wegen seiner Bedeutung während der Zeit des Nationalsozialismus große Bekanntheit erlangte. Resten im Gemeindeteil Au bildet eine Exklave von Berchtesgaden, die vom gemeindefreien Gebiet des Staatsforstes Eck umschlossen ist. In Resten wurde während der NS-Zeit die Wohnsiedlung Buchenhöhe für Angestellte und Beamte in Obersalzberg errichtet. Die Gemeindefläche hat sich nach den Eingemeindungen von 1,5 auf 35,62 km² vergrößert. Am 1. Januar 1984 wurde zudem ein kleiner Teil des „Forstes Königssee“ eingemeindet.
| Gemarkungen            | Fläche ha | Gemeindeteile    | Art             | Anmerkungen |
| ---------------------- | --------- | ---------------- | --------------- | --- |
| Berchtesgaden          | 150,92    | Berchtesgaden    | Hauptort        | vormals fürstliche Residenz des Klosterstifts Berchtesgaden                                                                            |
| Au                     | 1080,78   | Unterau          | Gnotschaft      | Gemeinde bis 1971 |
| Au                     | 1080,78   | Oberau           | Gnotschaft      | Gemeinde bis 1971 |
| Au                     | 1080,78   | Resten           | Gnotschaft      | Gemeinde bis 1971 |
| Maria Gern             | 629,68    | Hintergern       | Gnotschaft      | Gemeinde bis 1971, bis 1953 Ortsname: Gern                                                                                             |
| Maria Gern             | 629,68    | Obergern         | Gnotschaft      | Gemeinde bis 1971, bis 1953 Ortsname: Gern                                                                                             |
| Maria Gern             | 629,68    | Vordergern       | Gnotschaft      | Gemeinde bis 1971, bis 1953 Ortsname: Gern                                                                                             |
| Salzberg               | 1683,77   | Anzenbach        | Gnotschaft      | Gemeinde bis 1971 |
| Salzberg               | 1683,77   | Metzenleiten     | Gnotschaft      | Gemeinde bis 1971 |
| Salzberg               | 1683,77   | Mitterbach       | Gnotschaft      | Gemeinde bis 1971 |
| Salzberg               | 1683,77   | Obersalzberg     | Gnotschaft      | Gemeinde bis 1971 |
| Salzberg               | 1683,77   | Untersalzberg I  | Gnotschaft      | Gemeinde bis 1971 |
| Salzberg               | 1683,77   | Untersalzberg II | Gnotschaft      | Gemeinde bis 1971 |
| Salzberg               | 1683,77   | Am Etzerschlößl  | Neuere Siedlung | benannt nach dem von Fürstpropst Jakob Pütrich 1574 erbauten, 1960 abgerissenen „Lustschloss“ Etzerschlößl am Fuße der Gnotschaft Gern |
| Eck (Gemarkungsteil 0) | 17,24     | —                | —               | Kehlsteinhaus sowie fünf Exklaven im gemeindefreien Gebiet Eck, darunter das Purtschellerhaus                                          |

## Geschichte

### Frühgeschichte, Namensgebung und Ersterwähnung
Zur Früh- und Vorgeschichte der Region um Berchtesgaden existieren lediglich Streufunde (vorwiegend Lochäxte) aus der Jungsteinzeit, die den Aufenthalt von Fischern und Jägern vor 4000 Jahren belegen. Ein Münzfund aus der Latènezeit (5. bis 1. Jahrhundert vor Chr.) könnte auch durch Verschleppung erklärt werden, da bislang keine Siedlungsreste aus dieser Zeit nachgewiesen werden konnten.
Der erste Teil des Namens könnte sich entweder von der Perchta oder einem Siedler mit dem Namen Perther ableiten, der zweite Teil von Gaden, einem umzäunten Wohnsitz. Nach Manfred Feulner könnte dieser Perther auch ein Aribone gewesen sein, der dort ein einstöckiges Haus oder eine Jagdhütte unterhielt, in deren Nähe auch einige Hütten für Dienstleute errichtet worden waren.
Erstmals urkundlich erwähnt wurde Berchtesgaden zwischen 1102 und 1105. Der Besiedelung des Ortes war ein Gelübde der Gräfin Irmgard von Sulzbach vorangegangen. Nach einem Jagdunfall ihres Ehemannes Graf Gebhard II. von Sulzbach wollte sie als Dank für seine Errettung ein Kloster stiften. Nach Irmgards Tod am 14. Juni 1101 setzten sich ihre Söhne Berengar I. von Sulzbach und Kuno von Horburg-Lechsgemünd für die Erfüllung dieses Gelübdes ein. Sie reisten zusammen mit dem zum Propst des geplanten Klosterstifts berufenen Eberwin zwischen 1102 und 1105 nach Rom. Papst Paschalis II. bestätigte die Klosterstiftung und stellte das gräfliche Eigenkloster berthercatmen unter seinen Schutz.
Ab Ende des 12. Jahrhunderts ist in den Urkunden häufig von berthersgaden die Rede, spätestens ab dem 18. Jahrhundert von Brechtolsgaden, in Historische Abhandlungen der königlich-baierischen Akademie aus dem Jahr 1807 vom „vormaligen Stift Bertholdsgaden“ und in Herders Conversations-Lexikon von 1854 gibt es die alternierenden Stichwörter „Berchtesgaden“ und „Berchtoldsgaden“, was mit einer Berchtesgadener Sage korrespondiert.

### Vom Augustinerstift zum Hauptort einer Fürstpropstei

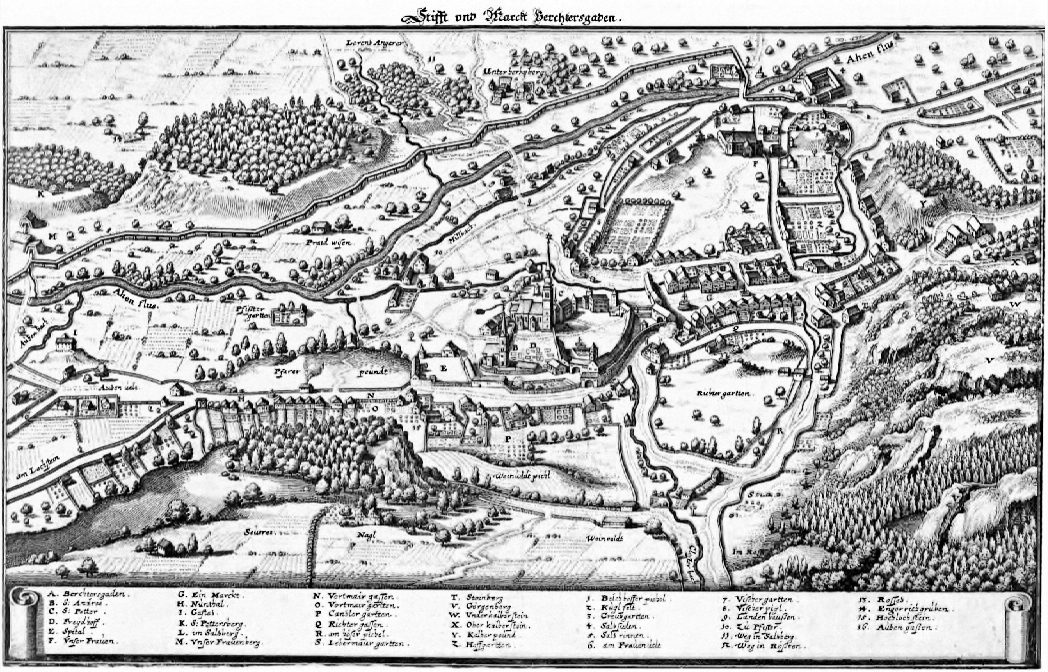
Matthäus Merian: Stift und Markt Berchtesgaden, Kupferstich (1643)

Für das Klosterstift entsendete Berengar um 1100 unter der Führung des zum Stiftspropst ernannten Eberwins Augustiner-Chorherren und Laienbrüder nach Berchtesgaden, die jedoch die Gegend als sehr unwirtlich empfanden. Da sich zudem die Errichtung des Klosters hinzog, auch weil Berengar zwischenzeitlich anderen politischen Interessen nachgab, gingen die Mönche zusammen mit Eberwin in das 1107/09 ebenfalls von Berengar gegründete Kloster Baumburg im Norden des heutigen Landkreises Traunstein. Eberwin kehrte aus eigenem Antrieb ca. 1112 (lt. Feulner vermutlich um 1116) nach Berchtesgaden zurück. Er veranlasste die ersten größeren Rodungen und die Augustiner-Chorherren ließen sich alsbald endgültig dort nieder. 1122 wurde zumindest ein erster Bauabschnitt der Stiftskirche St. Peter und Johannes der Täufer von dem Salzburger Erzbischof Konrad geweiht, was auch durch eine Inschrift der Jahreszahl 1122 an der Kirche angezeigt wird.
Berchtesgaden wurde zum Hauptort eines kleinen geistlichen Territoriums, der in das baierische Stammesherzogtum eingebunden war. Kaiser Friedrich Barbarossa bestätigte 1156 in einer „Goldenen Bulle“ die Gebietsgröße des Stifts und gewährte ihm die Forsthoheit sowie die Schürffreiheit auf Salz und Metall. Wobei die jüngere Geschichtsforschung zu dem Ergebnis kam, dass es sich bei der Eintragung des Salzregals um ein in jener Zeit keineswegs unübliches „Interpolieren“ und dem Ergebnis nach um eine verfälschend nachträgliche Erweiterung der Urkunde durch die Empfänger handelte. Diese in dem kaiserlichen Privileg enthaltenen Regalien sorgten jedenfalls für einen ersten wirtschaftlichen Aufschwung, der den Ort 1201 zu einer Pfarrei und einige Jahrzehnte später zu einem Markt heranwachsen ließ. (Erstmals beurkundet ist die Bezeichnung „Markt“ im Jahr 1328 – eine offizielle „Markterhebung“ ist jedoch nicht anzunehmen, da auch keine eigenständige bürgerliche Rechtsentwicklung für den mit der Residenz eng verbundenen Ort belegt ist.) Von 1294 bis 1380 stieg der Machteinfluss der Stiftspröpste stetig an und sie erlangten den Status von Reichsprälaten. Bereits seit den Tagen des Eberwin wegen Gebietsansprüchen im Konflikt, vermochte das nahe Erzstift Salzburg sich erst die Schellenberger Saline als Pfand und von 1393 bis 1404 die lukrativen Ländereien der Fürstpropstei schließlich ganz einzuverleiben, so dass in jenen Jahren auch der Markt Berchtesgaden seiner Herrschaft unterstand.
1490 wurde ein Stiftsspital nahe der Pfarrkirche St. Andreas sowie 1565 ein Leprosenhaus urkundlich erwähnt.
Im Jahr 1559 wurde das Stift unter der Regentschaft von Kaiser Ferdinand I. zur Fürstpropstei Berchtesgaden erhoben. Berchtesgaden war damit Hauptort des kleinsten Fürstentums, der einzigen Fürstpropstei des Bayerischen Reichskreises. Von 1594 bis 1723 unterstand sie jedoch der kurkölnischen Administration des bayerischen Hauses Wittelsbach, das als erster Ferdinand von Bayern mit einer über 50-jährigen Zuständigkeit vertrat. Als Kurfürst und Erzbischof von Köln konnte sich Ferdinand jedoch nur wenig um die Fürstpropstei kümmern. In seine Regierungszeit fiel der Dreißigjährige Krieg (1618–1648), von dessen zerstörerischen Folgen Berchtesgaden selbst „wie durch ein Wunder“ verschont blieb. Es wurde dafür aber „wiederholt zur Kasse gebeten“, um die kriegsbedingten Schäden in Köln wiedergutzumachen.
Der Berchtesgadener Bürgerwald lag seit jeher außerhalb des jetzigen Berchtesgadener Gemeindegebietes. Doch erst 1689 wurde er in sein heutiges Gebiet verlegt, nachdem das seitens der Chorherren womöglich schon im Zuge des Landbriefes von 1377 den Berchtesgadener Bürgern zur eigenen Nutzung zugestandene Gebiet des Vorgängerwalds völlig ausgeholzt war. Denn auch Bauern aus Bischofswiesen und den anderen angrenzenden Gebieten hatten sich daraus mit Holz versorgt. Etwa 1800 gelangte der Bürgerwald in das „tatsächliche“ Eigentum des Marktes Berchtesgaden. Nach Auflösung der Fürstpropstei Berchtesgaden war der Berchtesgadener Bürgerwald neben anderen größeren Forstbezirken von 1812 bis 1982 gemeindefrei. Nach 1982 wurde das gemeindefreie Gebiet des Bürgerwaldes aufgelöst und der Gemeinde Bischofswiesen sowie zum kleinen Teil auch Ramsau bei Berchtesgaden angegliedert. Trotz der Eingemeindungen ist Berchtesgaden Grundeigentümer des Bürgerwaldes geblieben.
1710 wurde der erste wissenschaftlich gebildete Arzt an den Ort berufen.
Ab 1723 waren die Berchtesgadener wieder allein den von den Augustiner-Chorherren ernannten Fürstpröpsten untertan, die als erstes im Zuge der bereits von Ferdinand von Bayern eingeleiteten Gegenreformation nahezu alle Einheimischen evangelischen Bekenntnisses auswiesen. Mit der Säkularisation im Jahr 1803 endete die fürstpröpstliche Herrschaft über Berchtesgaden.

### Säkularisation, Anschluss an Bayern
Innerhalb von sieben Jahren nach der Säkularisation und dem Ende der pröpstlichen Herrschaft wechselte Berchtesgaden viermal die landespolitische Zugehörigkeit. Ab 1803 gehörte es auf Anordnung Napoleons zum neuen Kurfürstentum Salzburg unter der Regentschaft des Habsburgers Ferdinand III., nach dem Frieden von Pressburg 1805 zum neu gegründeten Kaisertum Österreich und ab 1809 für kurze Zeit zum napoleonischen Frankreich. Nach der Neuordnung Europas im Jahr 1810 wurde Berchtesgaden als Hauptort des Berchtesgadener Landes zusammen mit Salzburg dem Königreich Bayern angegliedert und verblieb dort im Gegensatz zu Salzburg, das seit 1816 wieder zu Österreich gehört.

### Königliche Residenz und erster Tourismus

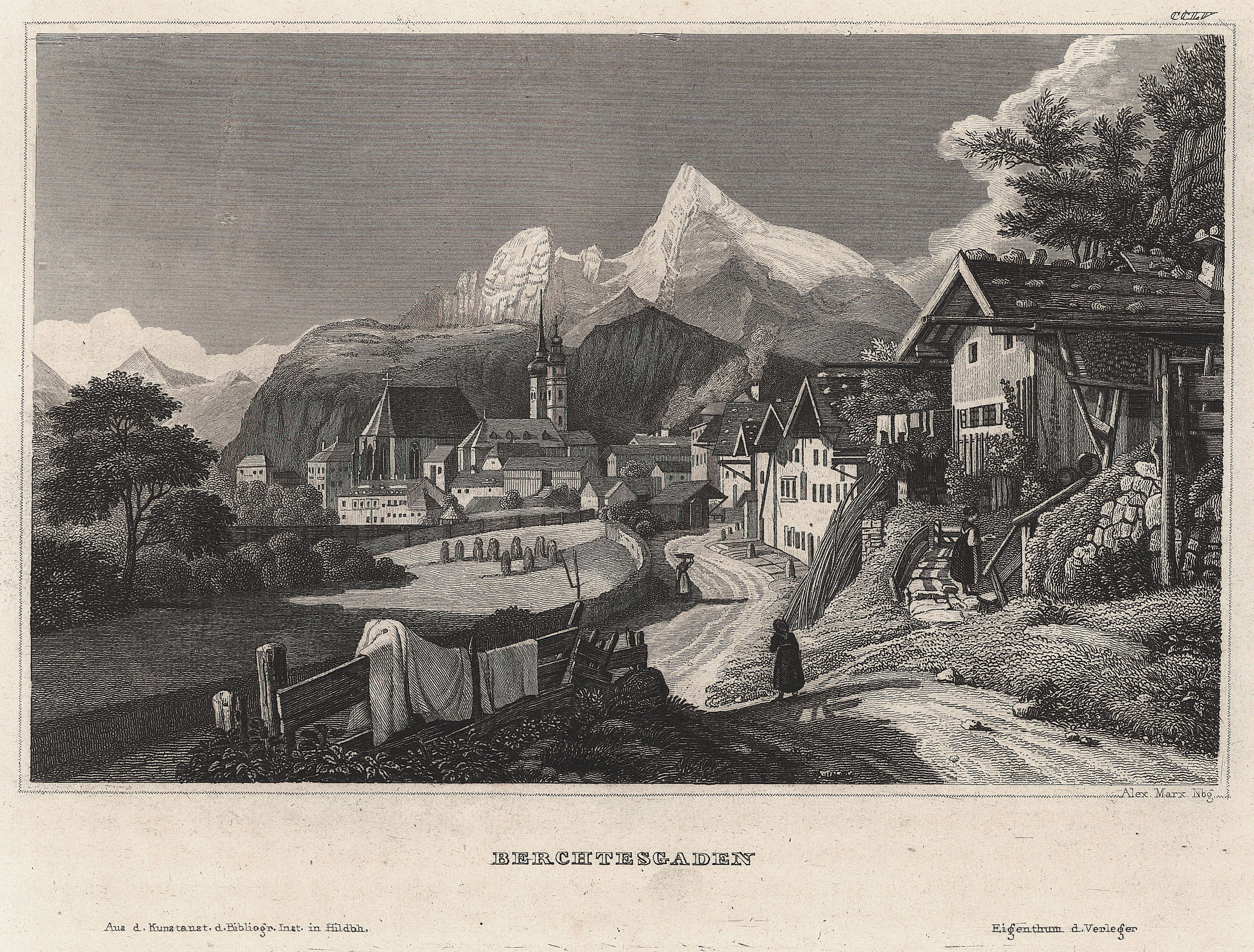
Ortsansicht (Stahlstich, 1839)

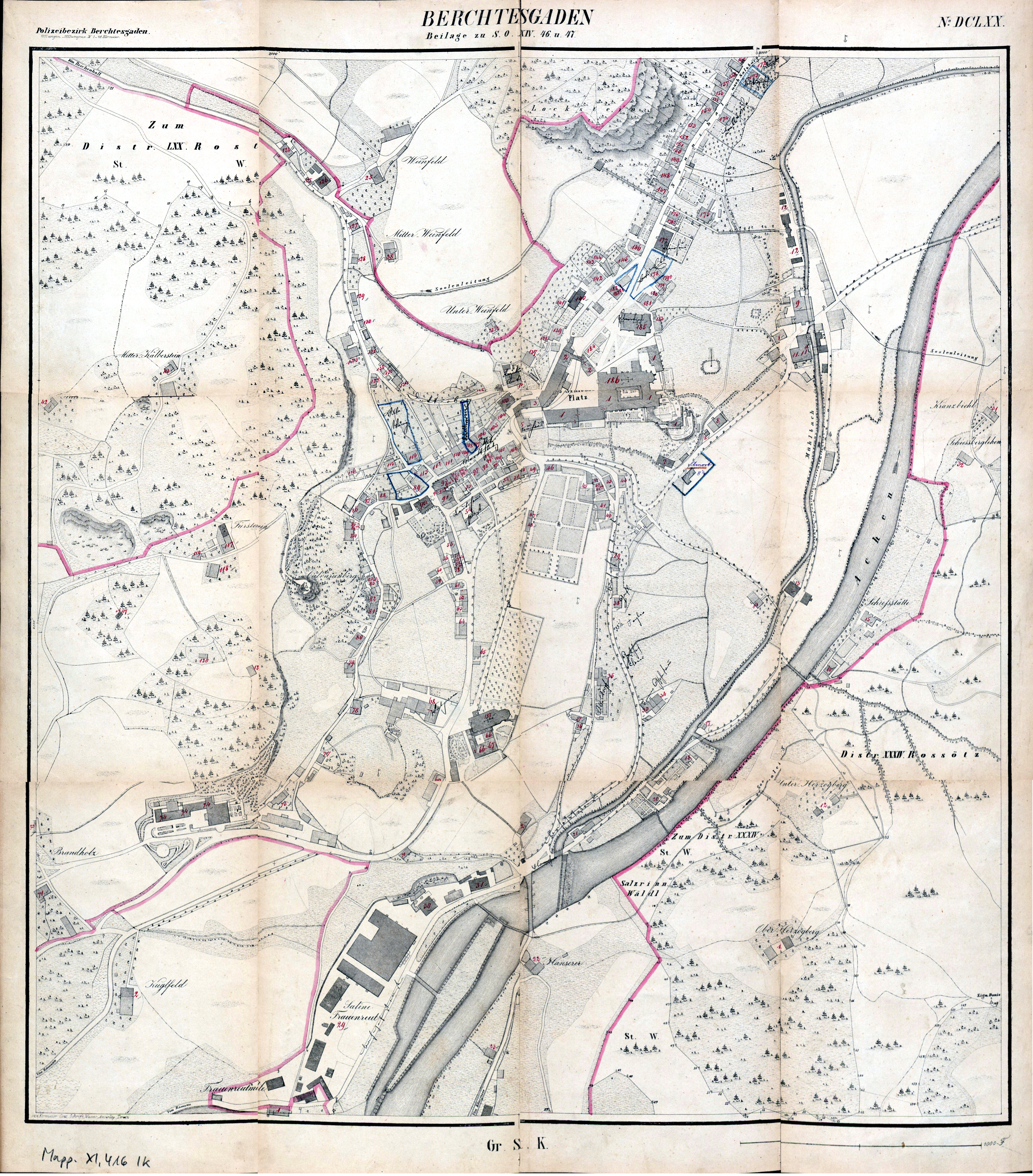
Kataster-Ortsplan Berchtesgaden 1855

Mit der Einbindung in das Königreich Bayern war Berchtesgaden ab 1810 dem Salzachkreis zugeordnet und ab 1811 Sitz des Landgerichts Berchtesgaden, das für den Markt selbst wie auch für die anderen (heute vier) Gemeinden des Berchtesgadener Landes zuständig war. Ab 1817 wurde die Gemeinde Teil des neu geschaffenen Isarkreises, der seit 1838 Oberbayern heißt. Im Jahr 1862 erfolgte eine Unterteilung des Regierungsbezirks Oberbayern und die Eingliederung des Ortes in das Bezirksamt Berchtesgaden, in dessen Zuständigkeit nun auch die Gemeinden des ehemaligen Landgerichts Reichenhall fielen.
Die bayerischen Könige nutzten Berchtesgaden seit seiner Zugehörigkeit zu Bayern als Sommerresidenz und bauten das Chorherrenstift zu einem königlichen Schloss aus. Insbesondere Prinzregent Luitpold von Bayern (1821–1912), der jeden Herbst zum Jagen kam, war bei den Einheimischen als Gönner und Wohltäter sehr beliebt. So ließ er unter anderem 1892 die Freiung Kugelfeldfreie, die bis dahin für öffentliche Spiele und Viehmärkte und kurzfristig (1834–1835) auch als Exerzierplatz von der Nationalgarde genutzt wurde, in eine kleine Parkanlage mit Laubbäumen umwandeln. Im Luitpoldpark (zuvor: Luitpoldhain), heute zwischen der Kälbersteinstraße und der Von-Hindenburg-Allee, ließ ein Jahr später der District Berchtesgaden ein Bronzedenkmal aufstellen, das den Prinzregenten in Jagdkleidung darstellt.
1842 wäre beinahe das ganze Marktzentrum einem „notorischen Brandstifter“ zum Opfer gefallen. Er hatte in der Schrannenhalle Feuer gelegt und in der Folge war auch der Turm der gegenüberliegenden Pfarrkirche St. Andreas in Brand geraten. In den Jahren 1873 bis 1875 wurde auf dem Platz der ehemaligen Schrannenhalle das noch heute genutzte Rathaus erbaut, dem bis 1972 die Doppelfunktion als Magistrats- und Schulgebäude zugedacht war.
Nach dem Ende des Deutsch-Französischen Krieges 1870/71 und der Anbindung an das Eisenbahnnetz mit dem 1888 eröffneten Bahnhof Berchtesgaden entwickelte sich der Fremdenverkehr mit rapide steigenden Gästezahlen. Auch zahlreiche Industrielle sowie Künstler und Schriftsteller besuchten Berchtesgaden und seine Umgebung. Bei den Malern waren der Ort, die direkte Umgebung und der Blick auf das Watzmann-Massiv als Motive beliebt. Carl Rottmann hatte bereits in den 1820ern Gemälde der Berchtesgadener Alpen geschaffen; siehe auch das davon inspirierte Watzmann-Gemälde (1824/25) von Caspar David Friedrich. Stammgäste waren unter anderen Ludwig Ganghofer, der eine ganze Reihe seiner Romane in Berchtesgaden spielen ließ, sowie die norwegischen Schriftsteller Jonas Lie und Henrik Ibsen.

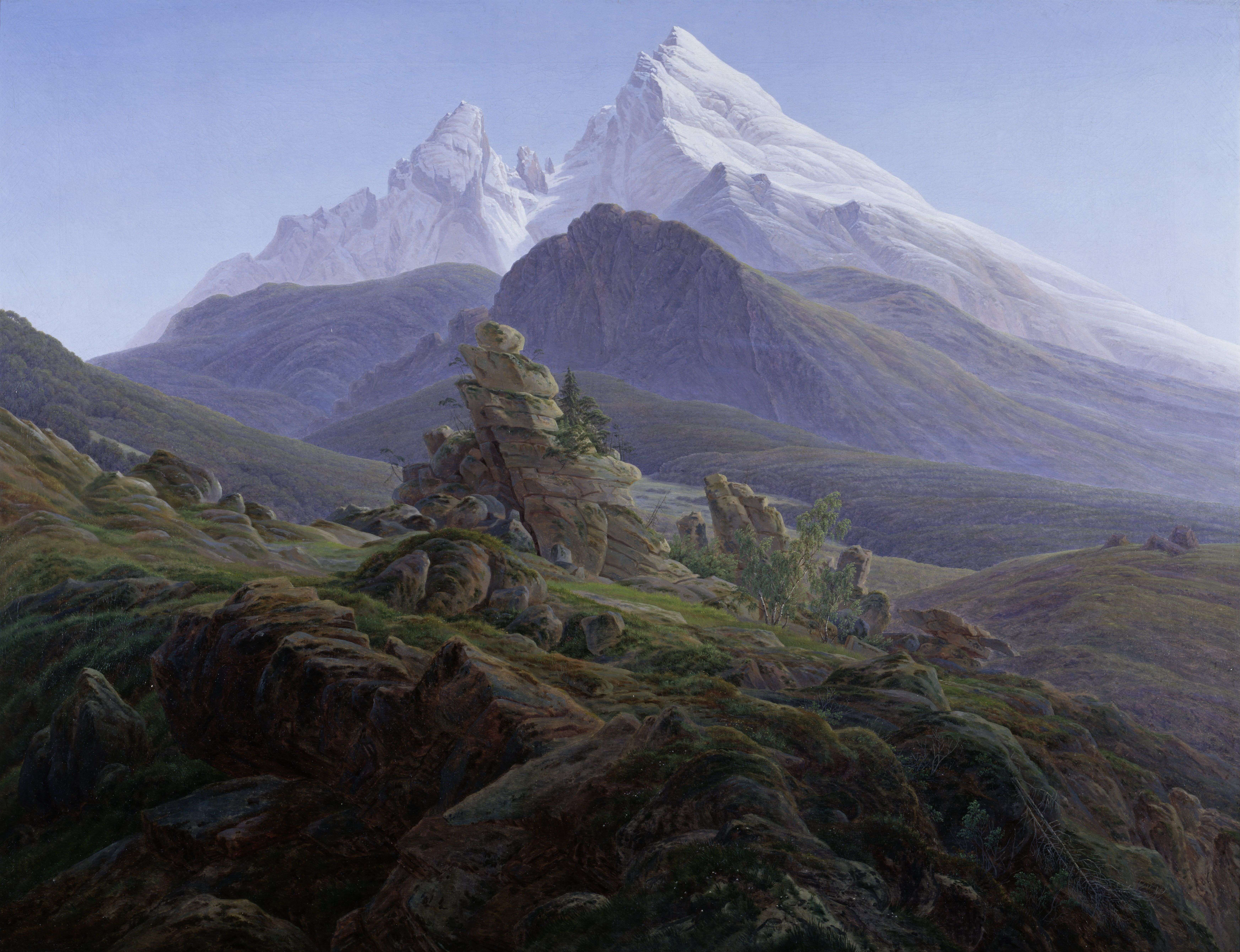
Watzmann-Gemälde von Caspar David Friedrich
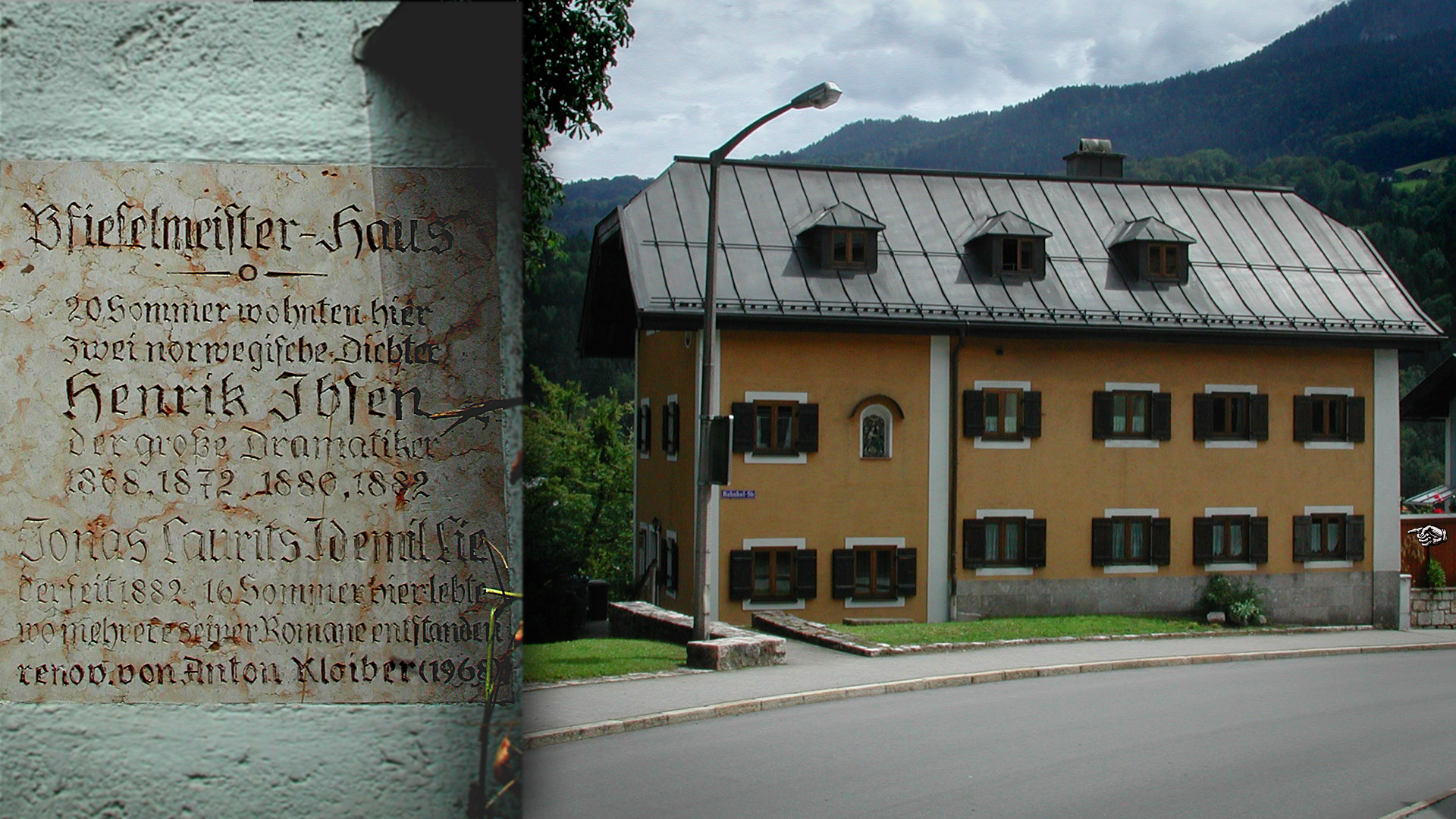
In diesem Haus wohnten Henrik Ibsen und Jonas Lie

Nachdem das Holzhandwerk beziehungsweise der Vertrieb von Berchtesgadener War an Bedeutung verloren hatte, begann sich neben dem Salzabbau der Tourismus zu einer wichtigen Einnahmequelle zu entwickeln. Als erstes Quartier für zahlende Gäste eröffnete Mauritia Mayer 1877 die Pension Moritz auf dem Obersalzberg, in der sich Jahrzehnte später, noch vor seiner Machtergreifung, auch Adolf Hitler mehrere Male aufgehalten hat.

Pension Moritz um 1900

Nachdem immer mehr evangelische Gäste Berchtesgaden besucht und sich dort auch Zweitwohnsitze eingerichtet hatten, kam 1899 zu den drei römisch-katholischen Kirchen des Marktes eine evangelisch-lutherische hinzu.
1903 wurde in der einstigen Salzberger Gnotschaft Anzenbach in der Locksteinstraße ein Distriktkrankenhaus eröffnet und 1919 in Bezirkskrankenhaus umbenannt.

### Zeit der Weimarer Republik
Die Berchtesgadener Besitzungen der bayerischen Königsfamilie gingen 1923 an den Wittelsbacher Ausgleichsfonds über. Bis zu Hitlers Machtübernahme nutzte der ehemalige Kronprinz Rupprecht das Schloss als zeitweiligen Wohnsitz. Im Ort wurde 1923 seine Tochter Irmingard geboren, die in der Stiftskirche von Nuntius Eugenio Pacelli, dem späteren Papst Pius XII., getauft wurde. In Berchtesgaden heiratete 1930 auch Rupprechts Sohn Albrecht die Gräfin Drašković von Trakošćan.
Bereits am 14. Februar 1922 gründete der Reichsbahnbetriebsarbeiter Wolfgang Trimpl die NSDAP-Ortsgruppe Berchtesgaden, bei deren Versammlung am 1. Juli 1923 Adolf Hitler „Über die Zukunft unseres Volkes“ sprach. Zuvor hatte Hitler im Mai 1923 das erste Mal Obersalzberg besucht, um seinen Mentor Dietrich Eckart im Gebirgskurhaus Obersalzberg (vormals Pension Moritz, später Hotel Platterhof) zu treffen. Dieser hatte sich dort seit Anfang des Jahres mit Hilfe von Christian Weber einem Haftbefehl wegen Beamtenbeleidigung zu entziehen versucht. Eine Woche nach dem Hitlerputsch in München verhaftet, doch nach schweren Herzanfällen bald wieder entlassen, erlag Eckart Ende 1923 in Berchtesgaden einem Herzschlag. Hitler ließ in den folgenden Jahren seinem ersten Obersalzberg-Aufenthalt noch viele weitere folgen.
Im Herbst 1923 kam es in Reichenhall und Berchtesgaden zu einem bewaffneten Zusammenstoß zwischen vaterländischen und kommunistisch organisierten Gruppen norddeutscher KPD-Leute.
Am 9. Juli 1932, dem Tag der Reichstagswahl, nahm Hitler beim „Großdeutschen Tag“ in Berchtesgaden die Parade von 3000 bayerischen und 3000 österreichischen SA-Männern ab. Insgesamt wählten in Berchtesgaden an diesem Tag 2000 Wahlkartenwähler und veränderten mehrheitlich das Stimmergebnis zugunsten Hitlers.

### Zeit des Nationalsozialismus
Nach der Machtergreifung erklärte das Regime Obersalzberg, heute ein Gemeindeteil Berchtesgadens, zum Führersperrgebiet mit dem Berghof im Zentrum. Das Kehlsteinhaus und der überdimensionierte Bahnhof Berchtesgadens sind weitere Zeugnisse nationalsozialistisch geprägter Architektur. Die weitreichenden Baumaßnahmen in Obersalzberg wie auch die 1937 im benachbarten Bischofswiesener Gemeindeteil Stanggaß eingerichtete Reichskanzlei Dienststelle Berchtesgaden als zweiter Regierungssitz des NS-Staates waren meist mit dem Namen Berchtesgaden verbunden. Die Grundstücke, insbesondere in Obersalzberg, wurden den Eigentümern auf Betreiben Martin Bormanns zum Teil abgepresst. Das als Berchtesgadener Abkommen bekannt gewordene Abkommen vom 12. Februar 1938 zwischen dem Deutschen Reich und dem Bundesstaat Österreich war unter Druck zustande gekommen und hatte eine Reihe von Maßnahmen zur Begünstigung der österreichischen Nationalsozialisten festgeschrieben.
Im März 1933 wurden unter dem Vorwurf, die KPD habe die Reichstagsbrandstiftung unterstützt, auch in Berchtesgaden Mitglieder der KPD verhaftet.
Die ersten „und noch einigermaßen freien“ Wahlen in Berchtesgaden während der NS-Zeit hatten am 5. Mai 1933 folgende Sitzverteilung im Gemeinderat zum Ergebnis: NSDAP 10, BVP 5, (den Deutschnationalen nahe) Schwarz-Weiß-Rote-Liste 1 und SPD 1. Den Ersten und Zweiten Bürgermeister stellte die NSDAP.

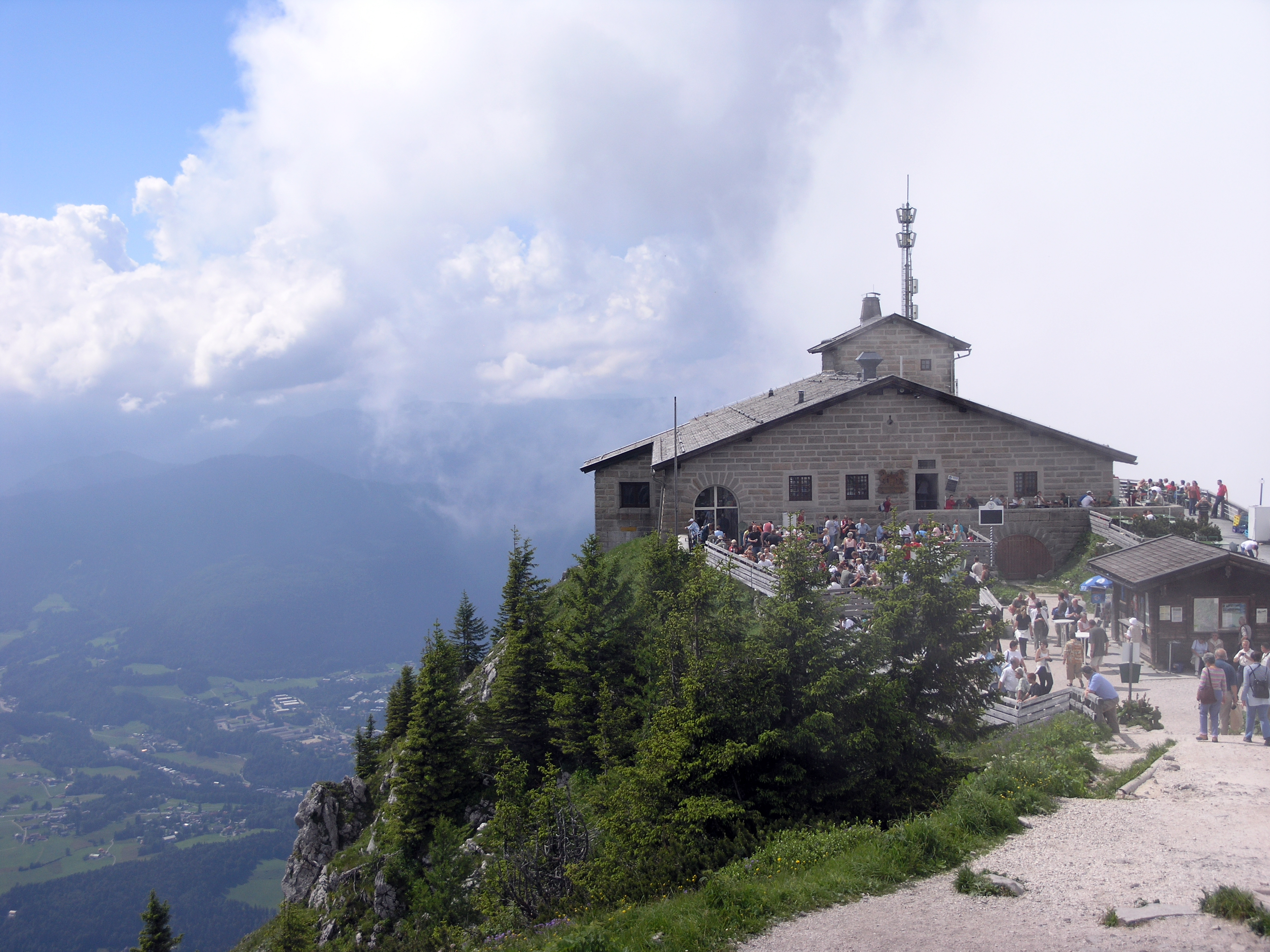
Kehlsteinhaus
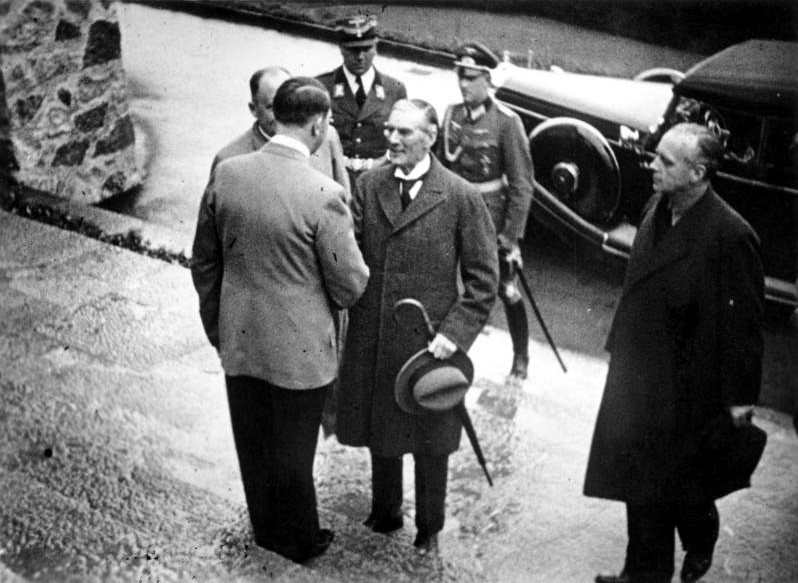
Hitler empfängt Chamberlain

Die dem christlichen Brauchtum verbundenen Berchtesgadener Weihnachtsschützen wehrten sich gegen eine Vereinnahmung ihres Brauches durch den Nationalsozialismus. Insbesondere ihr Vorstand sprach sich zudem gegen die Auflösung des Franziskanerklosters Berchtesgaden durch die Nationalsozialisten aus mit der Folge, dass der Vereinigungsvorstand Brandner als einziger Berchtesgadener Postbeamter zur Wehrmacht eingezogen wurde. Ihr späterer Ehrenvorsitzender Rudolf Kriß wurde wegen regimekritischer Äußerungen vom Volksgerichtshof zum Tode verurteilt, später jedoch zu lebenslanger Haft begnadigt. Die Berchtesgadener Weihnachtsschützen wurden bei der Entnazifizierung als „widerstandsähnliche Gruppe“ anerkannt und die Berchtesgadener Poststraße 1945 in Weihnachtsschützenplatz umbenannt.
Ende 1938 gründete sich auch in Berchtesgaden eine Zelle des seit 1933 bayernweit organisierten Harnier-Kreises. Die Widerstandsgruppe wurde bereits seit 1936 von der Gestapo bespitzelt und 1939 zerschlagen. In Berchtesgaden wurden vier Mitglieder verhaftet.
Das für den Ort zuständige Bezirksamt Berchtesgaden wurde 1939 in Landkreis Berchtesgaden mit gleichem Zuständigkeitsbereich umbenannt.
Trotz der politischen Symbolwirkung Berchtesgadens beschränkte sich der Luftangriff am 25. April 1945 auf Obersalzberg. Davon abgesehen erlitten Infrastruktur und Gebäude des Ortes nahezu keine Kriegsschäden. Die Flucht der bis dahin noch verbliebenen NS-Spitzen dürfte die Voraussetzung für die kampflose Übergabe an die Amerikaner gewesen sein. Bereits vor Kriegsende hatten sich die Amerikaner Berchtesgaden als einen ihrer Stützpunkte ausbedungen und unterhielten ihn dann bis 1996.
Sichtbares Zeichen einer kritischen Reflexion der Zeit des Nationalsozialismus in Berchtesgaden wurde nach dem Abzug der Amerikaner und gegen den anfänglichen Widerstand verschiedener Lokalpolitiker die 1999 eröffnete Dokumentation Obersalzberg.

### Nachkriegszeit

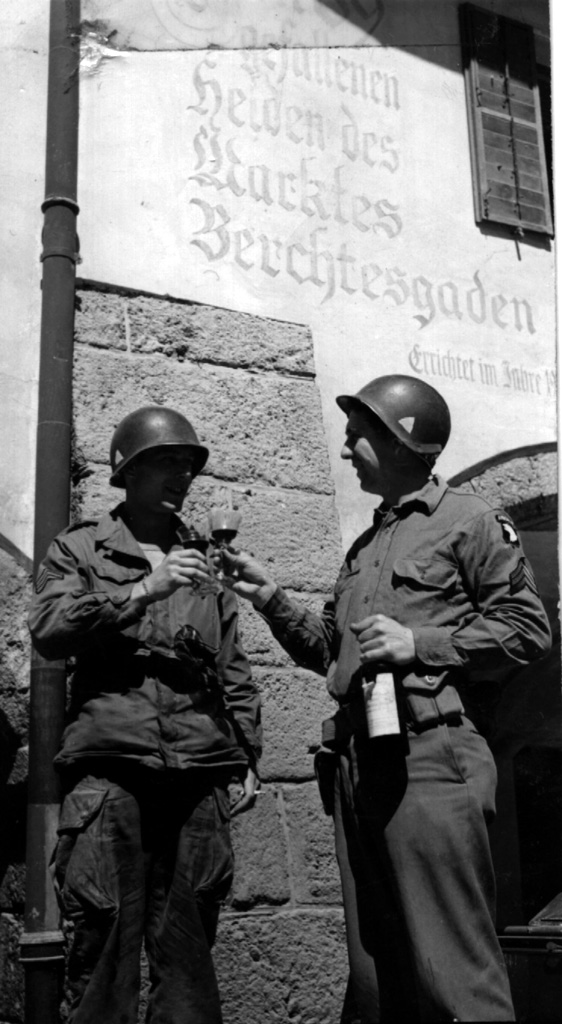
Amerikanische Soldaten feiern in Berchtesgaden ihren Sieg, 1945

Nachdem Landrat Karl Theodor Jacob den Süden des Landkreises Berchtesgaden am 4. Mai 1945 kampflos übergeben hatte, wurde der Markt Berchtesgaden von US-Truppen, die zum Teil der 3. US-Infanteriedivision angehörten, und einigen Franzosen besetzt. Die amerikanische Besatzungsmacht bestätigte Landrat Jacob und Bürgermeister Sandrock vorerst im Amt. Bereits am 7. Mai setzte sie jedoch den Juristen Karl Kollmann als neuen Bürgermeister ein, dem am 28. Mai 1945 der ebenfalls von der Besatzungsmacht berufene, als regimekritischer Brauereibesitzer bekannte einheimische Wissenschaftler Rudolf Kriß folgte; Kollmann war fortan Zweiter Bürgermeister.
Als Folge des Krieges nahm die Gemeinde Flüchtlinge aus den Ostgebieten des ehemaligen Deutschen Reiches auf. Dadurch veränderte sich die Zusammensetzung der Bevölkerung Berchtesgadens deutlich. Die Heimatvertriebenen, insbesondere Sudetendeutsche und Schlesier, konnten anfangs nur in ehemaligen Arbeiterbarackenlagern untergebracht werden. Sie lebten zum Teil bis in die 1960er-Jahre im Flüchtlingslager Vockenbichl in der Oberau, das für die SS errichtet worden und dann von der US Army belegt war, oder sie wurden in Privathäuser und -wohnungen eingewiesen.
Die NS-Grundstücke gingen 1947 formell in das Eigentum des Freistaates Bayern über, jedoch nutzten die Amerikaner einen Großteil der Gebäude und des Geländes weiterhin. Sie richteten im unzerstörten Berchtesgaden ab 1953 eines der drei Armed Forces Recreation Center (AFRC) in Bayern ein.
Nach dem Krieg wies die Entwicklung der Gästeübernachtungen im Berchtesgadener Land und damit auch in Berchtesgaden erneut eine rapide steigende Tendenz auf. Allein in den fünf Wirtschaftsjahren von 1948/49 bis 1952/53 stiegen sie bei durchschnittlich siebentägiger Verweildauer nahezu um das Vierfache auf insgesamt 1.127.272 Übernachtungen an.
Gerade zu Beginn der 1950er-Jahre wurden auch die seinerzeit noch existierenden Hinterlassenschaften des NS-Regimes in Obersalzberg zu einem Anziehungspunkt für Touristen. Als die Sprengung und Entsorgung der Ruinen einstiger Wohnhäuser, unter anderem von Adolf Hitler, anstanden, wurden heftige Proteste seitens der Berchtesgadener laut, die „darin ausschließlich ein wirtschaftliches Problem“, ja eine „Existenzfrage“ des Fremdenverkehrs sahen. Damit das Abtragen der Ruinen nicht zum Anlass „spontaner neofaschistischer Erinnerungs- oder Abschiedsveranstaltungen“ wurde, hatte Bayerns Innenminister Wilhelm Hoegner dort 30 Landpolizisten postieren lassen. Am Ende verbuchte es Landrat Jacob als Erfolg, dass das Kehlsteinhaus erhalten blieb. Dabei war Berchtesgaden und Obersalzberg keineswegs nur „Wallfahrtsstätte für Ewiggestrige“, sondern gehört regelmäßig zum Besuchsprogramm amerikanischer Salzburg-Touristen, die sich weit weniger von den Zeugnissen der Vergangenheit als zum Beispiel vom Kehlsteinhaus-Panorama „überwältigen“ ließen.
Im Königlichen Schloss Berchtesgaden führte das Landgericht Traunstein 1952 einen Prozess gegen den Forstmeister Georg Küßwetter. Dessen im Mai 1946 angezettelte Brandstiftung und Sprengung des einstigen Wehrmachthauses auf dem Blaueisgletscher, das zur neuen Blaueishütte ausgebaut werden sollte, hatten wegen Küßwetters touristenfeindlicher Beweggründe bundesweites Aufsehen erregt.
1962 wurde in der Locksteinstraße der Neubau des Kreiskrankenhauses Berchtesgaden eingeweiht. Nach der Eingemeindung Salzbergs saniert, ist dieses Krankenhaus seit 1997 als Kreisklinik Berchtesgaden Teil des Verbundes Kliniken Südostbayern.
Vom 1. März 1968 bis 1991 war im Haus Glück Auf in Maria Gern eine sogenannte Kurzschule (Outward Bound School) untergebracht, die Jugendlichen eine sinnvolle Freizeitgestaltung u. a. unter dem Gesichtspunkt der Hilfsbereitschaft nahezubringen suchte.

### Von der Gebietsreform bis zur Gegenwart

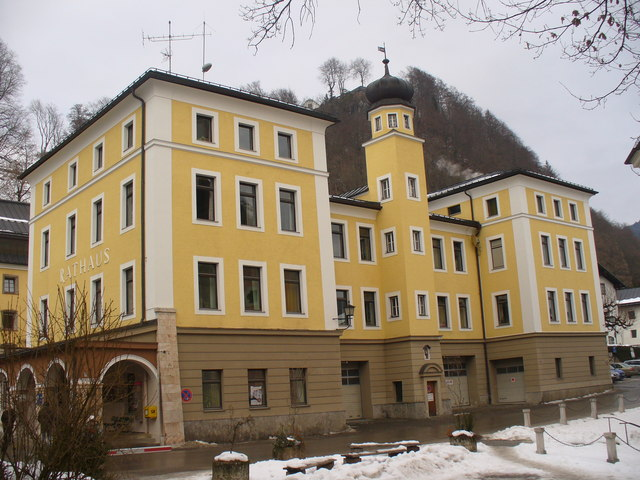
Rathaus Berchtesgaden

Im Zuge der bayerischen Gebietsreform hatte sich am 1. Januar 1972 durch die Eingemeindung der drei vorher selbstständigen Gemeinden Au, Maria Gern und Salzberg die Einwohnerzahl Berchtesgadens nahezu verdoppelt und die Gebietsfläche um ein Mehrfaches erweitert. Im Gegenzug musste der Markt Berchtesgaden am 1. Juli 1972 seinen Status als Kreishauptort und den Sitz des Landratsamtes an die Große Kreisstadt Bad Reichenhall abgeben. Das schloss die Auflösung des Amtsgerichts Berchtesgaden ein und die Übertragung seines Zuständigkeitsbereichs an das Amtsgericht Laufen. Aus dem 1939 begründeten Landkreis Berchtesgaden wurde der neue, erweiterte Landkreis Berchtesgadener Land, dem der Markt seitdem angehört.
Der Hauptsitz der Nationalparkverwaltung des 1978 gegründeten Nationalparks Berchtesgaden wurde zunächst im Rathaus eingerichtet, wechselte 1982 schließlich in das ehemalige Wohnhaus des Bezirks-Amtmannes am Doktorberg. Nach anfänglich großen Widerständen der Bevölkerung und von Kommunalpolitikern wurde der Nationalpark Berchtesgaden zu einem der Markenzeichen des gesamten Talkessels. Zusammen mit seinem Vorfeld bildete er den Alpenpark Berchtesgaden. der 1990 von der UNESCO als Biosphärenreservats Berchtesgaden ausgewiesen wurde. Im Juni 2010 erfolgte seine Erweiterung zum Biosphärenreservat Berchtesgadener Land mit insgesamt 840 Quadratkilometern Fläche. An den Park, der sich mit 210 Quadratkilometern über Höhen von 603,3 (Königssee) bis 2713 m ü. NN (Watzmann) erstreckt, schließt sich im Norden ein auf rund 630 Quadratkilometern erweitertes Nationalparkvorfeld an, das neben dem Markt Berchtesgaden alle Kommunen des Landkreises Berchtesgadener Land umfasst. Nach Schließung des Nationalpark-Hauses (1988–2013) in den Räumen des Franziskanerklosters Berchtesgaden wurde am 24. Mai 2013 in der Hanielstraße ein neues Umweltbildungs- und Informationszentrum des Nationalparks Berchtesgaden als Haus der Berge eröffnet.
Mit dem Abzug der US-Streitkräfte 1996 ging die Nutzung der Liegenschaften in Obersalzberg an den Freistaat Bayern als Eigentümer über. Die Landesregierung entschied sich für ein Zweisäulenkonzept, das auf der Einrichtung der Dokumentation Obersalzberg (Eröffnung: 1999) und dem Bau des Fünf-Sterne-Hotels InterContinental Berchtesgaden Resort (Eröffnung: 2005) beruhte. Dies bedingte den Abriss des Hotels General Walker, eines von der US-Armee genutzten und des seinerzeit größten Gebäudekomplex aus der NS-Zeit, sowie die Verlegung der Bushaltestelle zum Kehlsteinhaus.
Eine Bürgerinitiative beantragte 2004/2005 einen Bürgerentscheid mit dem Ziel, die fünf Gemeinden des Talkessels zu einer Großgemeinde zusammenzulegen. Lediglich in Berchtesgaden hatte der Bürgerentscheid mit über 60 Prozent Zustimmung Erfolg. In Schönau am Königssee und Bischofswiesen scheiterte er hingegen, so dass die Initiatoren auf Abstimmungen in Ramsau und Marktschellenberg verzichteten.
2010 beging Berchtesgaden das Jubiläum seiner 200-jährigen Zugehörigkeit zu Bayern u. a. mit der Ausstellung „Berchtesgadener Schicksalsjahre 1803–1820“ im Museum Schloss Adelsheim.
Anfang Juni 2013 waren auch der Markt und hier insbesondere die Gemeindeteile Maria Gern und Salzberg (Kläranlage) von dem „Jahrhundert-Hochwasser“ durch Überflutungen und Murenabgänge betroffen.
Im Januar 2019 waren Bundesinnenminister Horst Seehofer und der Bayerische Staatsminister des Innern Joachim Herrmann zu Besuch, um sich anlässlich der damaligen Schneekatastrophe in dem als Einsatzzentrale genutzten Berchtesgadener Feuerwehrhaus ein Lagebild geben zu lassen und allen Einsatzkräften zu danken. Zu den Einsatzkräften gehörte die Feuerwehr, die u. a. von anderen Organisationen wie THW, Bundeswehr, Polizei und BRK unterstützt wurden.
Am 16. August 2025 kam in Berchtesgaden ein erster CSD-Umzug mit etwa 400 Personen zustande, der zudem störungsfrei verlief, da eine zuvor „befürchtete Gegendemonstration“ ausgeblieben ist.  Das veranstaltende Kollektiv Queer-Steiger aus Berchtesgaden besteht weniger als zwei Jahre.

### Einwohnerentwicklung

Einwohnerentwicklung entsprechend den nebenstehenden Tabellen. Die obere Kurve gibt die Entwicklung bezogen auf den Gebietsstand von 1972 an

| Einwohnerentwicklung in Berchtesgaden                  | Einwohnerentwicklung in Berchtesgaden | Einwohnerentwicklung in Berchtesgaden | Einwohnerentwicklung in Berchtesgaden | Einwohnerentwicklung in Berchtesgaden |
| von 1812 bis 1971                                      | von 1812 bis 1971                     | von 1812 bis 1971                     | von 1812 bis 1971                     | von 1812 bis 1971                     |
| Jahr                                                   | Einwohner                             |                                       |                                       |                                       |
| ------------------------------------------------------ | ------------------------------------- | ------------------------------------- | ------------------------------------- | ------------------------------------- |
| 1812 1)                                                | 1300                                  |                                       |                                       |                                       |
| 1925 1)                                                | 3733                                  |                                       |                                       |                                       |
| 1939 2)                                                | 4491                                  |                                       |                                       |                                       |
| 1946 2)                                                | 5752                                  |                                       |                                       |                                       |
| 1971 2)                                                | 4355                                  |                                       |                                       |                                       |
| 1) Zahlen nach A. Helm; 2) Zahlen nach Manfred Feulner |                                       |                                       |                                       |                                       |

| Einwohnerentwicklung in Berchtesgaden von 1840 bis 2009                              | Einwohnerentwicklung in Berchtesgaden von 1840 bis 2009      | Einwohnerentwicklung in Berchtesgaden von 1840 bis 2009      | Einwohnerentwicklung in Berchtesgaden von 1840 bis 2009      | Einwohnerentwicklung in Berchtesgaden von 1840 bis 2009      |
| umgerechnet auf Gebietsstand inkl. Eingemeindungen nach 1972                         | umgerechnet auf Gebietsstand inkl. Eingemeindungen nach 1972 | umgerechnet auf Gebietsstand inkl. Eingemeindungen nach 1972 | umgerechnet auf Gebietsstand inkl. Eingemeindungen nach 1972 | umgerechnet auf Gebietsstand inkl. Eingemeindungen nach 1972 |
| Jahr                                                                                 | Einwohner                                                    |                                                              | Jahr                                                         | Einwohner                                                    |
| ------------------------------------------------------------------------------------ | ------------------------------------------------------------ | ------------------------------------------------------------ | ------------------------------------------------------------ | ------------------------------------------------------------ |
| 1840 1)                                                                              | 3789                                                         |                                                              | 1972 2)                                                      | 8780                                                         |
| 1925 1)                                                                              | 6606                                                         |                                                              | 1981 2)                                                      | 8138                                                         |
| 1939 1)                                                                              | 9787                                                         |                                                              | 1987 1)                                                      | 7538                                                         |
| 1950 1)                                                                              | 10955                                                        |                                                              | 1999 1)                                                      | 7660                                                         |
| 1970 1)                                                                              | 8683                                                         |                                                              | 2009 1)                                                      | 7536                                                         |
|                                                                                      |                                                              |                                                              | 2016 1)                                                      | 7804                                                         |
| 1) Zahlen: Bayer. Landesamt f. Statistik u. Datenverarbeitung; 2) Zahlen: M. Feulner |                                                              |                                                              |                                                              |                                                              |

A. Helm stellte „Bevölkerungsziffern“ bzw. 14 zahlenmäßige Erhebungen der „Seelen“ des Marktes Berchtesgaden für die Jahre 1812 bis 1925 zusammen. Zwei Jahre nach seiner Eingliederung in Bayern betrug die Einwohnerzahl 1300, die bis 1925 stetig, abgesehen von einer kleinen Verringerung 1880 um 24 Personen, auf 3733 anstieg. Manfred Feulner bezog sich 1985 in seinen Angaben bereits auf die Eingemeindungen von 1972 und legte auch die Zahlen nach 1925 vor. Demnach war die Bevölkerung 1939 weiter auf 4491 Einwohner angewachsen und hatte 1946 durch die Aufnahme von Flüchtlingen und Evakuierten den Höchststand von 5752 erreicht. 1971, ein Jahr vor den Eingemeindungen, war durch Wegzüge die Einwohnerzahl wieder auf 4355 gesunken.
Die heutige Größe der Gemeinde geht auf die Gebietsreform von 1972 zurück. Durch die Eingemeindung der bis dahin selbstständigen Gemeinden Salzberg, Maria Gern und Au stieg die Einwohnerzahl auf 8780 an. Sie verminderte sich zehn Jahre später auf 8138 und nach Angaben des Bayerischen Landesamtes für Statistik und Datenverarbeitung Ende 2009 weiter auf 7536. Von diesen waren 6022 römisch-katholisch und 1112 evangelisch, die Religionszugehörigkeit der restlichen 402 Einwohner wurde nicht aufgeschlüsselt. Bis 1987 wurde in den Statistiken der Volkszählungen neben „römisch-katholisch“ und „evangelisch-lutherisch“ stattdessen die Zahl der „Ausländer“ angegeben.
Das Bayerische Landesamt veröffentlichte die Zahlen von 1840 bis 1970 und ab 1987, jedoch umgerechnet auf den Gebietsstand vom 1. Januar 1994 einschließlich der Eingemeindungen von 1972.
Zwischen 1988 und 2018 wuchs bzw. stagnierte der Markt von 7644 auf 7780 um 136 Einwohner bzw. um 1,8 %.

### Geografisch-soziokulturelle Zuordnungen

Kulturlandschaften bzw. Regionen im Landkreis, Berchtesgaden innerhalb der Region „Berchtesgadener Land“ (rot)

Berchtesgaden liegt als namensgebender Hauptort innerhalb der von der Gebirgsgruppe der Berchtesgadener Alpen umschlossenen Region Berchtesgadener Land. Ab 1155 nahezu deckungsgleich mit dem Kernland des Klosterstifts Berchtesgaden, das über die Jahrhunderte zu immer größerer Eigenständigkeit gelangte und von 1559 bis 1803 zur reichsunmittelbaren Fürstpropstei Berchtesgaden erhoben worden war, grenzt sich diese Region noch heute kulturgeschichtlich und soziokulturell unter anderem vom benachbarten Chiemgau und innerhalb des gleichnamigen Landkreises Berchtesgadener Land vom vormals herzoglich bayerischen Bad Reichenhall und vom einst zum Erzstift Salzburg gehörenden Rupertiwinkel ab. Somit gingen und gehen die für Berchtesgaden zuständigen Gemeindeverbände und Gebietskörperschaften wie der vormalige Landkreis Berchtesgaden und der jetzige Landkreis Berchtesgadener Land der Fläche wie auch den zugehörigen Gemeinden nach weit über die soziokulturelle Begriffseinheit Berchtesgadener Land hinaus.
Bezogen auf die Region Berchtesgadener Land wurden u. a. 1925 in Berchtesgaden die Vereinigten Weihnachtsschützen des Berchtesgadener Landes gegründet und schlossen sich 1928 die neun Trachtenvereine dieser Region zu den Vereinigten Trachtenvereinen im Berchtesgadener Land zusammen. Da sich innerhalb dieser Region auch die touristischen Big Five-Attraktionen wie Kehlsteinhaus und Königssee befinden, suchen der 1972 neugebildete Landkreis Berchtesgadener Land und die 2005 zum Nutzen aller Gemeinden des Landkreises gegründete Marketinggesellschaft Berchtesgadener Land Tourismus GmbH an der soziokulturellen Bedeutung des Begriffes Berchtesgadener Land anzuknüpfen.
Regionalplanerisch gehört Berchtesgaden als Mittelzentrum zur Planungsregion Südostoberbayern, in der derzeit Rosenheim das einzige Oberzentrum ist, Traunstein und das österreichische Salzburg teilweise oberzentrale Funktionen wahrnehmen. Historisch spiegeln sich diese Verbindungen zum Beispiel in der Soleleitung von Berchtesgaden nach Rosenheim, administrativ zum Beispiel durch die Bundespolizeiinspektion Rosenheim, rechtlich in der Zugehörigkeit zum Landgericht Traunstein, infrastrukturell unter anderem an der EuRegio Salzburg – Berchtesgadener Land – Traunstein und an der S-Bahn Salzburg wider.

## Religion

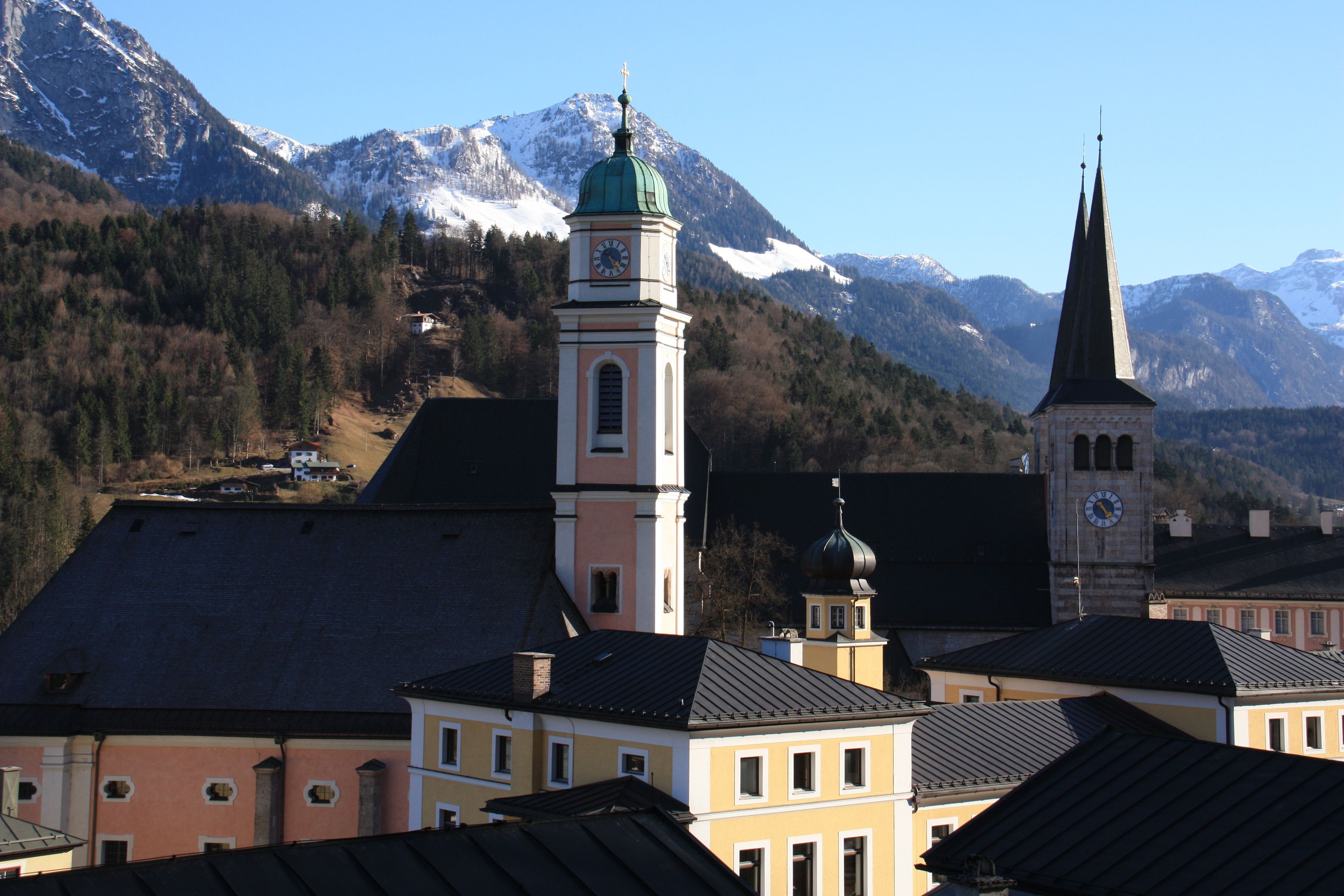
Pfarrkirche St. Andreas vor Stiftskirche

Von den Ende 2011 in einem Zensus erfassten 7577 Einwohnern waren 5039 als römisch-katholisch (ein Rückgang von 16,3 % zu 1987) und 908 als evangelisch-lutherisch (einschließlich Freikirchen, ein Rückgang von 18,7 % zu 1987) gemeldet; die Religionszugehörigkeit der restlichen 1630 Einwohner wurde in der Landesstatistik nicht aufgeschlüsselt. Bislang wird in den Statistiken der Volkszählungen neben „römisch-katholisch“ und „evangelisch-lutherisch“ lediglich noch die Zahl der „Ausländer“ angegeben – hier mit 819 (ein Zuwachs um 75,0 % zu 1987) von den nicht konkret aufgeschlüsselten 1630 Einwohnern. (siehe zu den diesbezüglich gemachten Angaben im Zensus 2011 u. a. auch die sie einschränkenden bzw. kritisierenden Abschnitte: Haushaltebefragung, Fragen zur Religion und Wissenschaftliche Kontrolle.)
Mehr als 78 Prozent der Einwohner Berchtesgadens gehören somit noch einer christlichen Religionsgemeinschaft an, ein Prozentsatz, der bis zur Säkularisation im Jahr 1803 nach 100 tendierte. Nach der Emigration mehr als der Hälfte der Protestanten in den Jahren 1732/33 und der Re-Missionierung der verbliebenen waren es zudem ausschließlich Mitglieder der römisch-katholischen Kirche. Die Edikte des Königs Maximilian I. Joseph von 1808 und 1809 und die damit verbundene Gründung einer Evangelisch-Lutherischen Kirche in Bayern ließen auch in Berchtesgaden eine Wiederbelebung des Protestantismus zu. Doch erst nachdem immer mehr evangelische Touristen Berchtesgaden besucht und sich dort Zweitwohnsitze eingerichtet hatten, kam 1899 zu den drei katholischen Kirchen des Marktes die evangelisch-lutherische Christuskirche hinzu. Vor ihrem Bau dienten den Protestanten das Dormitorium im Königlichen Schloss und das einstige Rentamtsgebäude als Betsäle.
→ Siehe zu obigem Absatz auch die Abschnitte: Reformation und Gegenreformation, Vertreibungen und Emigration in Fürstpropstei Berchtesgaden

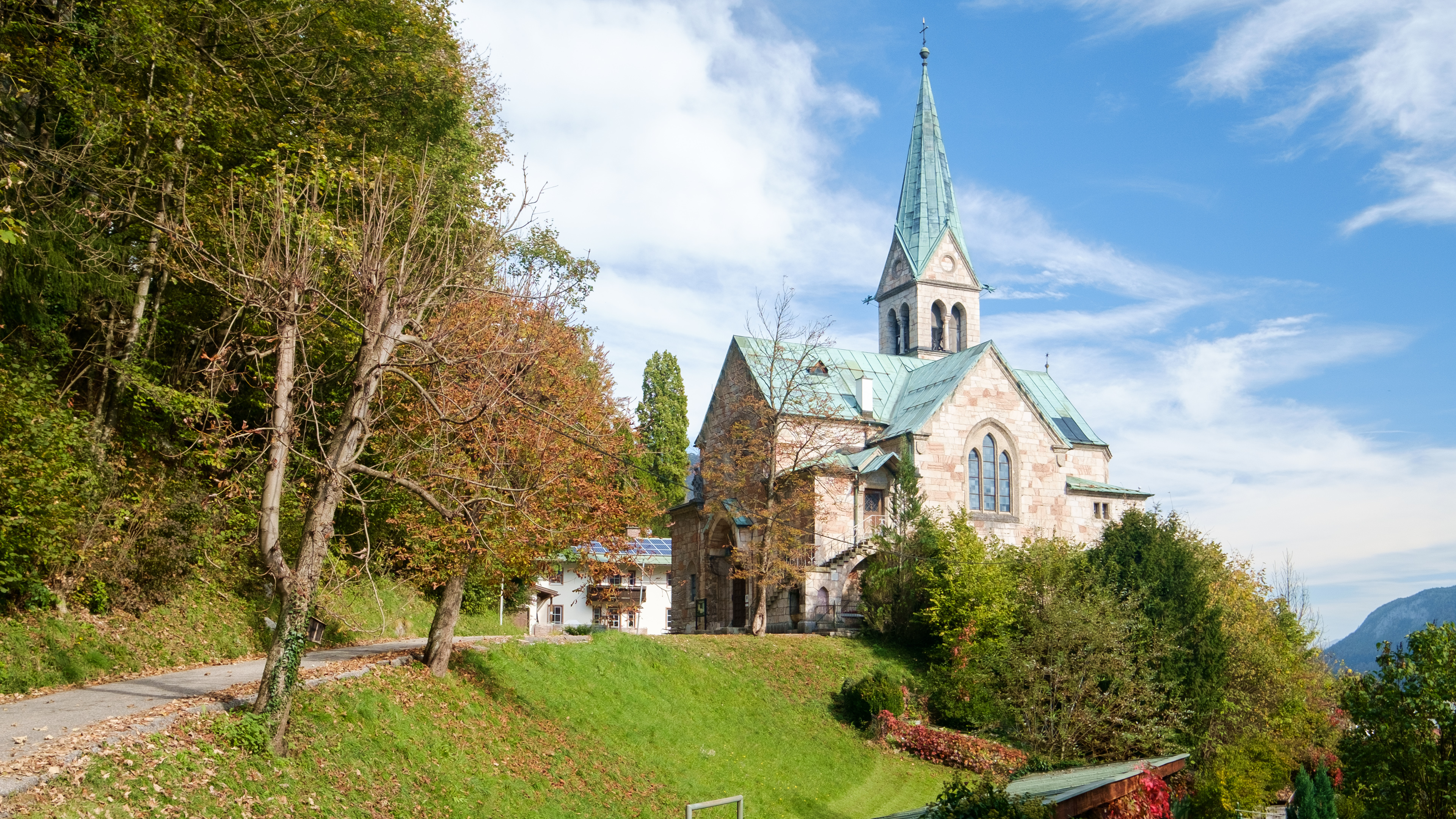
Christuskirche

- Die beiden römisch-katholischen Kirchengemeinden Berchtesgadens, St. Andreas und Hl. Familie (Au), gehören zum Dekanat Berchtesgaden des Erzbistums München und Freising.[84] Der Pfarrer der Pfarrei St. Andreas fungiert zurzeit (Stand: 2020) auch als Leiter des Pfarrverbandes Stiftsland Berchtesgaden und hat das Amt eines Dekans inne.[85]
Die Pfarrkirche der Pfarrgemeinde St. Andreas ist die Stiftskirche St. Peter und Johannes der Täufer, die nur noch so genannte Pfarrkirche St. Andreas fungiert seit 1803 als Nebenkirche. In die Zuständigkeit der Pfarrei fallen zudem im Gemeindeteil Gern die Wallfahrtskirche Maria Gern und im Gemeindeteil Salzberg die Kirche Maria am Berg. Im Pfarrsprengel befindet sich auch die Franziskanerkirche (eigentlich: Unserer lieben Frau am Anger) des Franziskanerklosters Berchtesgaden.
Zur Heiligen Familie in der Oberau ist die Pfarrkirche der Pfarrei Heilige Familie Au.[86] Die Pfarrgemeinde in Au unterhält neben der Pfarrkirche noch in der Restener Siedlung Buchenhöhe die Franziskuskirche als Filialkirche und gehörte bis 2015 zusammen mit St. Nikolaus und ihrer Filial- und Wallfahrtskirche Mariä Heimsuchung (Ettenberg) in Marktschellenberg noch dem Pfarrverband Marktschellenberg an.[87][88]
Am 1. November 2015 wurde der Pfarrverband Stiftsland Berchtesgaden begründet, zu dem sich die drei Pfarreien St. Andreas Berchtesgaden, Hl. Familie Au und St. Nikolaus Marktschellenberg zusammenschlossen,[89] und der am 1. Juni 2019[90] um die Pfarrei Herz Jesu Bischofswiesen erweitert wurde.[91]

- Die evangelisch-lutherische Kirchengemeinde ist in der Diaspora und Teil des Dekanats Traunstein in der Evangelisch-Lutherischen Kirche in Bayern.[92][93] Als Hauptkirche dient der Kirchengemeinde innerhalb des Ortes die Christuskirche. In ihre Zuständigkeit fallen zudem außerhalb Berchtesgadens die Hubertuskapelle in Unterstein/Schönau am Königssee, die Insula-Kirche in Strub (Bischofswiesen), die Schöpfungskirche in Bischofswiesen und die Kirche Zum guten Hirten in Ramsau.

- Neben den christlichen Kirchengemeinden ist bei Schöner auch von 60 aktiven Zeugen Jehovas die Rede, die 1974 im Rückgebäude am Rathausplatz 16 ihren Königreichssaal einweihten, und davon, dass vom 1. August 1980 bis 30. September 1981 im hinteren Teil eines Firmengebäudes in der Bahnhofstraße 21 ein „Mohammedanischer Betsaal“ eingerichtet war.[94]

## Politik

### Gemeinderat
Der Gemeinderat Berchtesgaden besteht aus 20 Gemeinderäten und dem Bürgermeister. Bei der letzten Kommunalwahl am 15. März 2020 gingen 57,6 Prozent (2014: 55,7 Prozent) der Stimmberechtigten zur Wahl. Die Sitzverteilung stellt sich seitdem wie folgt dar:
| Amtliche Sitzverteilung des Gemeinderats seit der Kommunalwahl am 15. März 2020:                       | Amtliche Sitzverteilung des Gemeinderats seit der Kommunalwahl am 15. März 2020: | Amtliche Sitzverteilung des Gemeinderats seit der Kommunalwahl am 15. März 2020: | Amtliche Sitzverteilung des Gemeinderats seit der Kommunalwahl am 15. März 2020: | Amtliche Sitzverteilung des Gemeinderats seit der Kommunalwahl am 15. März 2020: | Amtliche Sitzverteilung des Gemeinderats seit der Kommunalwahl am 15. März 2020: |
| Fraktion                                                                                               | CSU                                                                              | FWG                                                                              | GRÜNE                                                                            | SPD                                                                              | Berchtesgadener Bürgergruppe                                                     |
| --- | -------------------------------------------------------------------------------- | -------------------------------------------------------------------------------- | -------------------------------------------------------------------------------- | -------------------------------------------------------------------------------- | -------------------------------------------------------------------------------- |
| Stimmenanteil                                                                                          | 34,5 % (42,5)                                                                    | 28,5 % (25,8)                                                                    | 19,1 % (12,5)                                                                    | 7,0 % (11,9)                                                                     | 10,9 % (7,3)                                                                     |
| Sitze                                                                                                  | 7 (9)                                                                            | 6 (5)                                                                            | 4 (3)                                                                            | 1 (2)                                                                            | 2 (1)                                                                            |
| Zusätzliches Mitglied des Gemeinderats ist der Erste Bürgermeister In Klammern die Ergebnisse von 2014 |                                                                                  |                                                                                  |                                                                                  |                                                                                  |                                                                                  |

### Bürgermeister
Laut dem Ergebnis der Bürgermeisterwahl wurde Franz Rasp (CSU) 2020 in Berchtesgaden das dritte Mal zum Bürgermeister gewählt; er erhielt im ersten Wahlgang 57,08 Prozent (2014: 65,71 Prozent) der Stimmen. Gegen ihn angetreten und unterlegen sind Josef Wenig (FWG) (32,27 Prozent) und Andrea Grundner (Grüne) (10,65 Prozent).
| Bürgermeister des Marktes Berchtesgaden | Bürgermeister des Marktes Berchtesgaden | Bürgermeister des Marktes Berchtesgaden | Bürgermeister des Marktes Berchtesgaden |
| ab                                      | Bürgermeister                           | Partei / Fraktion                       | Anmerkungen                             |
| --------------------------------------- | --------------------------------------- | --------------------------------------- | --------------------------------------- |
| 1945                                    | Karl Kollmann                           | –                                       | 7. Mai 1945 bis 27. Mai 1945            |
| 1945                                    | Rudolf Kriß                             | parteilos (später CSU)                  | 28. Mai 1945 bis 13. März 1946          |
| 1946                                    | Stefan Imhof                            | (parteilos?)                            | Ehrenbürger Berchtesgadens              |
| 1960                                    | Martin Beer                             | FWG Parteilose Gruppe                   | Ehrenbürger Berchtesgadens              |
| 1980                                    | Anton Plenk                             | FWG Parteilose Gruppe                   |                                         |
| 1990                                    | Rudolf Schaupp                          | FWG Parteilose Gruppe                   |                                         |
| 2008                                    | Franz Rasp                              | CSU                                     |                                         |

### Wahlkreise
Berchtesgaden gehört zum Bundestagswahlkreis Traunstein und zum Stimmkreis Berchtesgadener Land für Landtags- und Bezirkstagswahlen.

### Wappen
| Wappen von Berchtesgaden | Blasonierung: „Geviert mit Herzschild, darin die bayerischen Rauten; 1 und 4 in Rot schräg gekreuzt je ein goldener und ein silberner Schlüssel, 2 und 3 in Blau sechs silberne, drei zu zwei zu eins gestellte heraldische Lilien.“ |
| Wappen von Berchtesgaden | Wappenbegründung: Die beiden Schlüssel auf rotem Grund beziehen sich auf Simon Petrus als einen der beiden Schutzpatrone der Stiftskirche St. Peter und Johannes der Täufer, die silbernen Lilien auf blauem Grund entstammen dem Wappen der Gräfin Irmgard von Sulzbach, der damit als Mitstifterin der ersten Klosteransiedlung in Berchtesgaden die Reverenz erwiesen wird. Diese Grundanordnung des Wappens wird bereits seit dem 17. Jahrhundert benutzt. Ihr wurde stets noch ein Mittelschild angefügt, anfangs mit den Wappen der jeweiligen Fürstpröpste, seit der Zugehörigkeit des Berchtesgadener Landes zu Bayern 1810 mit den weiß-blauen Rauten versehen. Dieses noch gültige Wappen wurde dem Markt Berchtesgaden durch Prinzregent Luitpold aber erst am 15. Dezember 1891 offiziell verliehen. |

Noch bis Anfang des 19. Jahrhunderts wurde in der heraldischen Literatur ein anderes Siegelbild für das Marktwappen erwähnt. Das bereits 1630 von der Berchtesgadener Gemeinen Land- und Burgerschaft geführte Siegel zeigt den heiligen Andreas. Der Pfarrpatron hält in der Rechten ein Buch, in der Linken das nach ihm benannte Kreuz.

## Kultur und Sehenswürdigkeiten

### Kulturelle Traditionen

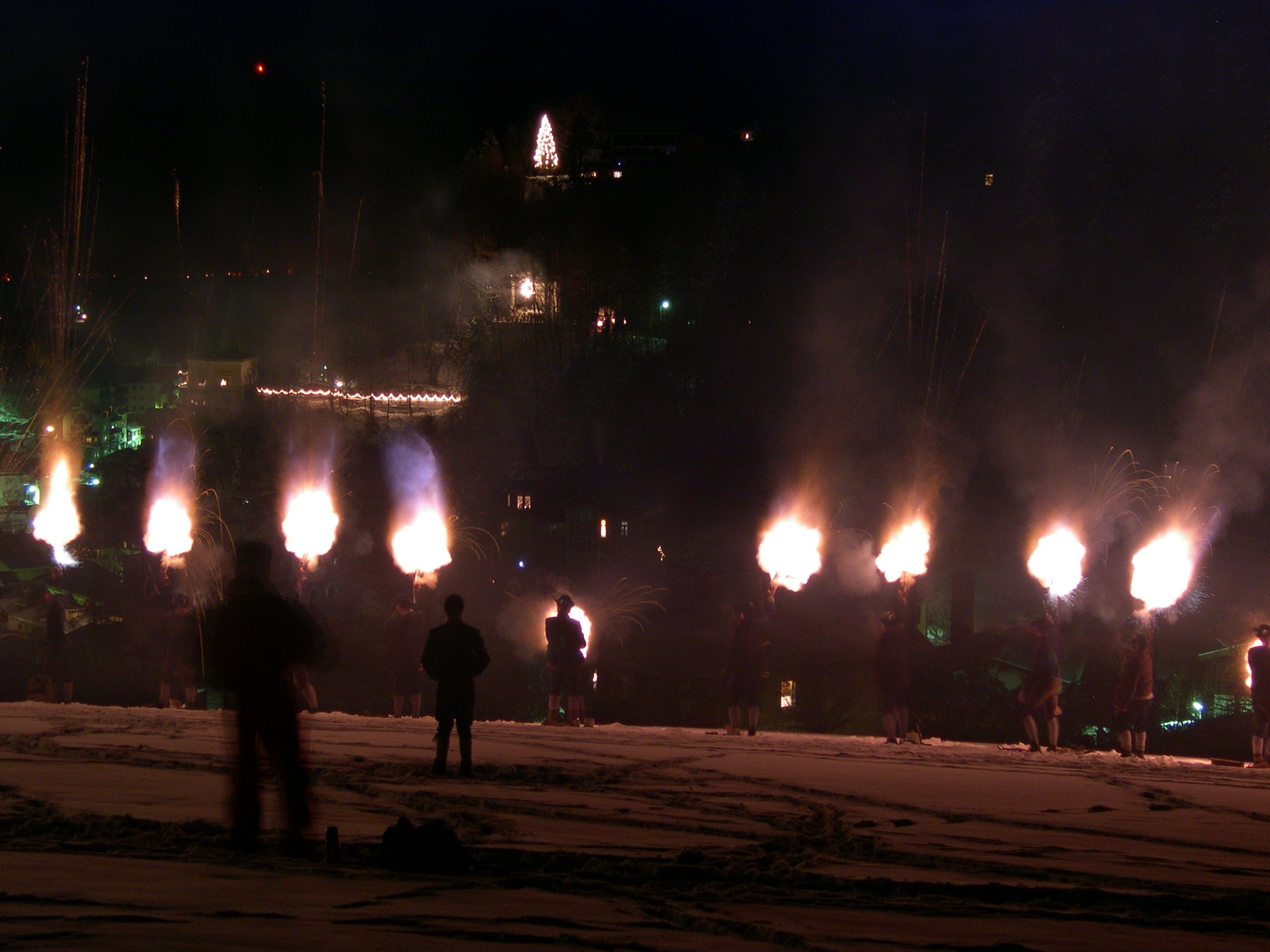
Weihnachtsschießen

Die Berchtesgadener Weihnachtsschützen pflegen seit 1666 an den kirchlichen Feiertagen (insbesondere Weihnachten) das Böllerschießen. Am 5. und 6. Dezember, dem Nikolaustag, ziehen Bassen (Gruppen) von Nikolausdarstellern mit Buttnmandln (Strohbassen) oder der Nikolaus mit Kramperl (Fellbass) durch den Markt. Zu Palmsonntag werden Palmbuschen gefertigt. Die Berchtesgadener Variante der Palmbuschen sind noch nicht blühende, mit bunten „Gschabertbandl“ bzw. gefärbten dünnen Holzspänen geschmückte Palmkätzchenzweige, die zusammen mit Lebensbaum- und Buchsbaumzweigen am oberen Ende eines rund einen Meter langen Haselnusssteckens fixiert werden.
Am 24. Februar 1958 wurde die Berchtesgadener Faschingsgilde gegründet. Deren spätere Aufnahme freundschaftlicher Beziehungen zu einer Gilde in Opladen führte auch zu fremdenverkehrsfördernden Berchtesgadener Wochen in Opladen und Leverkusen.
Am 26. November 1962 wurde der Verein für Heimatkunde des Berchtesgadener Landes gegründet, dessen Name 2012 anlässlich seines 50-jährigen Bestehens in Heimatkundeverein Berchtesgaden e. V. geändert wurde. Er sieht seine Aufgabe darin, „die historische Vielfalt der Region zu entdecken, darzustellen und einer breiten Öffentlichkeit zu vermitteln“.
Die Berchtesgadener Tracht ist insbesondere als Festtagskleidung an Sonn- und Feiertagen ein verbreiteter Brauch. Die Berchtesgadener Trachtenvereine Almrauscher, D’Edelweißer und D’Untersberger (Stammverein) sowie D’Kehlstoana (Salzberg) und D’Weißenstoana (Au) sind den Vereinigten Trachtenvereinen des Berchtesgadener Landes e. V. und dem Gauverband I angegliedert. Diese Vereine pflegen neben der originalen Tracht auch den Schuhplattler.
Neben dem Hochdeutschen als Amts- und Verkehrssprache wird eine mehr oder weniger ausgeprägt westmittelbairische Mundart gesprochen, die sich bis in die 1980er-Jahre von den Nachbargemeinden und den seit 1972 eingemeindeten Gemeindeteilen leicht unterschied.
Zahlreiche Sagen spielen in Berchtesgaden und seinen Bergen. Der Ursprung des Namens Berchtesgaden leitet sich angeblich von der Sagengestalt Berchta oder Perchta ab, die auch mit Frau Holle gleichgesetzt wird. Eine andere Sage behauptet, der Name sei auf einen Berchtold zurückzuführen, dem eine Nixe vom Königssee den Weg zum Salz und zur rechtschaffenen Arbeit als Bergmann im Salzbergwerk Berchtesgaden gewiesen habe.

### Berchtesgaden als Stoff und Motiv

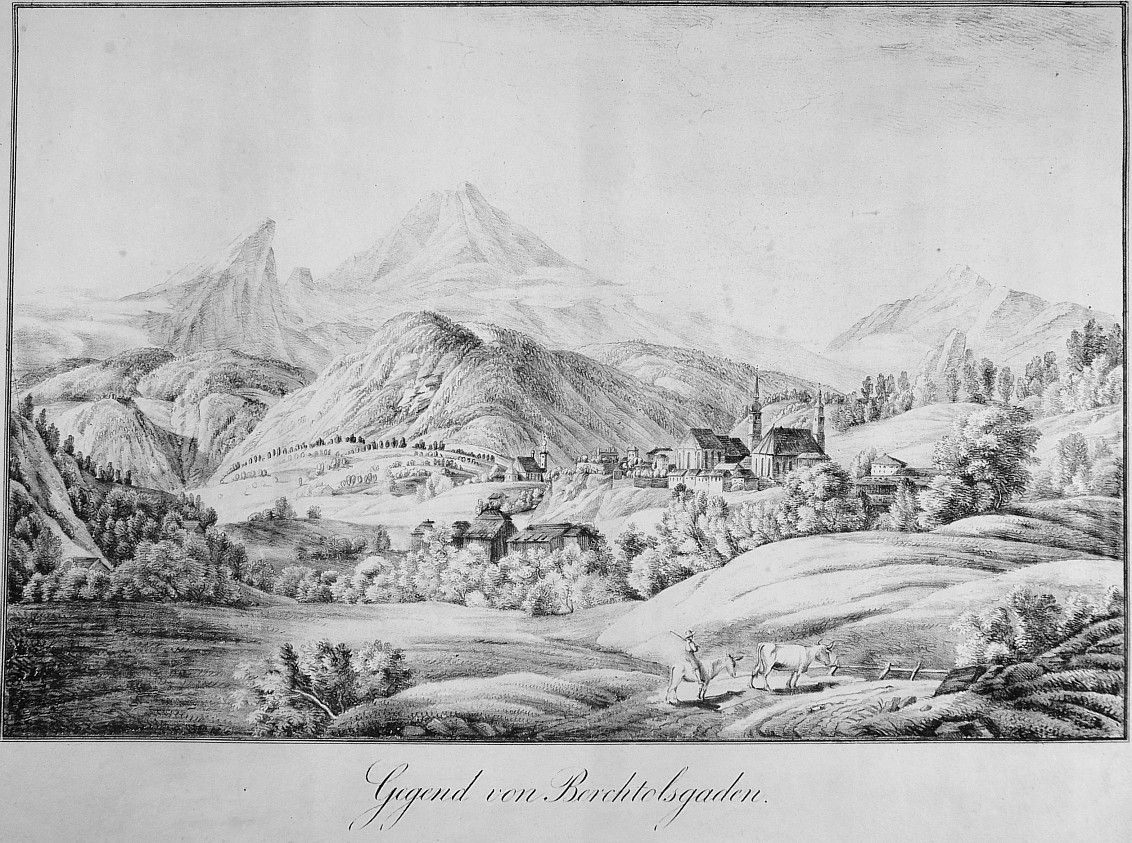
Kaspar Auer: Gegend von Berchtesgaden (1816)

Neben Caspar David Friedrich haben über die Jahrhunderte hinweg nicht wenige bildende Künstler, insbesondere Landschaftsmaler, Grafiker und Kupferstecher, Berchtesgaden und seine Umgebung als Motiv für ihre Ölgemälde und Buchillustrationen benutzt.
Musikalisch wird Berchtesgaden unter anderem widergespiegelt in der Kindersinfonie (Originaltitel: Berchtoldsgaden-Musik, d. i. Berchtesgaden-Musik)
Insbesondere Ludwig Ganghofer setzte Land und Leuten von Berchtesgaden und Umgebung in einer ganzen Reihe seiner Romane ein literarisches Denkmal. Vom 4. bis 7. Juli 1925 fand in Berchtesgaden zu seinen Ehren eine erste große Ganghofer-Feier mit Festprogramm und Festschrift statt. Daneben ist auch noch sein Zeitgenosse Richard Voß zu nennen, dessen Bestseller-Roman Zwei Menschen Motive aus dem Leben der den Tourismus in Obersalzberg begründenden Mauritia Mayer in der Figur Judith Platter aufgegriffen hat und mehrfach verfilmt wurde.
Peter Ostermayr wurde 1955 für seine zahlreichen in Berchtesgaden und im Berchtesgadener Land gedrehten Filme zum Ehrenbürger des Marktes ernannt.

### Theater und Kinos
Das Berchtesgadener Bauerntheater hat seit dem Jahr 1905 einen festen Spielort in Berchtesgaden, seit 1937 in einem Nebengebäude des Hotel Watzmann am Franziskanerplatz. Ab 1965 wurden einige seiner Inszenierungen unter Direktor Franz Hafner für das Fernsehen aufgezeichnet. Mitte der 1990er wurde zudem unter Hafners Nachfolgerin Elisabeth Hölzl-Michalsky im Steinbruch auf dem Kälberstein (Lage) eine Freilichtbühne eingerichtet, um dort mit dem Ensemble des Berchtesgadener Bauerntheaters u. a. Stücke von Ludwig Ganghofer wie Der Jäger von Fall zu inszenieren.
Nahezu zeitgleich mit Gründung des Berchtesgadener Bauerntheaters hatte Gabriel Gailler 1906 sein Marionettentheater, mit dem er zuvor in Südostbayern auf Tournee war, an Ludwig „Quickei“ Walch verkauft. Walch hat dann insbesondere während der Fastenzeit an den Sonntagnachmittagen im Gasthaus Neuhaus Vorführungen gegeben. Seine letzte Aufführung hatte er 1936 im Gasthaus Goldener Bär in Berchtesgaden.
Die Marktbühne Berchtesgaden ist ein Laienensemble, das u. a. Stücke von Eugène Ionesco, Johann Nestroy und Ken Campbell einstudiert, aber auch eigene Stücke produziert. In Berchtesgaden bislang auf das örtliche Jugendheim als Probenraum und Spielstätte angewiesen, gastiert die Marktbühne oft in der näheren Umgebung.
In Berchtesgaden wurde 1949 das Schwabenwirt-Kino im Rückgebäude des einstigen Schwabenwirtshauses eingerichtet und 1973 im Kur- und Kongresshaus Berchtesgaden das Kurkino, das 1979 von dem Begründer und Eigner des Schwabenwirt-Kinos, Kurt Klegraefe, übernommen wurde. Beide Kinos firmierten zusammen als Kinos Berchtesgaden. Ende November 2012 wurde das Schwabenkino nach 63 Jahren Betriebszeit geschlossen, zum 1. Juni 2016 hat sich die Familie Klegraefe ganz aus dem Kinogeschäft zurückgezogen und das Kino im Kur- und Kongresshaus Berchtesgaden in andere Hände übergeben. Im ganzen Landkreis gibt es neben diesem nur noch ein weiteres Kino in Bad Reichenhall.

### Museen
Das 1614 am nördlichen Rand des Ortskerns von Stiftsdekan Degenhart Neuchinger erbaute Schloss Adelsheim war erst nobler Bürgerwohnsitz, ab 1795 Sitz des Kurfürstlich Bayerischen Hauptsalzamtes und 1803 für kurze Zeit Residenz des letzten, bereits abgedankten Fürstpropstes von Berchtesgaden, Joseph Konrad von Schroffenberg-Mös. Seit 1961 beherbergt es das Museum Schloss Adelsheim.
Das Schlossmuseum zeigt in 30 von insgesamt 214 Räumen des Königlichen Schlosses Berchtesgaden Möbel, Tapisserien und Gemälde aus verschiedenen Epochen sowie in drei Rüstkammern Jagdgewehre und -pistolen, Saufedern, Hellebarden, Partisanen und Rüstungen. Das benachbarte Rehmuseum verfügt über eine wildwissenschaftliche Sammlung mit Ausstellungsstücken, die Herzog Albrecht von Bayern (1905–1996) überwiegend aus dem Revier Weichselboden persönlich zusammengetragen und bearbeitet hat. Besichtigungen sind nur im Rahmen einer Führung möglich. Daneben bietet das Schloss mit Kerzen beleuchtete Abendführungen an; jeden Freitag findet Eine kleine Schlossmusik statt.
Die 1999 eröffnete Dokumentation Obersalzberg sucht die Vergangenheit Obersalzbergs als „Führersperrgebiet“ zu beleuchten und die Verbindungen zur NS-Politik aufzuarbeiten. Sie zielt damit u. a. auch darauf, den bis dahin allein auf „kommerzielle Ausbeutung“ bedachten Fremdenverkehrsinteressen entgegenzuwirken, die den Kiosken an der Haltestelle zum Kehlsteinhaus seit Jahrzehnten auch den Verkauf von „Geschichtsmüll“ zubilligten, „Andenken mit idyllischen NS-Motiven und vor allem reißerische Hochglanzbroschüren, die scheinbar objektiv über das Geschehen auf dem Obersalzberg in der NS-Zeit informierten, tatsächlich aber die Geschichte verklärten und das nationalsozialistische Regime verharmlosten.“
Im 2013 eröffneten Haus der Berge, dem Informations- und Bildungszentrum des Nationalparks Berchtesgaden in der Hanielstraße, steht neben Sonder- und Wechselausstellungen die rund 900 m² beanspruchende Ausstellung „Vertikale Wildnis“ im Mittelpunkt, in der auf einer stetig ansteigenden Wanderung durch die Lebensräume Wasser, Wald, Alm und Fels die Besucher die gesamte Bandbreite des Lebens im Nationalpark Berchtesgaden kennenlernen sollen.

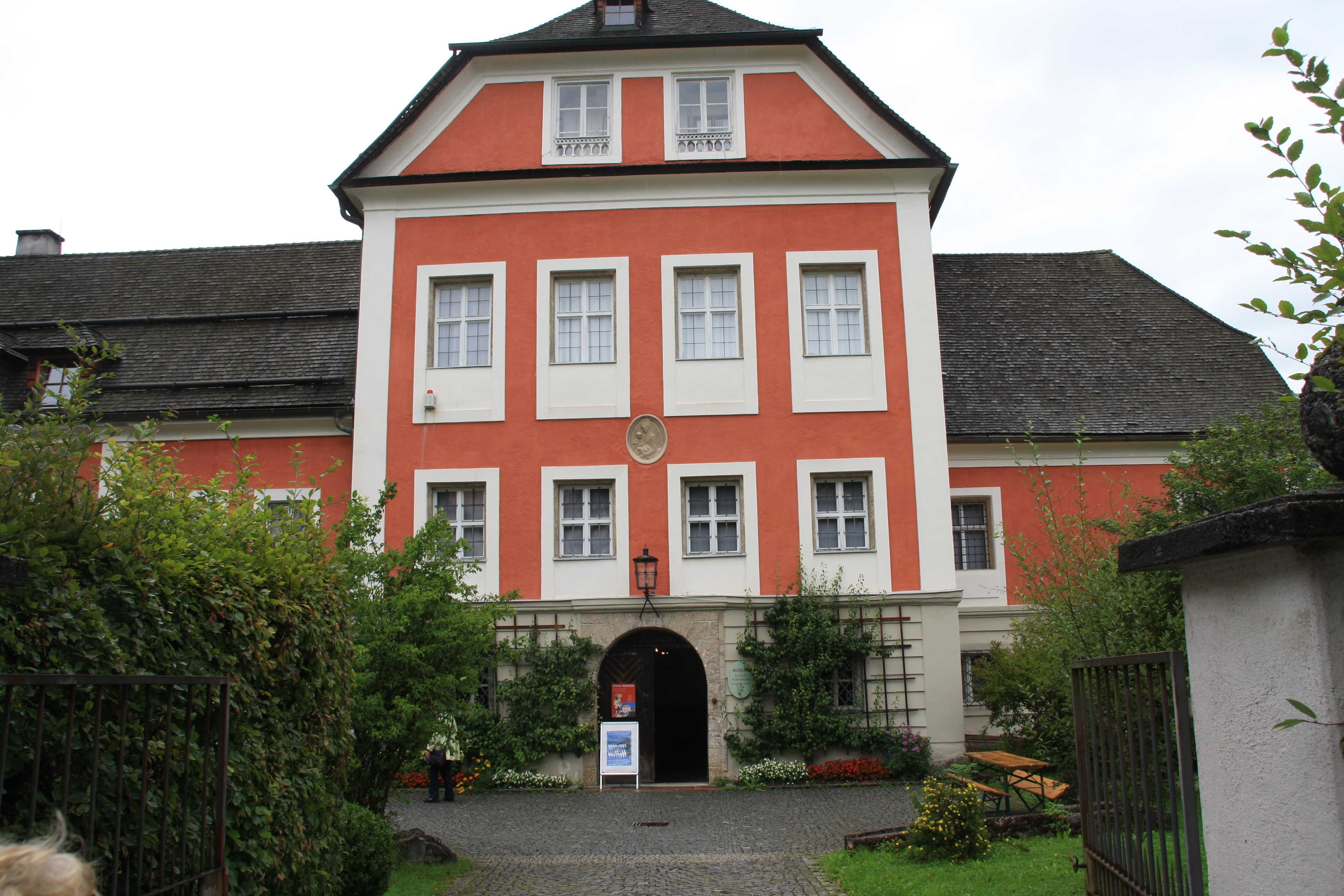
Schloss Adelsheim
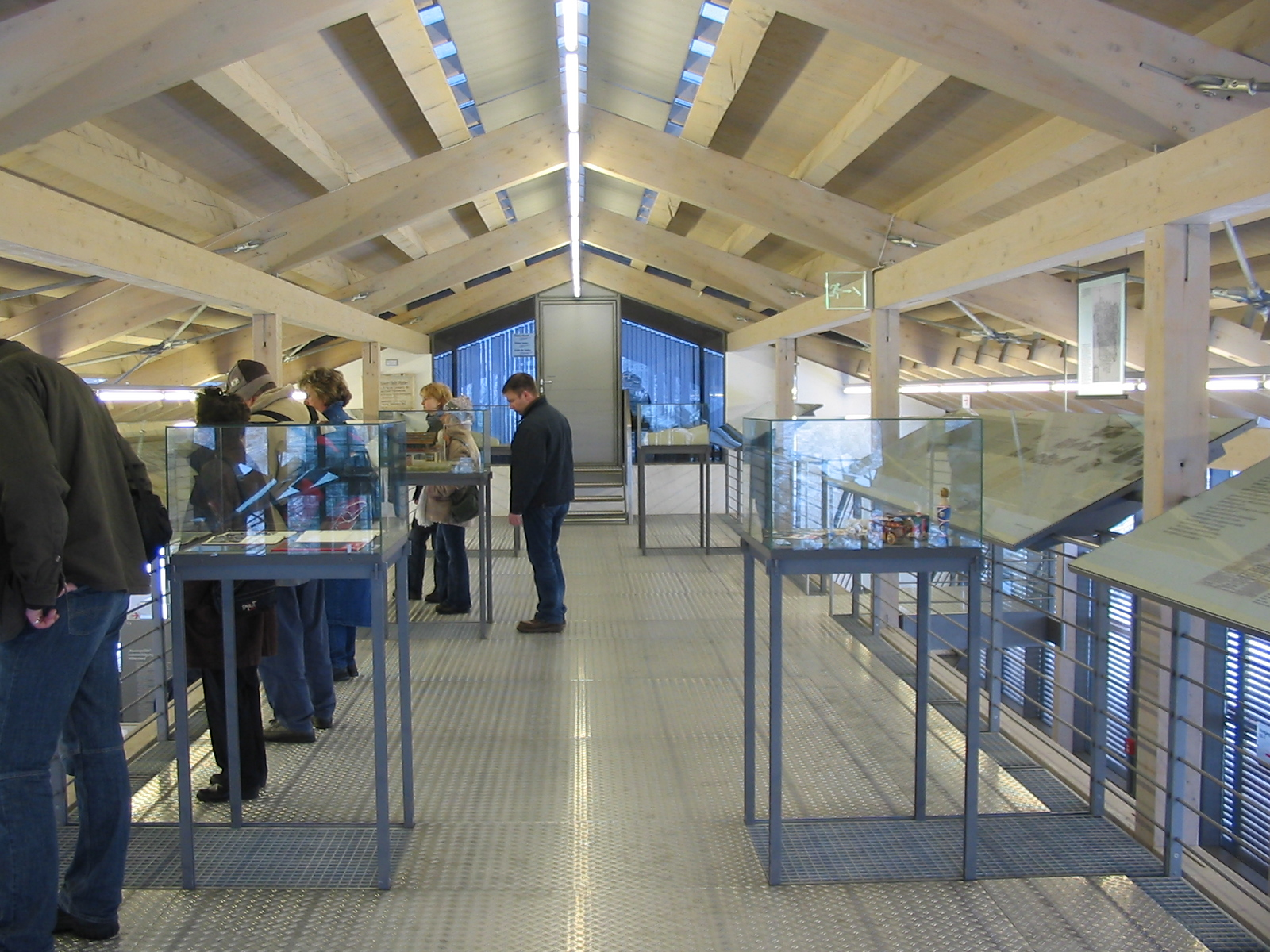
Teilinnenansicht der Dokumentation Obersalzberg (oberes Stockwerk)
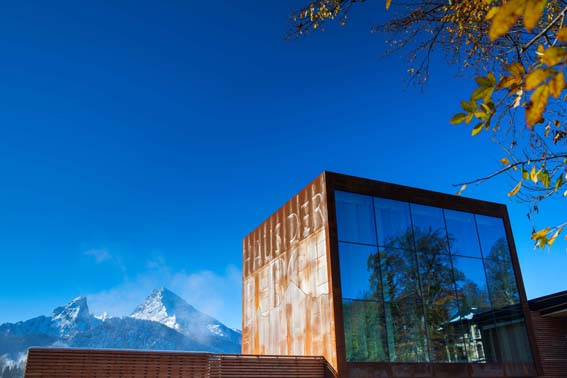
Haus der Berge

### Musik
In der Marktgemeinde Berchtesgaden gibt es mehrere Blaskapellen. Die erste war die am 30. Juni 1825 gegründete Marktkapelle Berchtesgaden, der auf Antrag des Fragners (Krämers) und Musikers Ignaz Walch die Thurmer-Conzession und damit die Erlaubnis erteilt wurde, an hohen Festtagen von den Kirchtürmen herab Choräle zu blasen. Die Blaskapelle Maria Gern wurde 1946 von Johann Rasp gegründet, eine frühere Gerer Musi ist jedoch bereits kurz nach dem Ersten Weltkrieg erwähnt worden. Johannes Regner gründete 1974 die Jugendblaskapelle der Hauptschule Berchtesgaden und leitete sie bis 1982.
Bereits um 1800 gab es eine Vorgängerin der Singschule Berchtesgaden, die als von Lehrern geleitete Privatanstalt jedoch in erster Linie zur Förderung des Kirchengesangs diente und 1857 mit dem Kirchenchor vereinigt wurde. 1881 gründete der Lehrer Mamertus Perzlmayer die noch bestehende Singschule, die der Distriktsschulinspektor Johann Bauer unterstützte und finanzierte. Nachdem 1905 die Regierung von Oberbayern angeordnet hatte, dass Singschulen keine Nebeneinrichtungen der Volksschulen sein dürfen, wurde sie ab 1908 von der Gemeinde unterhalten und von Perzlmayer noch bis 1925 geleitet. Sie war und ist bis auf die Zeit des Zweiten Weltkriegs ständig aktiv. Die Oberlehrerin und Singschulleiterin Maria Hartmann setzte sich in den 1960ern für die Einführung des Orff’schem Schlagwerks und den Flötenunterricht ein.
Der Stiftskirchenchor bewahrt ca. 150 wertvolle Handschriften, Autografe und Kopien von 60 Komponisten auf, darunter Werke von Anton Cajetan Adlgasser, Giovanni Francesco Anerio, Giovanni Battista Casali, Anton Diabelli, Josef und Michael Haydn, Antonio Lotti, Wolfgang Amadeus Mozart und den Berchtesgadener Komponisten Franz Mathias Fembacher und Johann Baptist Fembacher.
Die private Musikschule Berchtesgadener Land e. V. hat ihr Büro in Berchtesgaden und einen ihrer fünf Standorte für den Unterricht an der Mittelpunktschule am Bacheifeld. Sie bietet „Musikalische Grundkurse“ sowie Unterricht in Instrumental- und Vokalfächern an. Neben üblichen Instrumenten wie Klavier und Gitarre, werden insbesondere auch Instrumente für bayerische Musik wie Hackbrett und Zither unterrichtet.
Die Berchtesgadener Fleitl ist eine dreiteilige Sopran-Blockflöte, die derzeit (Stand: 2014) nur noch in Bischofswiesen gefertigt wird.
Karl Bartos ist als ehemaliges Mitglied der Band Kraftwerk noch heute als DJ, Musikproduzent und Songwriter tätig und wohl der erfolgreichste in Berchtesgaden geborene Musiker der Gegenwart.
Die in Berchtesgaden 1998 gegründete Band Jaywalk spielt Alternative-Rock und wurde mehrfach ausgezeichnet.

### Bildende Kunst
Das älteste Fassadenbild Berchtesgadens am dem Rathausplatz zugewendeten Gebäudeteil von Schloßplatz Nr. 7 stammt aus der Zeit der Regentschaft des Propstes Bernhard II. Leoprechtinger (1446–1473) vermutlich aus dem Jahr 1458 (die auf dem Bild gezeigte Zahl ist ein Schreibfehler anlässlich einer späteren Restaurierung, die nicht berücksichtigte, dass es in der Gotik keine arabische Ziffer „4“ gab). Es zeigt von oben nach unten neben den Wappenschilden des Erzherzogtums Österreich und des von den Wittelsbachern beherrschten Herzogtums Bayern, den Reichsadler als Zeichen der Reichsunmittelbarkeit des Klosterstifts Berchtesgadens, die Lilien auf blauem bzw. rotem Grund als zwei Wappen zweier Linien der Grafen von Sulzbach mit dem Kloster Kastl als ihrem „Hauskloster“ im heute oberpfälzischen Kastl, die gekreuzten Petrusschlüssel als Zeichen des päpstlichen Schutzes und schließlich das Familienwappen Propst Leoprechtingers, darüber die Mitra als Zeichen seiner Würde.
Die Lüftlmalerei aus dem Jahr 1610 an der Ostseite des Hirschenhauses in der Metzgerstraße spiegelt die menschlichen Laster anhand von Affen wider. Sie stammt von Johann Faistenauer und ist vermutlich die älteste Gestaltung einer Renaissancefassade in Altbayern.
Der Marktbrunnen wurde erstmals 1558 errichtet. Der Mittelpfeiler mit Löwe ist von 1628, das Marmorbecken von 1677. Anlässlich der 50-jährigen Zugehörigkeit zu Bayern wurde der Brunnen 1860 erneuert.
Zwischen Pfarr- und Stiftskirche ist am Platz des 1811 aufgelassenen Friedhofs ein Kriegerdenkmal in Form eines Obelisken aus schwarzem Basalt zu Ehren der Gefallenen in den Jahren 1870/71 errichtet worden.

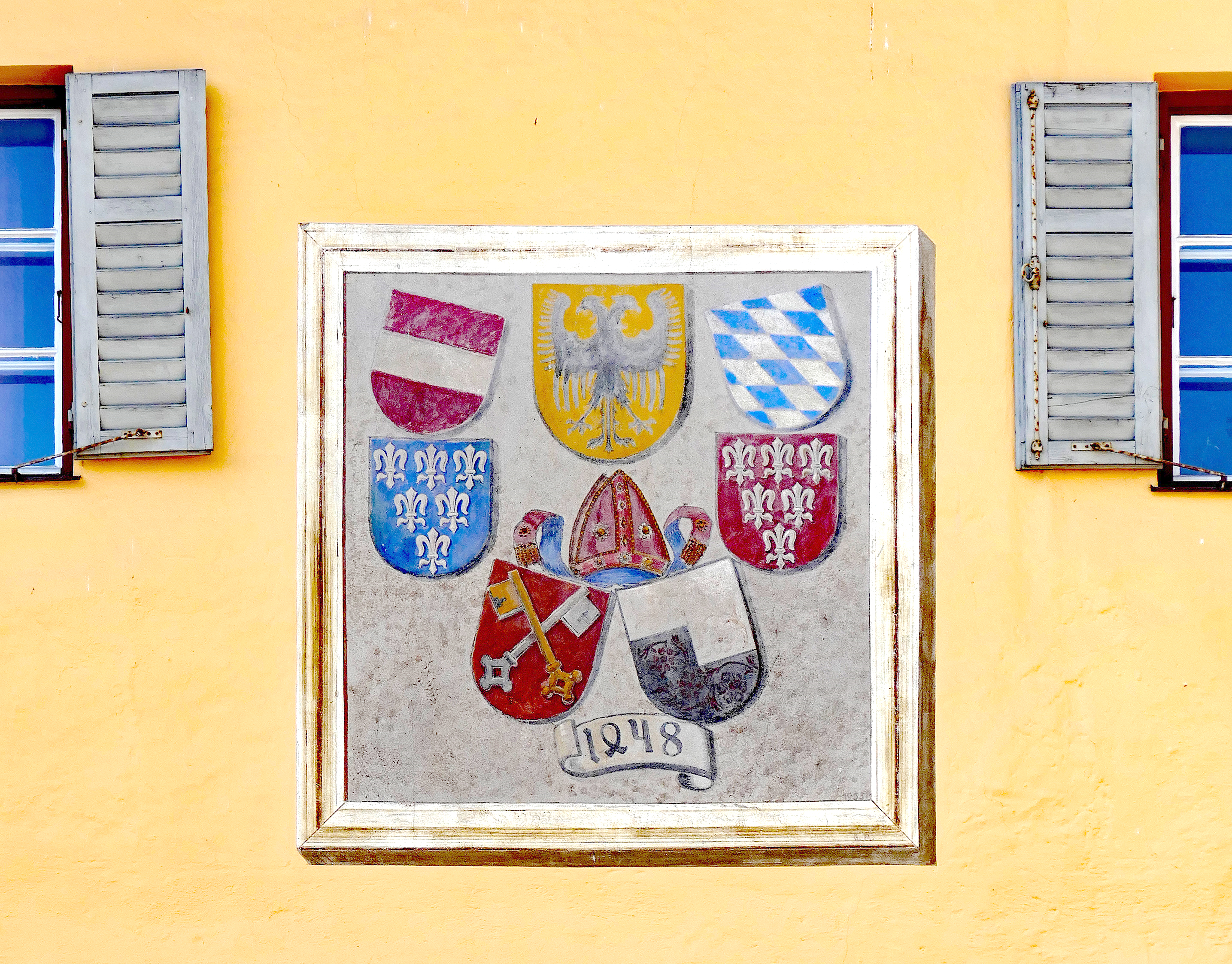
Ältestes Fassadenbild am Rathausplatz
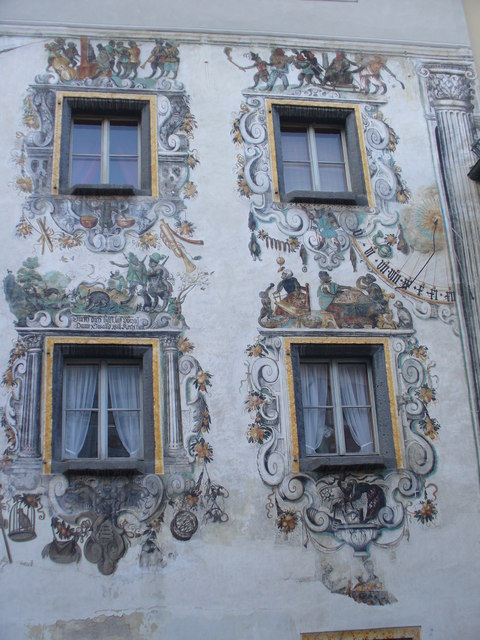
Lüftlmalerei am Hirschenhaus in der Metzgergasse
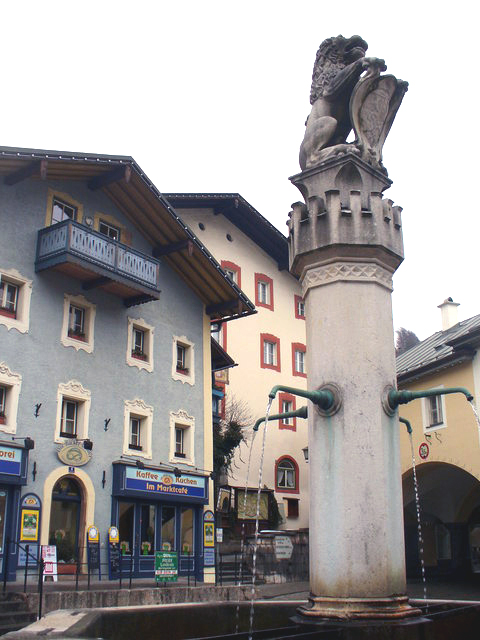
Marktbrunnen
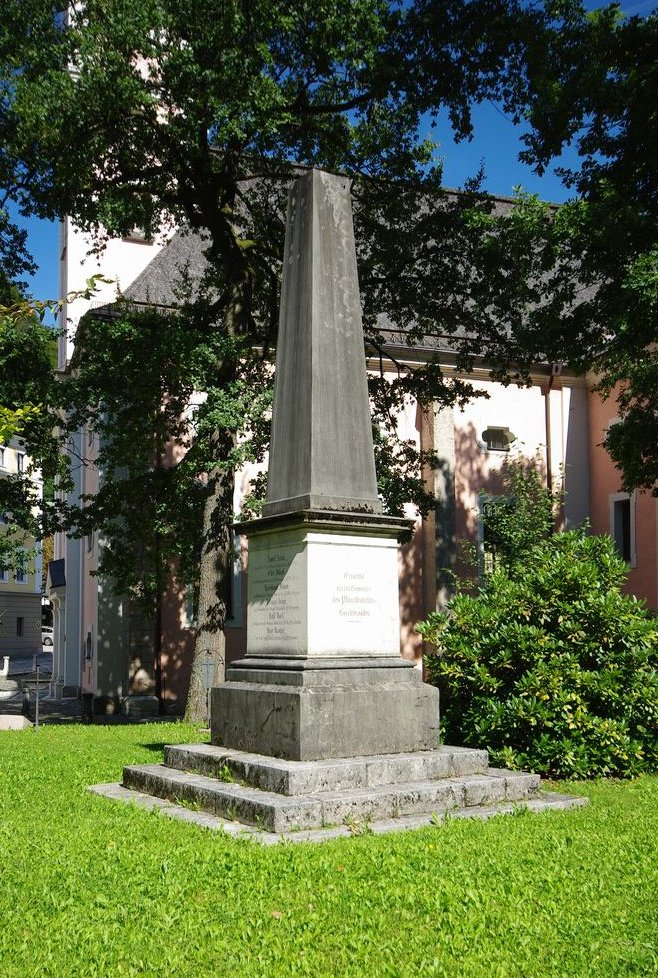
Kriegerdenkmal für 1870/71

Im Berchtesgadener Kurpark wurde zu Ehren von Ludwig Ganghofer im Juli 1925 von dem Kölner Universitätsprofessor Friedrich von der Leyen ein Denkmal enthüllt, das war nach Vorlagen von Hans Grässel gestaltet worden ist.
1910 wurde der Rathausplatz anlässlich der 100-jährigen Zugehörigkeit zu Bayern mit einer Brunnenanlage ausgestattet.
Über den Arkaden des dem Schloss gegenüberliegenden Hofbaus schuf Josef Hengge 1929 eine Freskenmalerei zu Ehren der 89 im Ersten Weltkrieg gefallenen Berchtesgadener. Das Fresko ließ die amerikanische Militärregierung 1945 übermalen. 1952 von Hengge wieder freigelegt und um die Ehrung für die Gefallenen des Zweiten Weltkriegs ergänzt, wurde dieses Kriegerdenkmal 1961 von Gerhard Kommossa (1906–1973) restauriert. Unter zwei der Arkaden steht jeweils ein neugotisch gestalteter Brunnen.
Auf dem Vorplatz des Schlosses wurde 1960 anlässlich der 150-jährigen Zugehörigkeit zu Bayern der von Bernhard Bleeker gestaltete Kronprinz-Ruprecht-Brunnen aufgestellt.

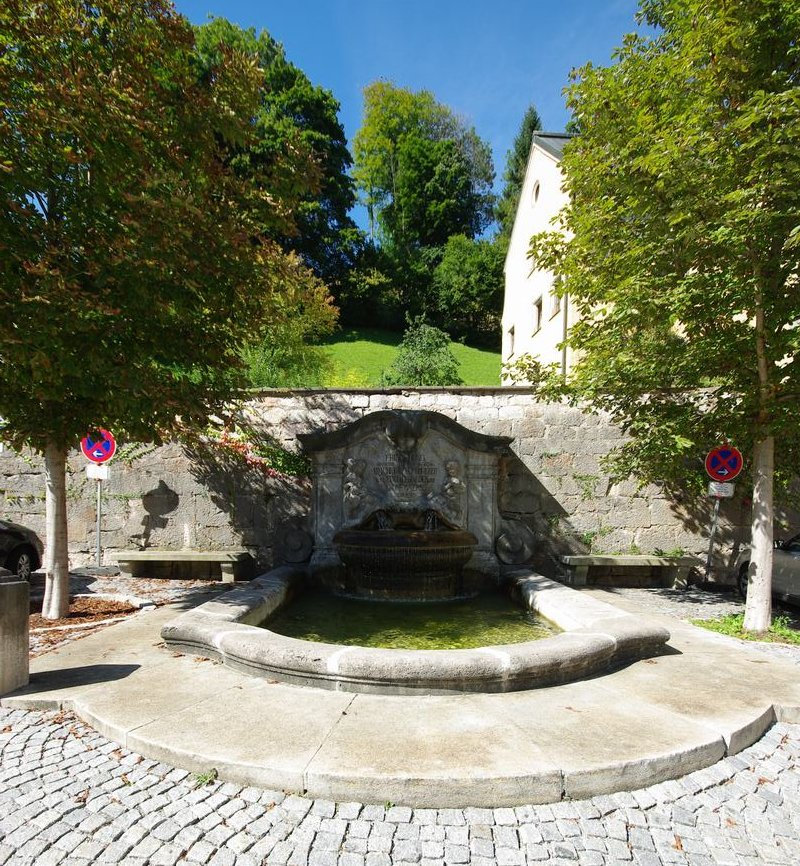
Rathausbrunnen
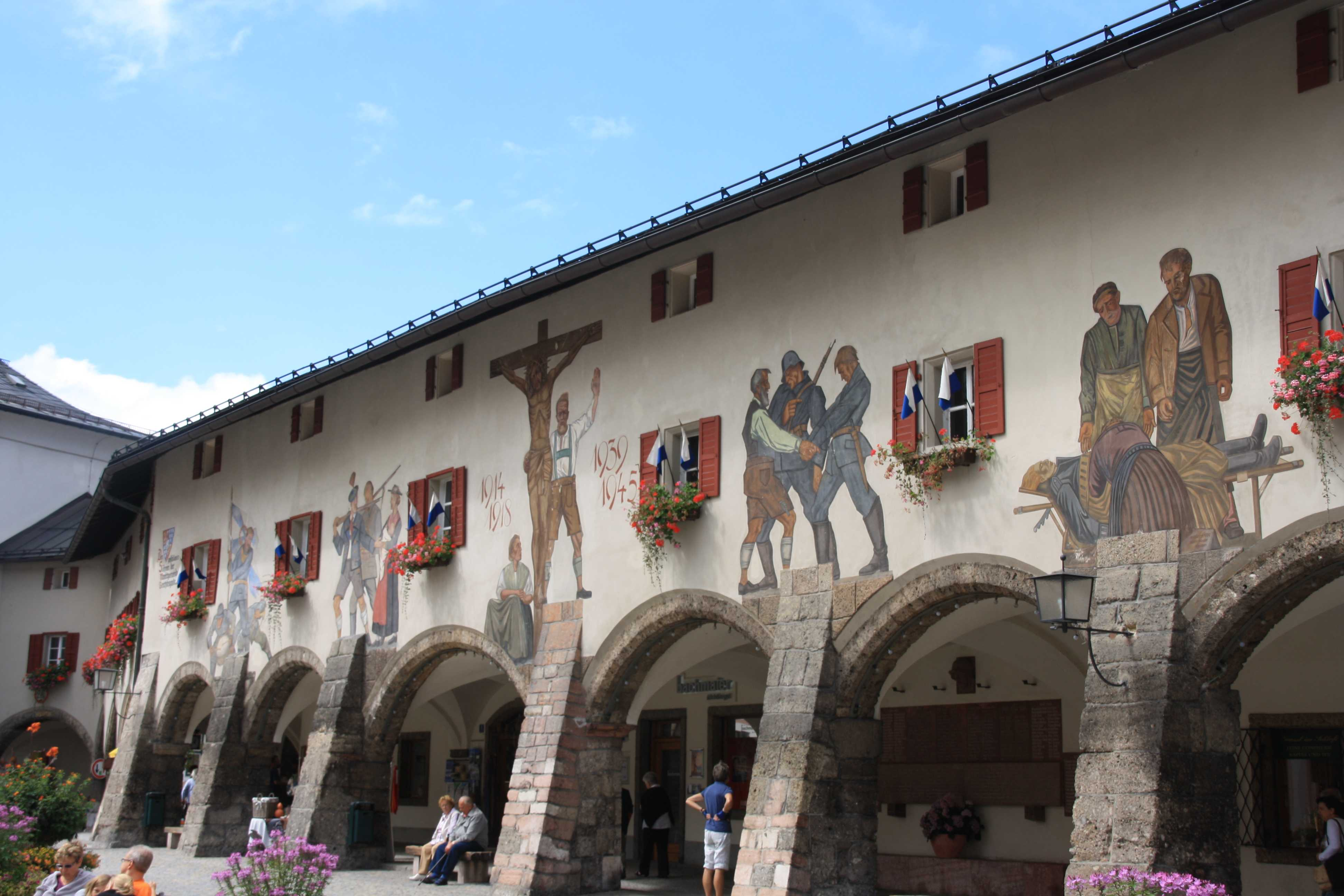
Wandmalerei, Denkmal beider Weltkriege
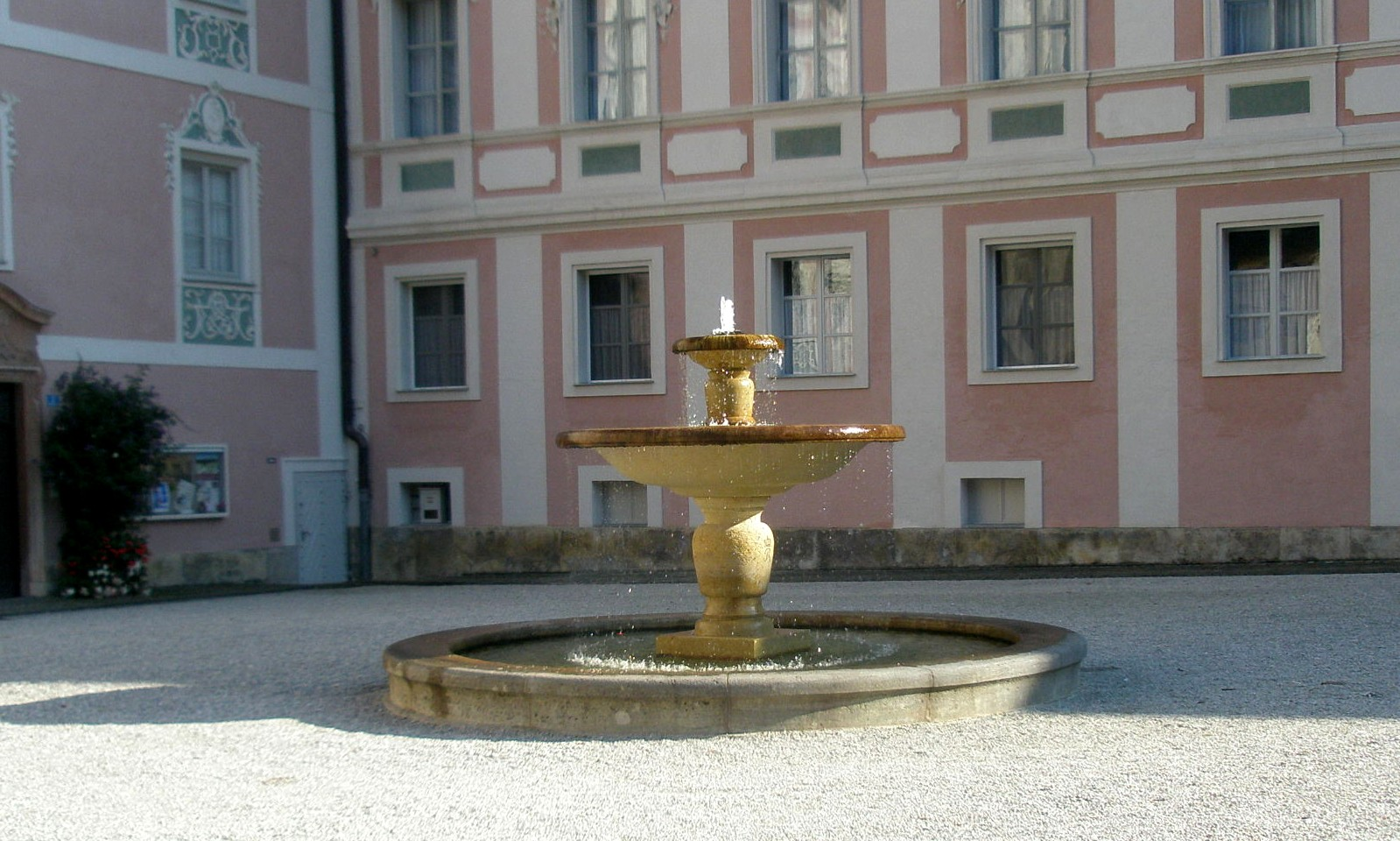
Kronprinz-Ruprecht-Brunnen

Vom 23. bis 26. September 2010 wurde im Rahmen der Feiern 200 Jahre Zugehörigkeit zu Bayern ein Internationales Symposium für Bildkunst mit dem Thema Salz der Heimat abgehalten. Unter der Schirmherrschaft von Professor Milan Knížák aus Prag nahmen zwanzig Künstler aus neun verschiedenen Ländern daran teil und stellten ihre dafür innerhalb einiger Wochen zuvor geschaffenen Kunstwerke aus. Den viertägigen Aufenthalt in Berchtesgaden schloss das Symposium mit der Ehrung von drei Förderpreisträgern und dem Ankauf ihrer Symposiumsarbeiten ab.
2012 wurde der Mutter-Kind-Brunnen des Bildhauers Fritz Schelle am Marktplatz zwischen dem Hirschenhaus und dem Triembachereck installiert. Die Bronzefiguren dieses Brunnens waren zuvor Teil einer ebenfalls von Schelle geschaffenen Brunnenanlage vor dem Café Forstner, die nach über 30 Jahren während der Bauarbeiten zum neuen Hotel Edelweiß entfernt wurde.
Von zwei weiteren Brunnen im Marktplatzumfeld mit den Motiven Knabe mit Ferkel und Dukatenesel sind derzeit Angaben über die Entstehungszeit und deren Erschaffer noch unbekannt.

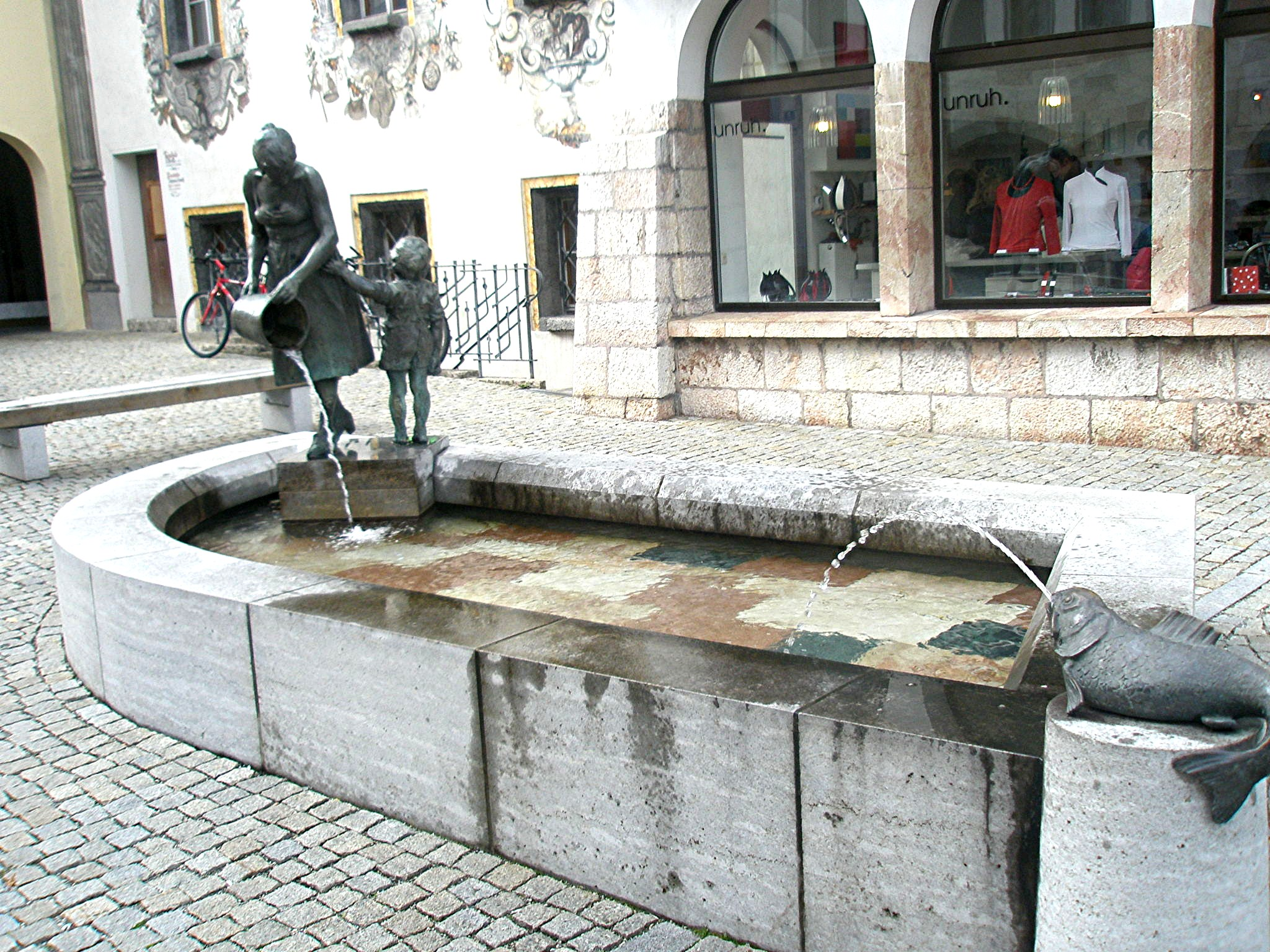
Mutter-Kind-Brunnen
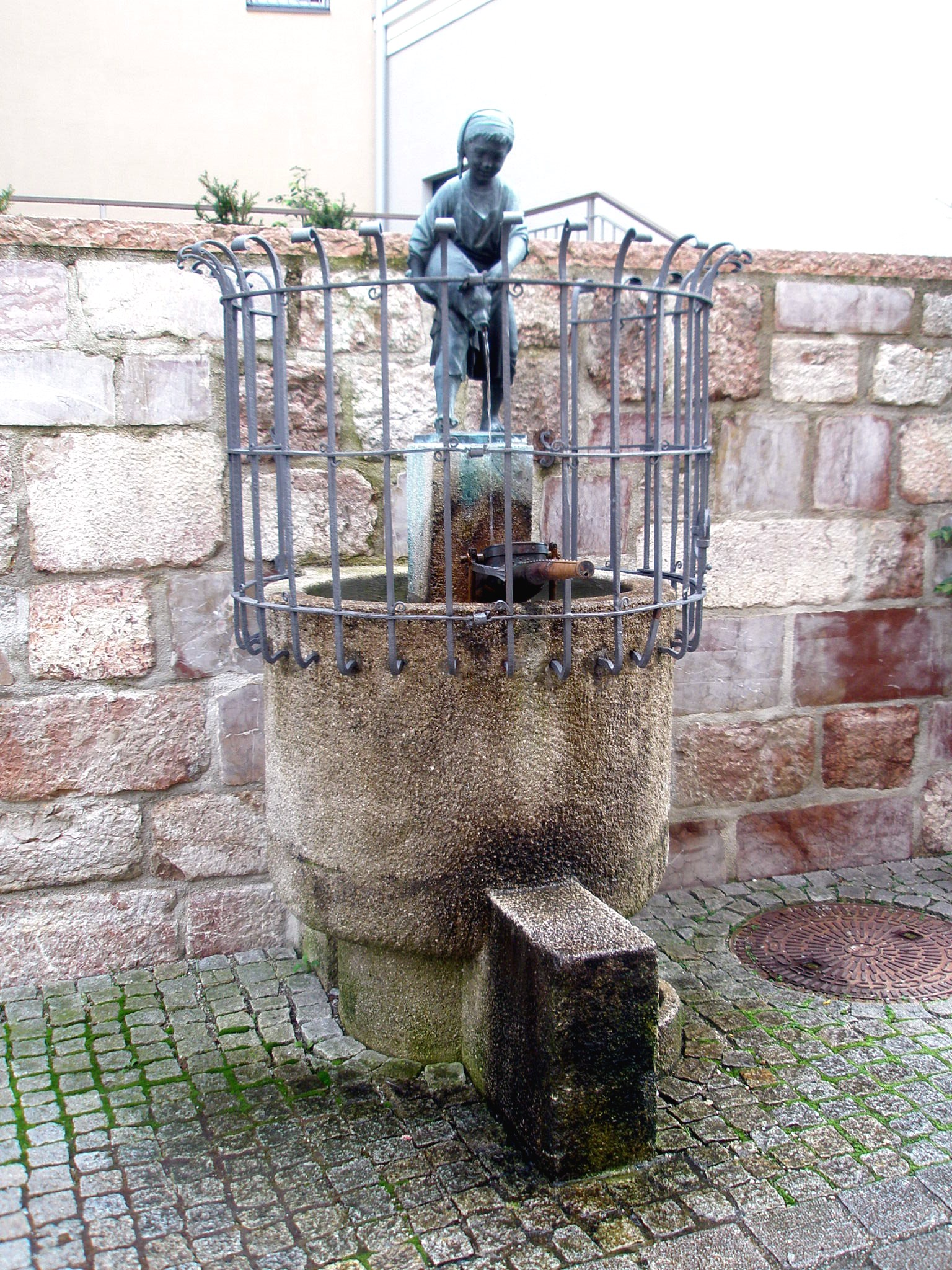
Knabe mit Ferkel
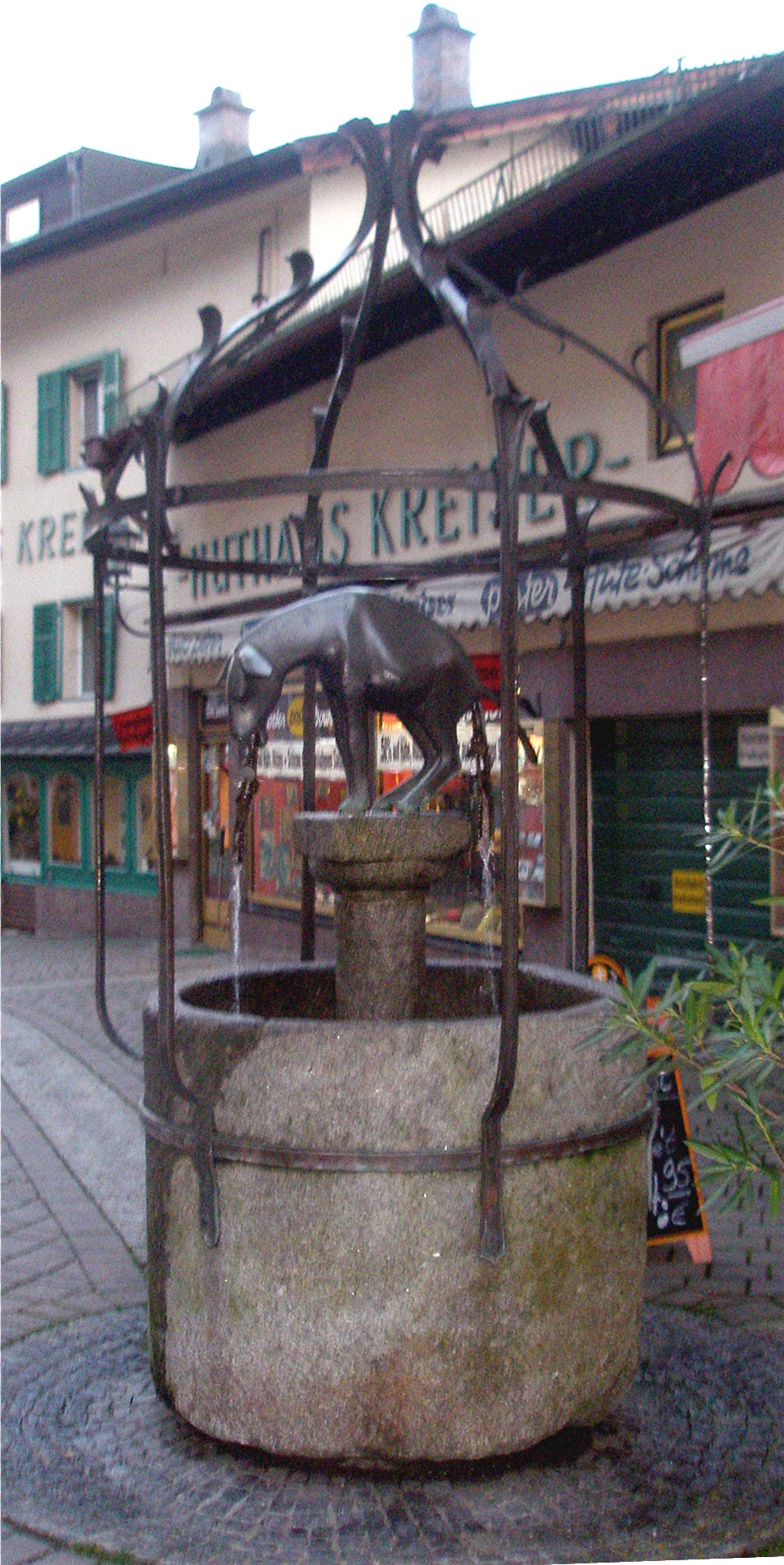
Dukatenesel

Innerhalb der Stiftskirche hatten auf Einladung des zuständigen Dekans vom 13. Februar bis 22. März 2013 erstmals sechs Bildende Künstler die Gelegenheit erhalten, der zwischen Aschermittwoch bis Ostern üblichen Fastentuch-Verhüllung des Hauptaltars zeitgenössische Interpretationen einer Verhüllung gegenüberzustellen.
Nach Ramsau bei Berchtesgaden im vorangegangenen Jahr fand vom 20. bis 23. Juni 2013 das „II. Offene ExTempore für Bildkunst im Berchtesgadener Land“ in Berchtesgaden statt, dem in Berchtesgaden noch weitere Extempores dieser Veranstaltungsreihe 2018 und zuletzt erstmals im Wintermonat Februar 2020 folgen sollten. Bei einer Beteiligung von mehr als 100 Kindern, Jugendlichen und Erwachsenen wurden die 2013 vor Ort entstandenen Extempore-Arbeiten anschließend im Kur- und Kongresshaus ausgestellt und dort auch prämiert.

### Bauwerke

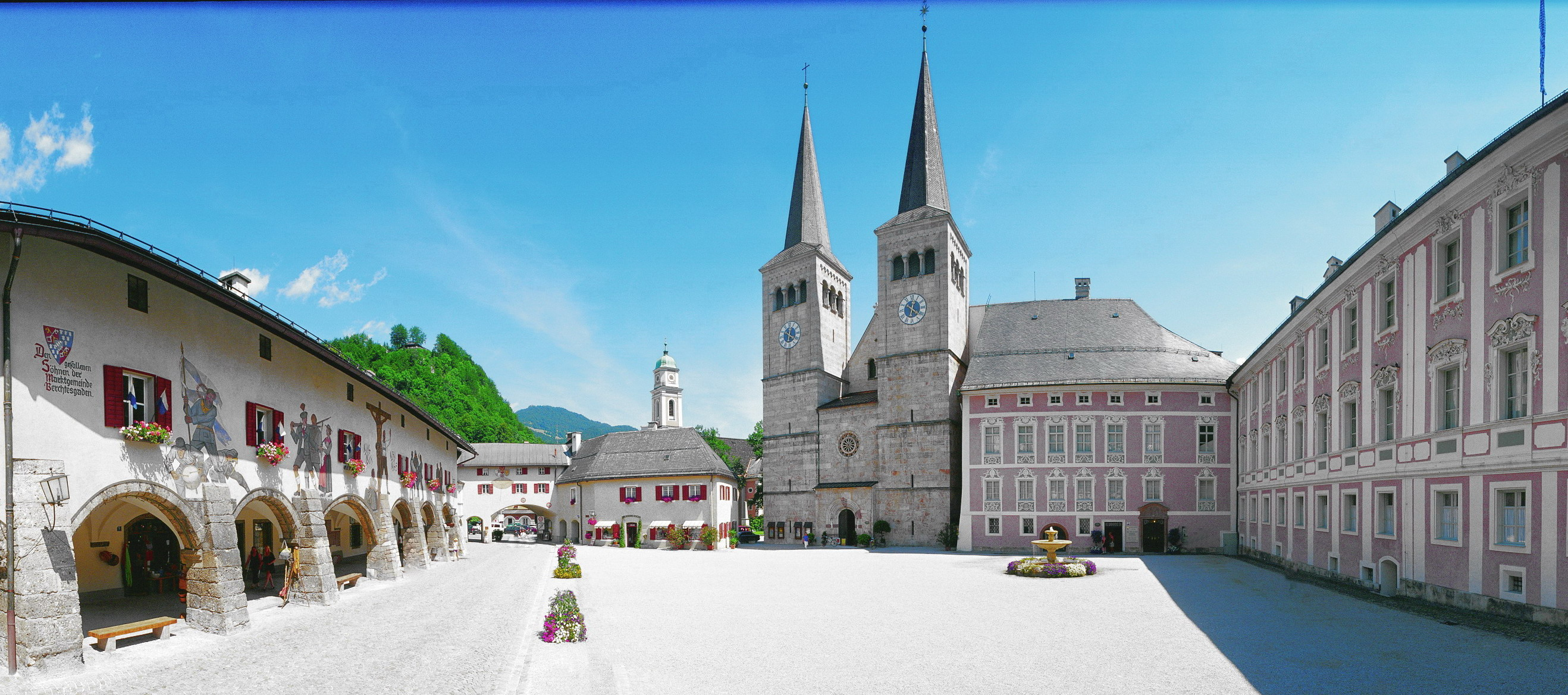
Königliches Schloss Berchtesgaden mit Stiftskirche und Schlossplatz

#### Profangebäude
Schlösser und Villen
Die ehemaligen Klostergebäude des Augustinerchorherrenstifts Berchtesgaden gingen zusammen mit dem zu Beginn des 13. Jahrhunderts erbauten und noch vollständig im romanischen Stil erhaltenen Kreuzgang samt Kreuzgarten ab 1810 in den Besitz des Hauses Wittelsbach über, dessen Angehörige die Gebäude noch heute als Königliches Schloss nutzen. Zusammen mit der Stiftskirche und dem seit dem 16. Jahrhundert gegenüberliegenden Hofbau, der mit seinen Arkaden als Marstall diente, bilden sie ein durch zwei Bogentore (südlich das Schlosstor, nördlich der Kassierbogen, später Rentamtsbogen) und dem rechts an die Stiftskirche angrenzenden Gebäude des ehemaligen Rentamts Berchtesgaden, das vor 1803 die Stallmeisterei beherbergte, ein in sich geschlossenes Gebäudeensemble.
1758 ließ Fürstpropst Michael Balthasar von Christalnigg auf eigene Kosten Schloss Fürstenstein zusammen mit einer Kapelle mit Rokokoausstattung im Inneren für sich als Alterssitz errichten. Die Kapelle wurde 1913 profaniert, das Schloss gehört heute zur Unternehmensgruppe Max Aicher und bietet u. a. mehrere Ferienwohnungen.
Nach Plänen des Architekten Ludwig Lange erbaut und 1853 fertiggestellt, war die Königliche Villa das erste Gebäude Berchtesgadens im Villenstil. Maximilian II. hatte sich die Villa westlich des alten Marktzentrums am Fuß des Kälbersteins als Residenz errichten lassen, in der auch der spätere Märchenkönig Ludwig II. als Kind viele Sommermonate verlebte. Sie steht an der Kälbersteinstraße gegenüber dem 1893 eröffneten Luitpoldpark.
Weitere Profanbauten

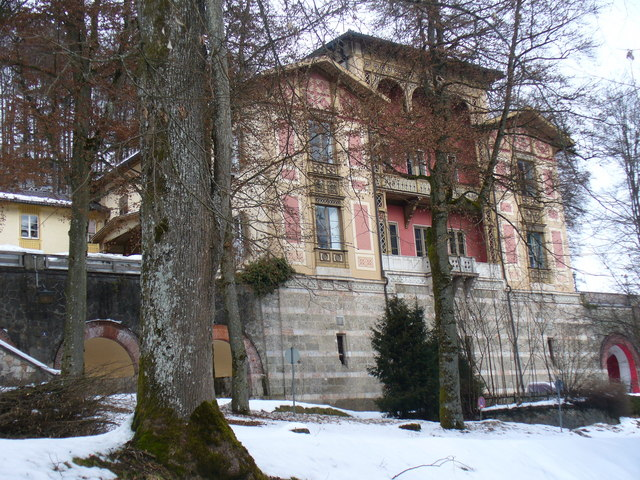
Königliche Villa

Das Berchtesgadener Rathaus wurde von 1873 bis 1875 auf dem Platz der ehemaligen Schrannenhalle erbaut. Es diente bis 1972 auch als Schulgebäude.
Im 1978 zur Fußgängerzone umgewandelten Ortskern befinden sich historische Häuser wie das Hirschenhaus, dessen Lüftlmalerei aus dem Jahr 1610 die menschlichen Laster anhand von Affen widerspiegelt.
Ein historisch bedeutendes Gebäude auf dem Gipfel des Kehlsteins ist das zwischen 1937 und 1938 errichtete Kehlsteinhaus, das auch einen beeindruckenden Panoramablick auf Berchtesgaden und seine Umgebung bietet.
Berchtesgaden ist die kleinste Gemeinde in Deutschland, die über einen Hauptbahnhof verfügt. Der frühere Bahnhof wurde in den Jahren 1938 bis 1940 wegen der zahlreichen Staatsbesuche auf dem Obersalzberg während der NS-Zeit zum Berchtesgadener Hauptbahnhof repräsentativ umgestaltet. Die großen Freskenmalereien an der Ost- und Westseite im Inneren der Bahnhofshalle hat Maria Harrich jedoch erst Anfang der 1950er-Jahre geschaffen.
Das 1973 eröffnete Kur- und Kongresshaus ist, bedingt durch den wenig tragfähigen Untergrund zum kostenintensiven Pfahlbau geworden, für den 1969 etwa 5 Millionen DM veranschlagt waren, vier Jahre später aber über 16 Millionen DM aufgewendet werden mussten. Zwischen 2014 und 2016 wurde das Kur- und Kongresshaus innen saniert und außen mit einer neuen Fassade ausgestaltet, die sich mit einer „lockeren Ummantelung aus gehobelten Lärchenlamellen“ an das Haus der Berge anlehnen soll.
Der auf drei Brücken ruhende Kreisverkehr vor dem Hauptbahnhof ersetzte 2006 eine ampelgeregelte Kreuzung mit zwei baufälligen Brücken. Er hat einen Durchmesser von 85 Metern.
2013 wurde in der Hanielstraße das Haus der Berge eröffnet, das dem Nationalpark Berchtesgaden als Umweltbildungs- und Informationszentrum dient.

#### Sakralgebäude
evangelisch-lutherisch
Die Christuskirche wurde von August Thiersch zwischen 1897 und 1899 im neogotischen Stil aus Kälbersteinmarmor am Ende der Ludwig-Ganghofer-Straße errichtet und ist die erste und bislang einzige evangelisch-lutherische Kirche in Berchtesgaden.
römisch-katholisch
Die 1122 errichtete Stiftskirche St. Peter und Johannes der Täufer war bis 1803 Teil des Augustinerchorherrenstifts beziehungsweise der Fürstpropstei Berchtesgaden und ist seitdem Pfarrkirche der römisch-katholischen Pfarrei St. Andreas.
Die Pfarrkirche St. Andreas am Rathausplatz neben der Stiftskirche wurde von den Bürgern des Markts Berchtesgaden im Jahr 1397 errichtet. Sie erhielt beim Umbau ab 1480 ihr heutiges Äußeres, die Barockisierung und Erweiterung ihres Innenraums erfolgte von 1698 bis 1700.

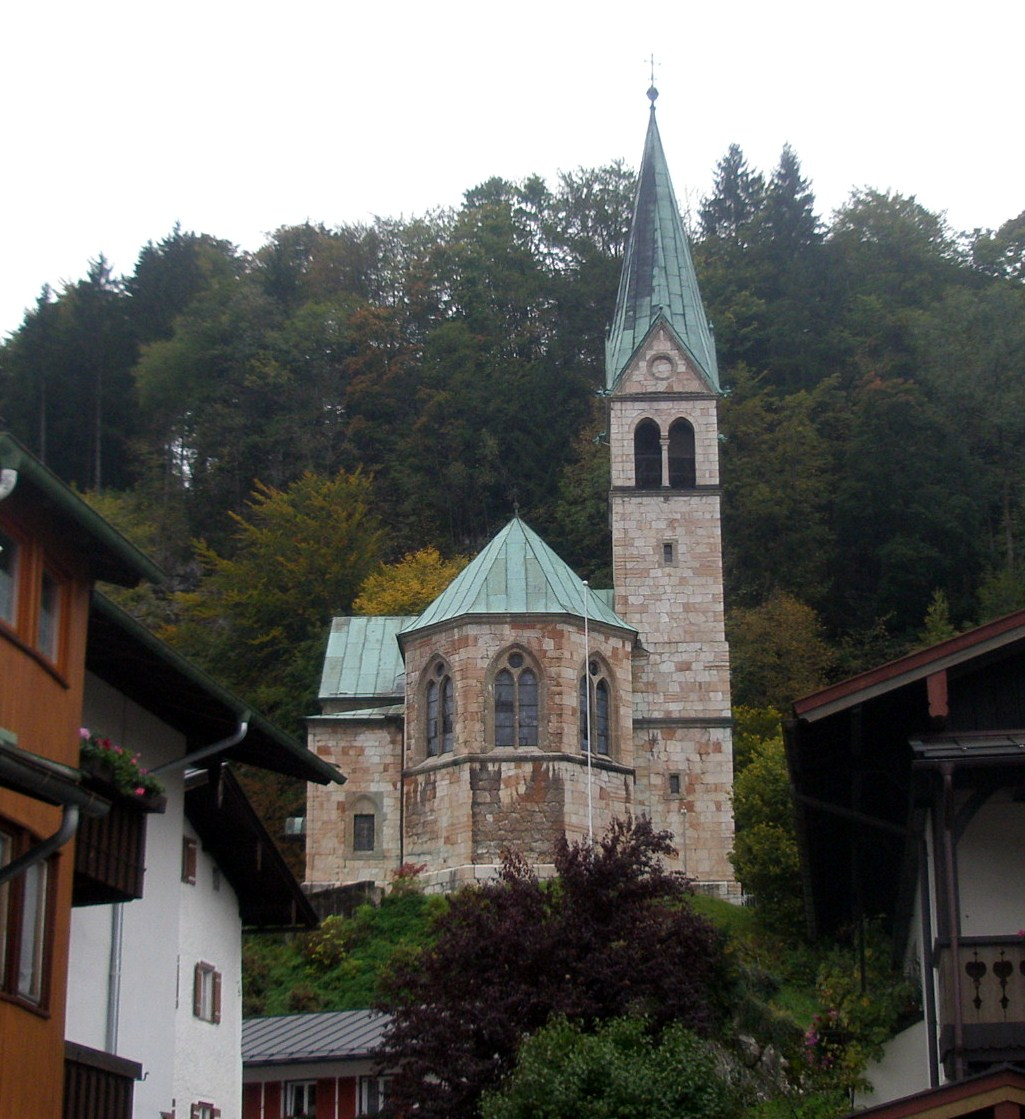
Christuskirche
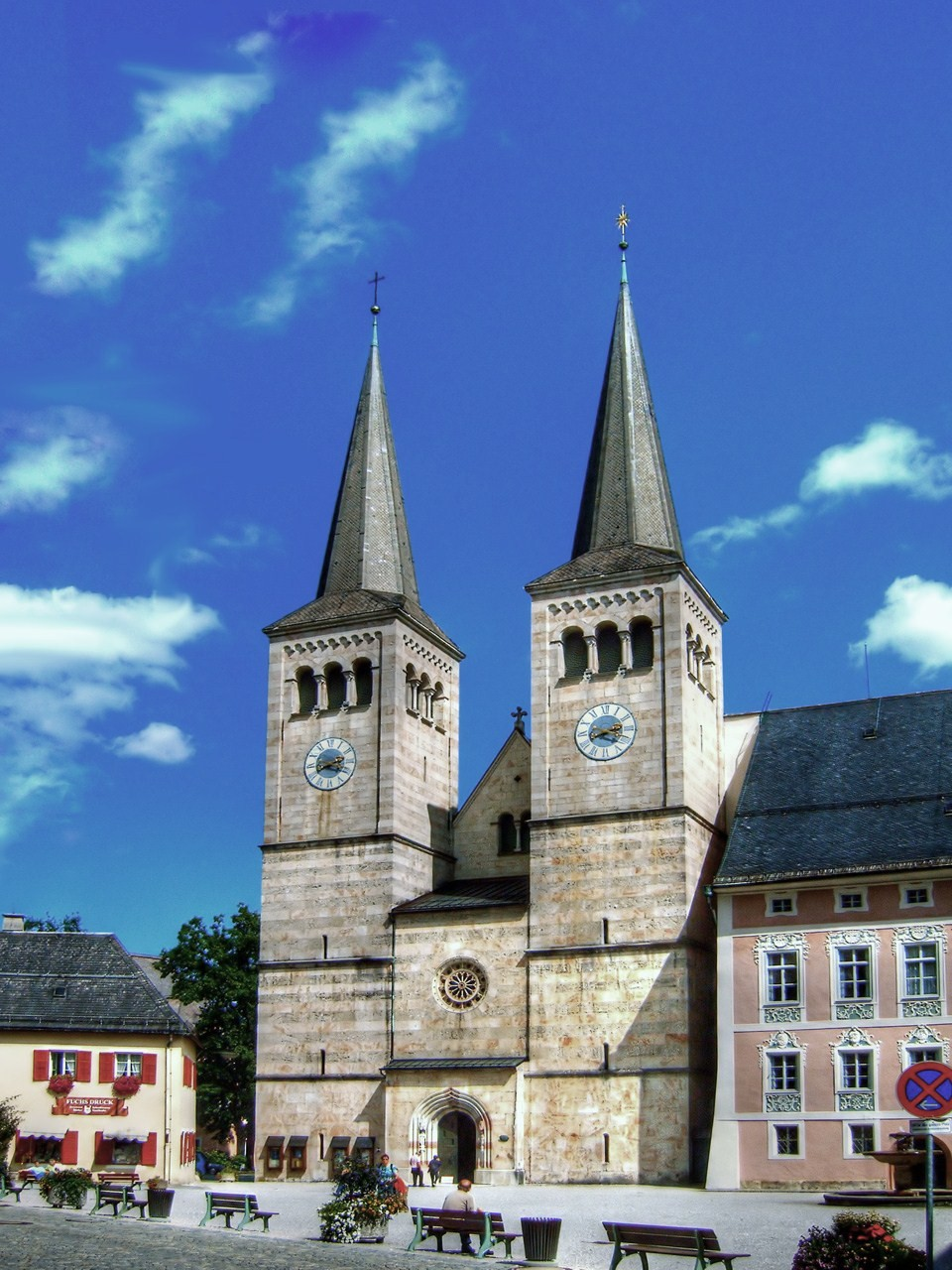
Stiftskirche St. Peter und Johannes der Täufer
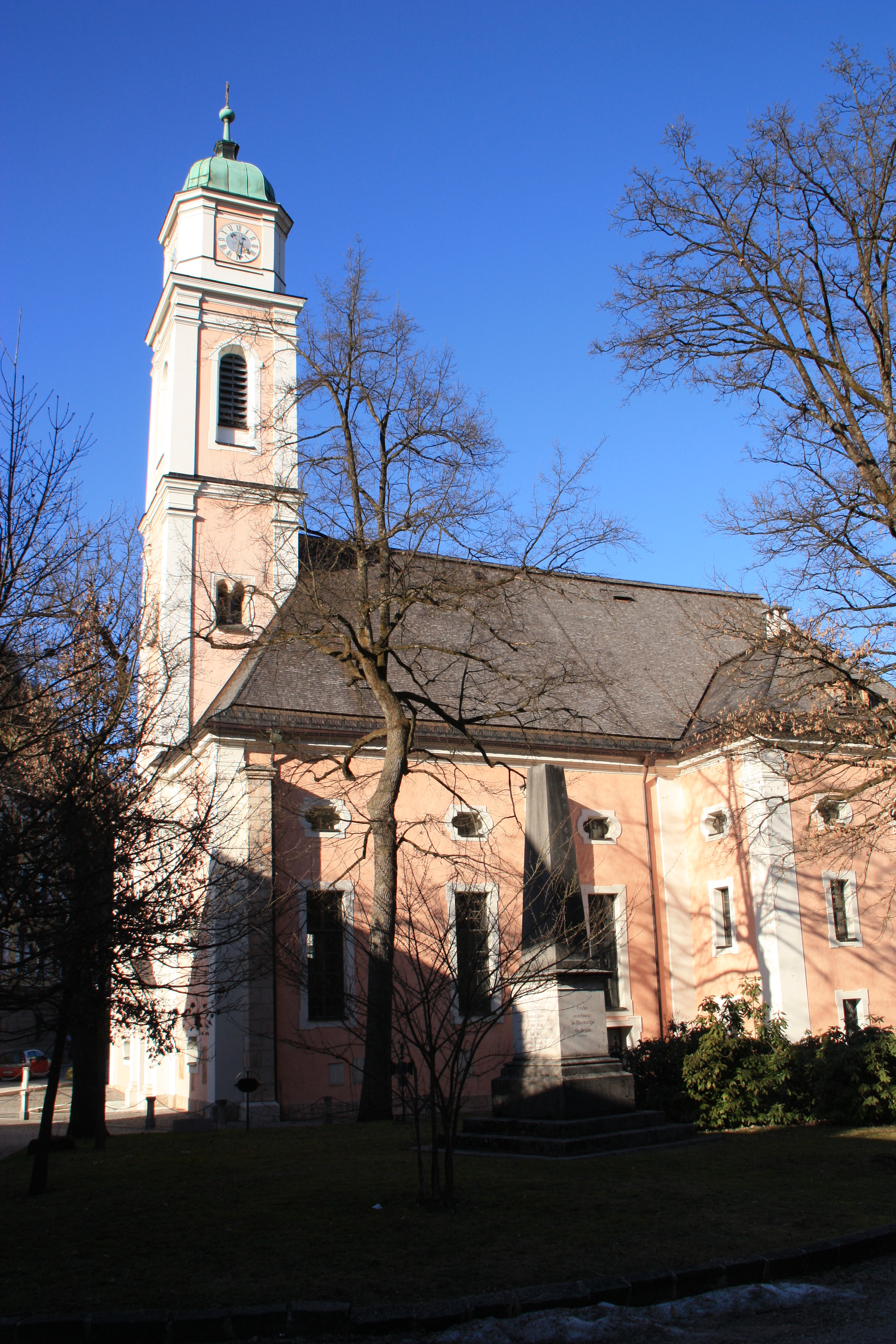
Pfarrkirche St. Andreas

Die Franziskanerkirche (eigentlich: Unserer lieben Frau am Anger) am Franziskanerplatz, erbaut in den Jahren 1480 bis 1488, war bis 1575 Teil eines Frauenstifts der Augustinerinnen, deren Anlagen ab 1695 von Franziskanern als Kloster übernommen wurden.
Die als Filialkirche genutzte Hilgerkapelle (Maria Dorfen) wurde 1725 unter Fürstpropst von Rehlingen erbaut.
Den Kalvarienberg stattete Fürstpropst Michael Balthasar von Christalnigg 1760 trotz großer Schulden der Fürstpropstei Berchtesgaden mit vier Neben- und einer Hauptkapelle aus.

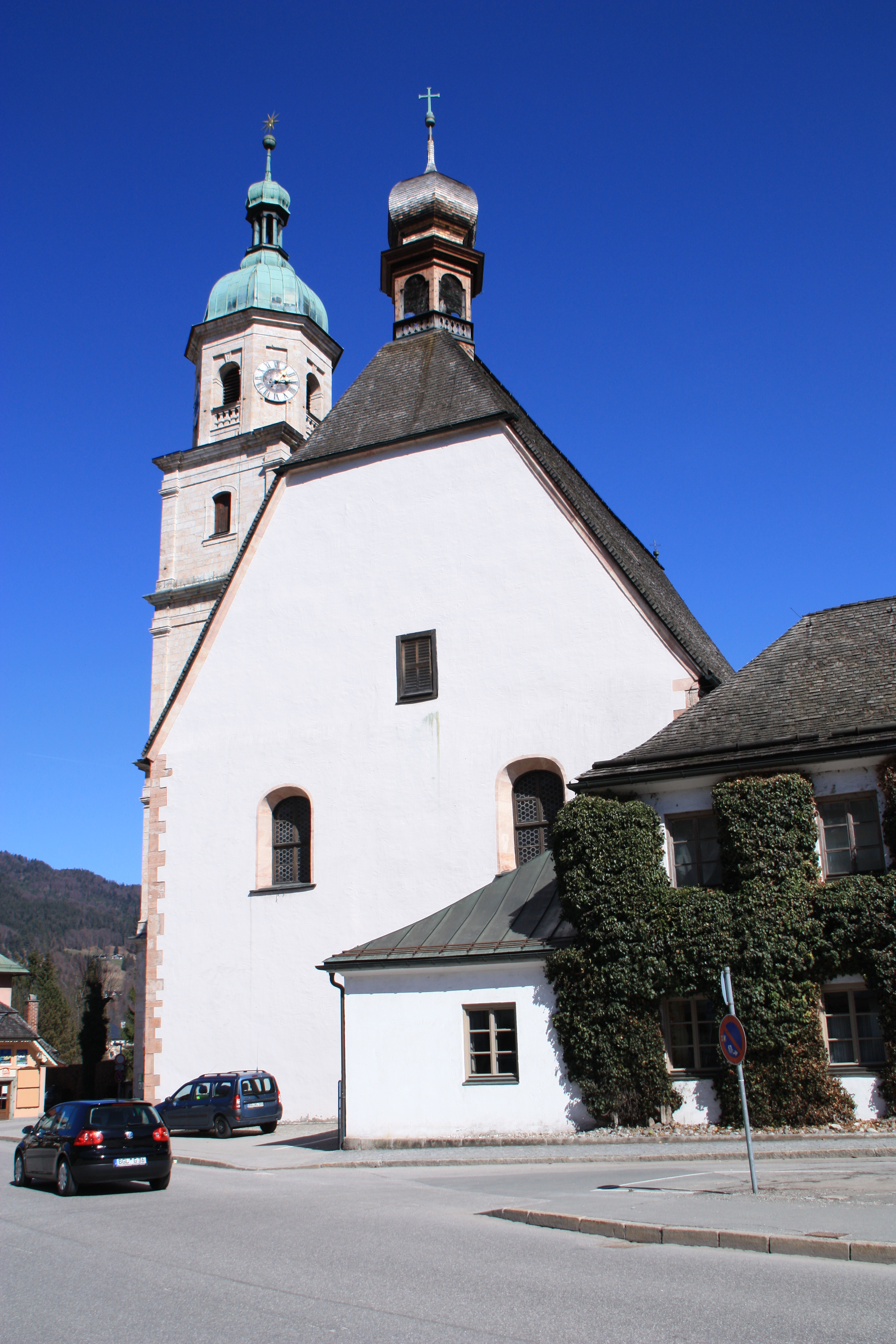
Franziskanerkirche
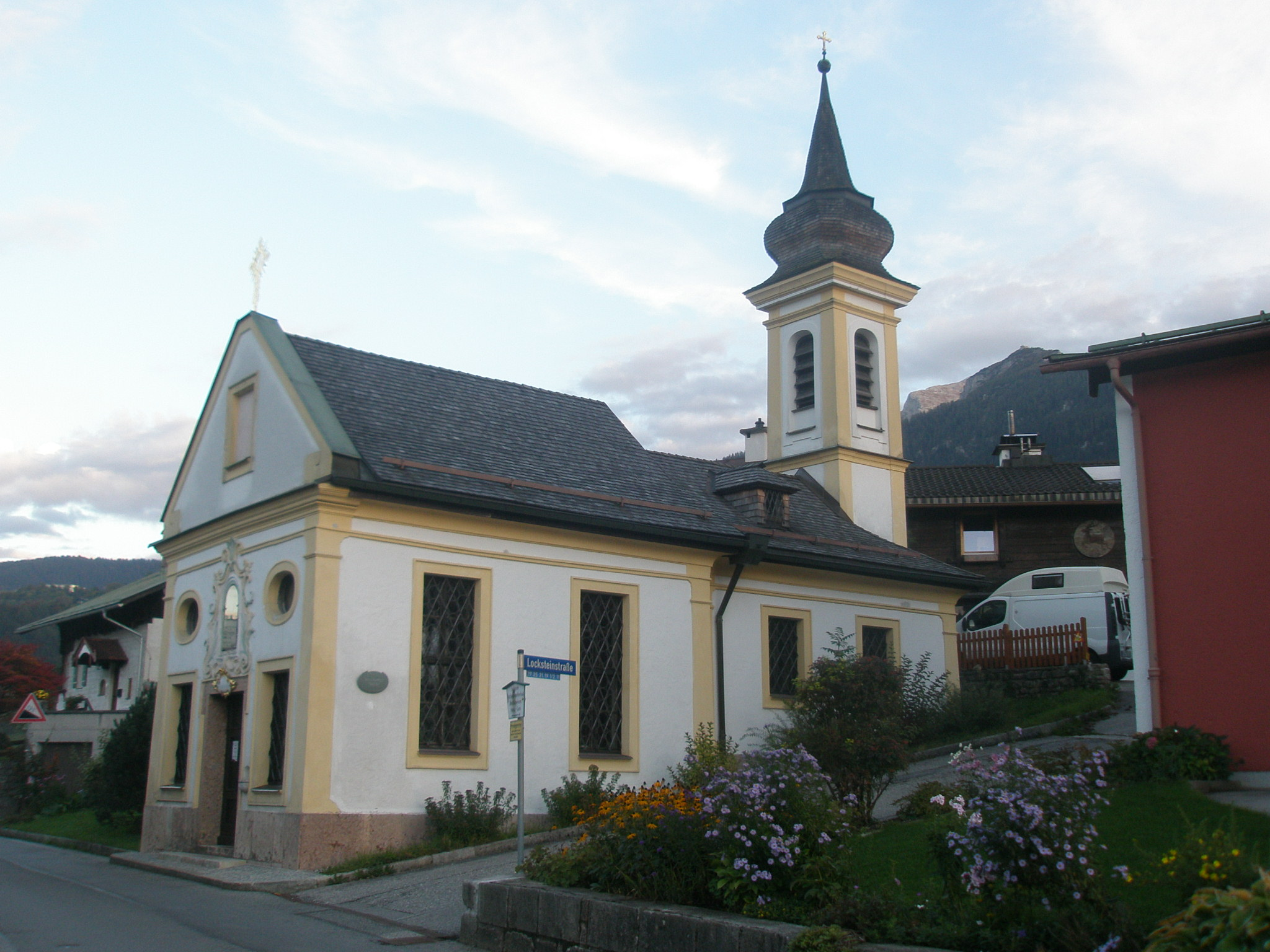
Hilgerkapelle
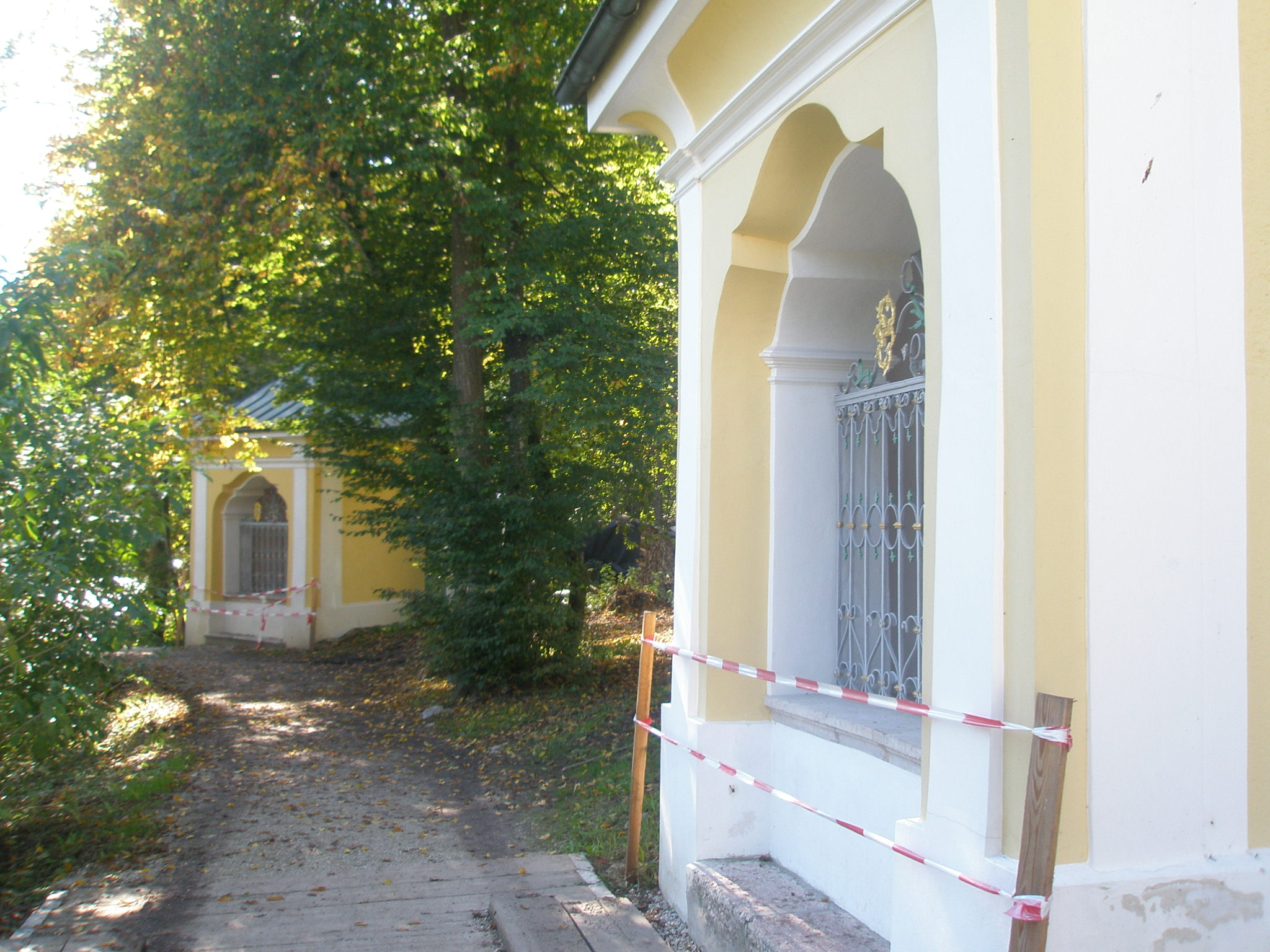
Kalvarienberg

In der Wallfahrtskirche Maria Gern, erbaut von 1708 bis 1724, befindet sich über dem Hochaltar das geschnitzte Gnadenbild einer Madonna mit Kind von 1666. Sie wird jeweils passend zum Abschnitt des Kirchenjahres mit prächtigen Barockgewändern in den entsprechenden Farben bekleidet. Bemerkenswert sind auch die zahlreichen Votivtafeln, mit denen Gläubige sich für die Erhörung ihrer Gebete bedankten.
Die Pfarrkirche Zur Heiligen Familie wurde 1908 nach einem Entwurf von Franz Rank im heutigen Gemeindeteil Au fertiggestellt. Den Altar, gestiftet von Prinzregent Luitpold von Bayern, schuf Theodor Kolmsperger, Altarbild und Leonhardaltar Waldemar Kolmsperger Junior. Seit 1992 hat die Auer Pfarrgemeinde mit der Franziskuskirche eine Filialkirche auf der Buchenhöhe.
Dank der Privatinitiative und den Eigenleistungen von Berchtesgadener Bürgern wurden in jüngerer Zeit noch folgende zwei Kirchengebäude errichtet:
- in den Jahren 1929 bis 1932 Maria am Berg auf einem Hang des Kiliansberges im Gemeindeteil Metzenleiten;[156]
- von 2007 bis 2009 die Kapelle der Seligpreisungen (auch: Kirchleitnkapelle) auf dem Lockstein, die vom Nonntal aus an neun Bronze-Plastiken auf Stelen aus Betonguss vorbei, den Abschluss eines Meditationsweges bildet.[157]

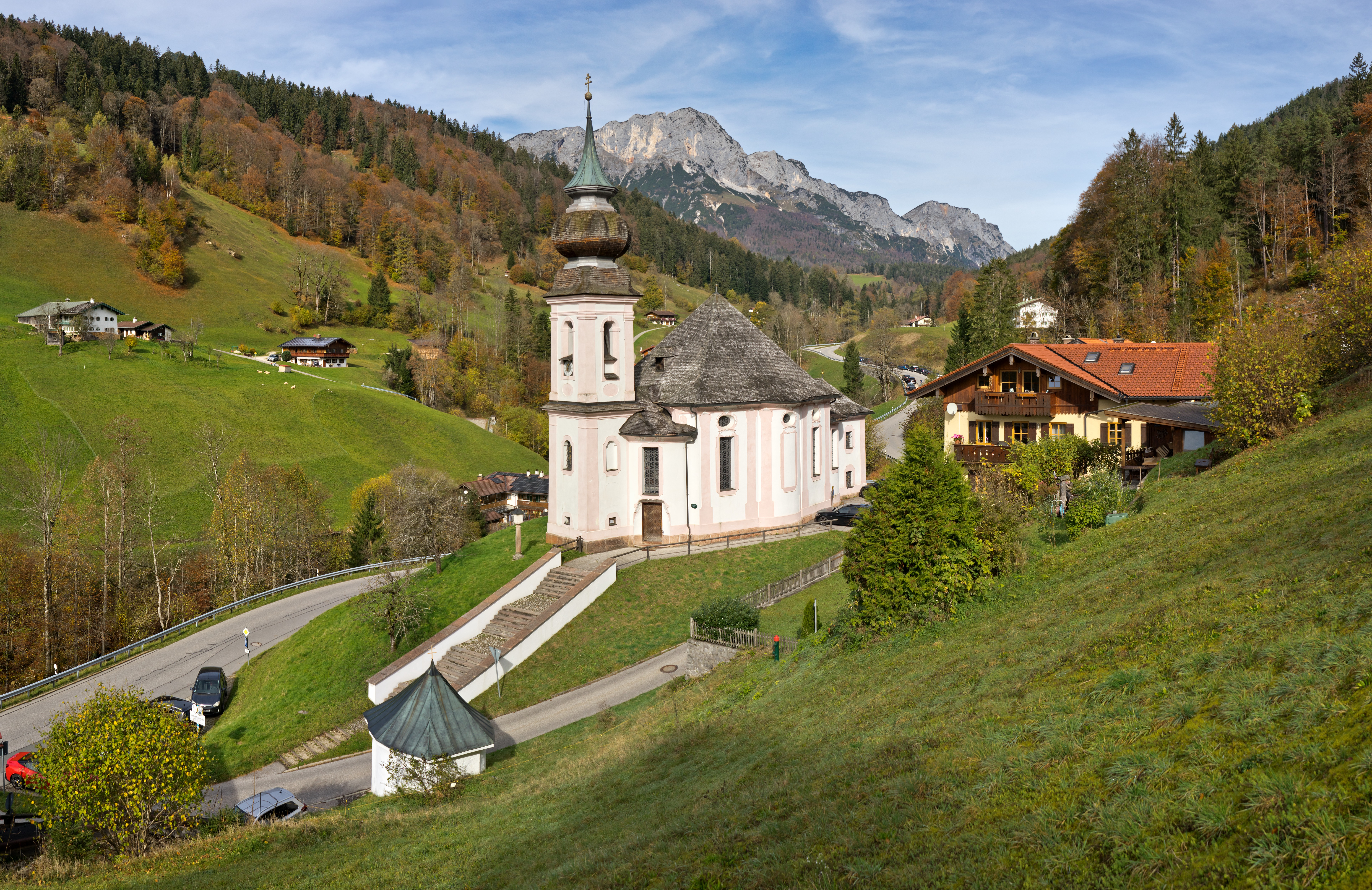
Wallfahrtskirche Maria Gern
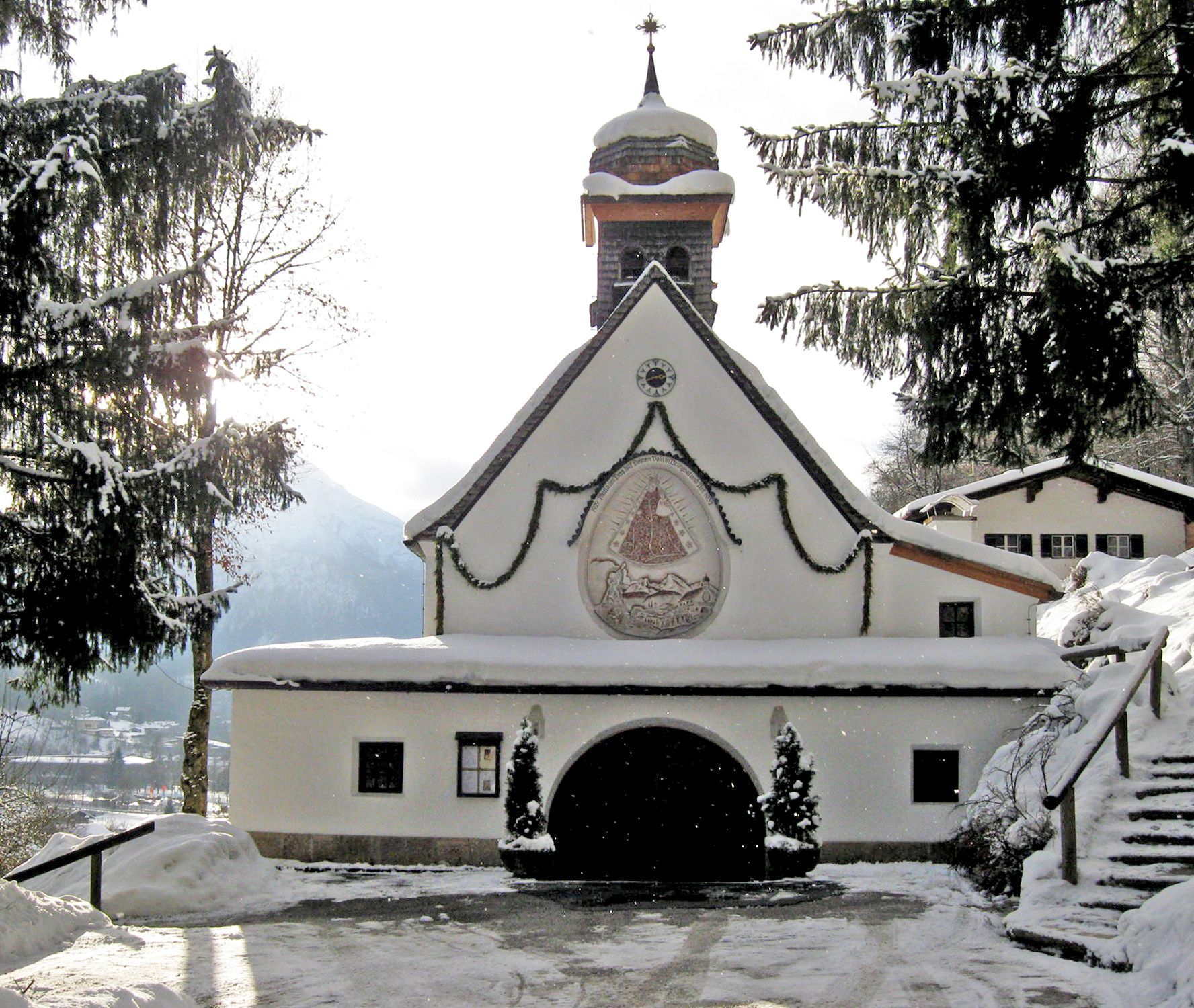
Maria am Berg
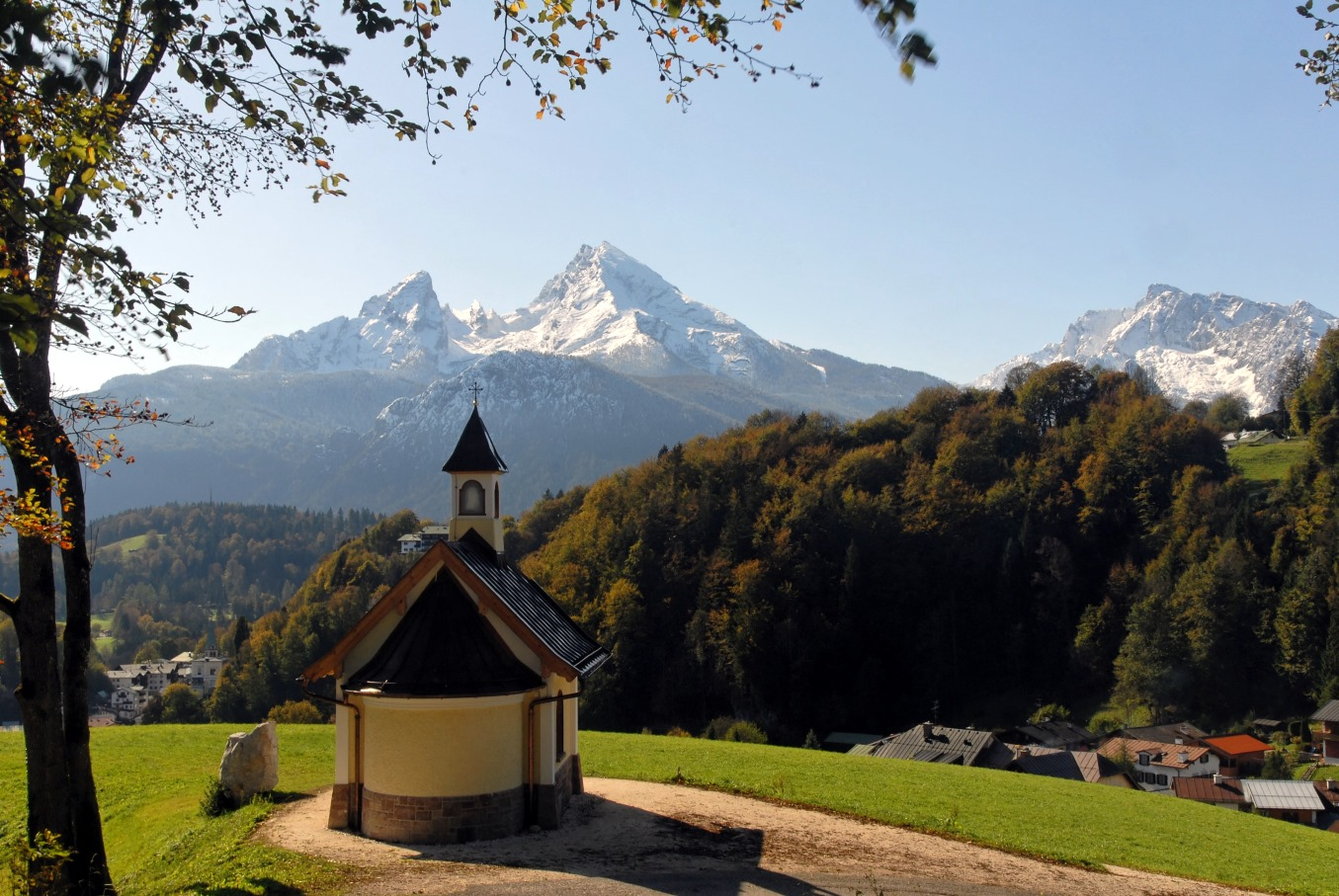
Kapelle der Seligpreisungen

### Parks
Auf dem 1685 angelegten Alten Friedhof neben der Franziskanerkirche befinden sich die Grabstätten alteingesessener Bürgerfamilien aus Berchtesgaden mit bedeutenden Grabdenkmälern u. a. für Richard Voß und Mauritia Mayer. Gleich am Eingang liegt das Ehrengrab von Anton Adner (1705–1822), der mit 117 Lebensjahren der bislang älteste Bayer war.
Als „Berengarplatz“ wird seit 2002 anlässlich der 900-Jahr-Feier Berchtesgadens und zu Ehren Berengars von Sulzbach als Gründer des Klosterstifts Berchtesgaden der Platz zwischen der Pfarrkirche St. Andreas und der Stiftskirche bezeichnet. Der Platz ist seither mit einer entsprechenden Steinplatte samt Widmung gekennzeichnet.
Der Kurpark (auch: Kurgarten oder Kongressgarten) in Berchtesgaden ist auf dem Areal des früheren Hofgartens neben dem Alten Friedhof entstanden und war bereits auf einer Karte aus dem Jahr 1643 von Matthäus Merian eingezeichnet. 1903 kaufte der königliche Hof den Garten dem damaligen Besitzer des Rosenhofs ab und nach 1923 wurde er dem Wittelsbacher Ausgleichsfond überschrieben. Dem Hofgarten gliederte die Marktgemeinde noch eine 1906/07 von Franz Zell erbaute und (1968 abgerissene) Lesehalle sowie den 1929/30 nach Plänen von Eugen Kreiser und Fritz Norkauer errichteten (und ab 1970 bzw. 1973 durch das Kur- und Kongresshaus ersetzten) Kursaal an. Am 9. Dezember 1936 hat die Marktgemeinde den bis dahin als Gärtnerei betriebenen Hofgarten dem Wittelsbacher Ausgleichsfonds abgekauft, aber erst 1957 daraus den Kurpark nach den Plänen des Gartenarchitekten Alwin Seifert gestalten lassen. Nach dem Umbau des Kur- und Kongresshauses in 2013 und der Umbenennung 2017 ist der mit jedem Umbau immer weiter verkleinerte Park nunmehr dem AlpenCongress Berchtesgaden angegliedert.
Der Luitpoldpark (vorher: Luitpoldhain) liegt gegenüber der Königlichen Villa zwischen der Kälbersteinstraße und der Von-Hindenburg-Allee. In seiner Mitte steht das von Ferdinand Freiherr von Miller geschaffene Bronzedenkmal des Prinzregenten Luitpold von Bayern in Jagdkleidung. Mit der Aufstellung des Denkmals wurde 1893 der frühere Privatpark der königlichen Familie für die Allgemeinheit eröffnet.

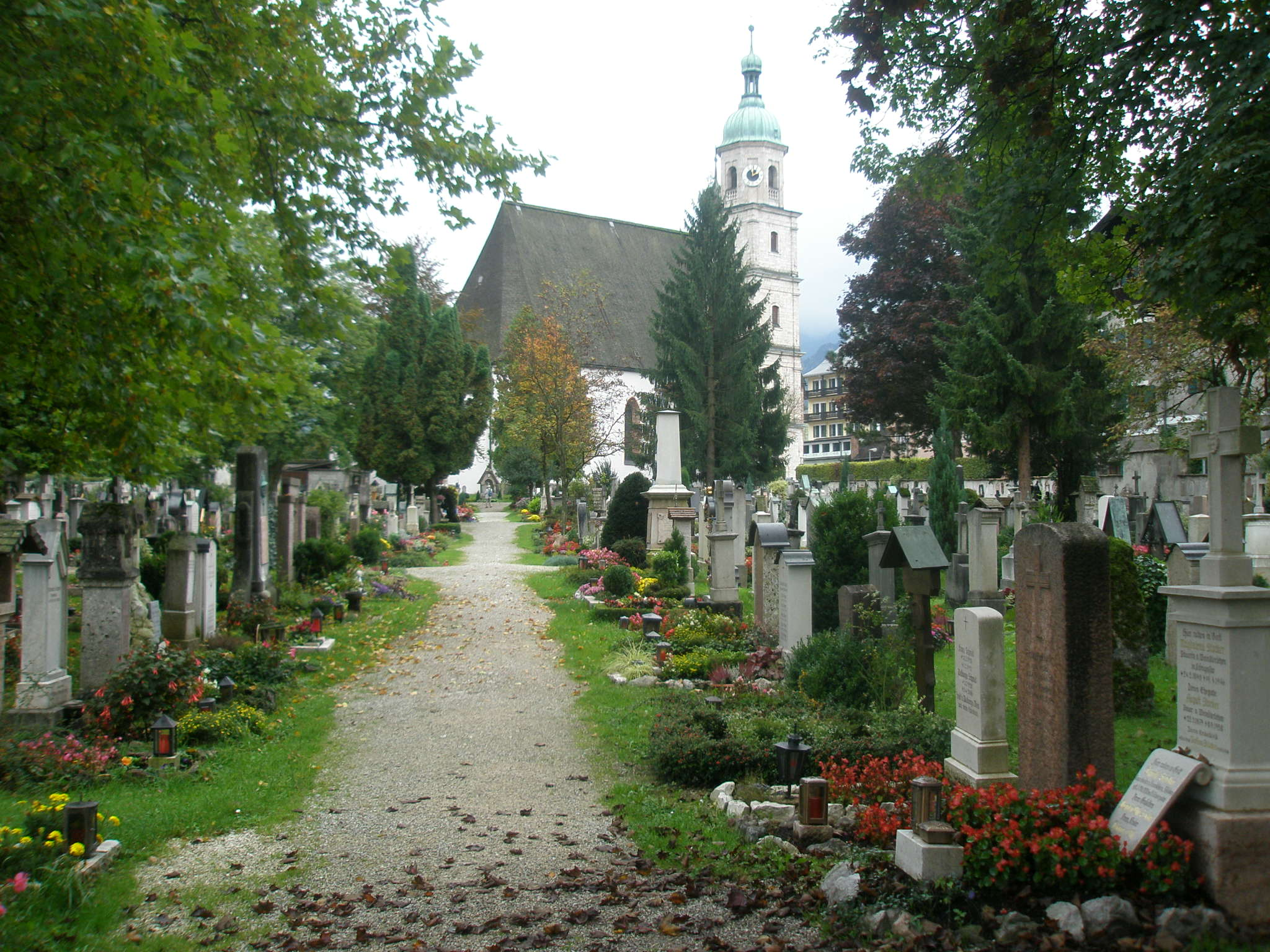
Alter Friedhof (Ausschnitt)
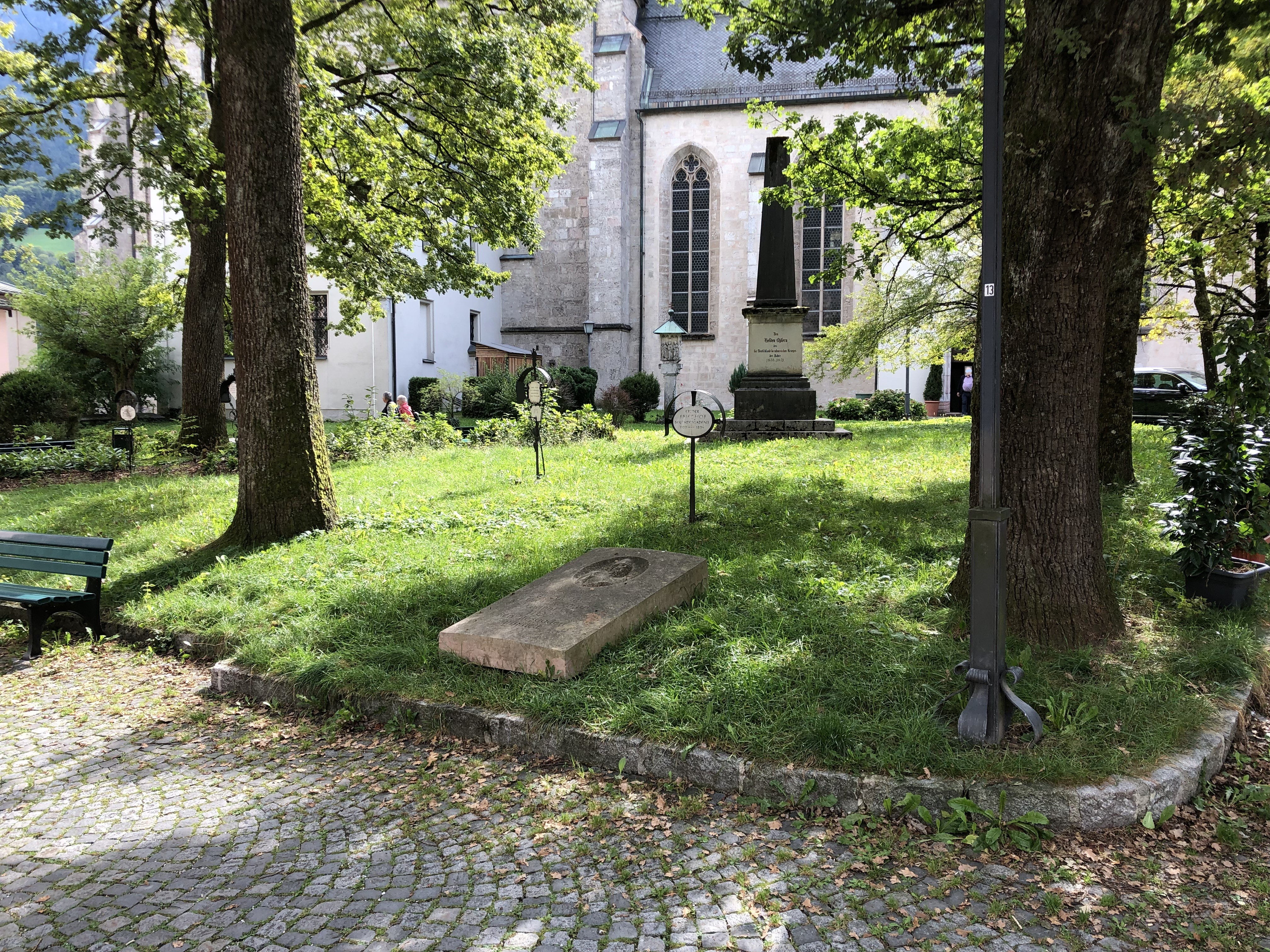
Berengarplatz mit Steinplatte, im Hintergrund die Stiftskirche
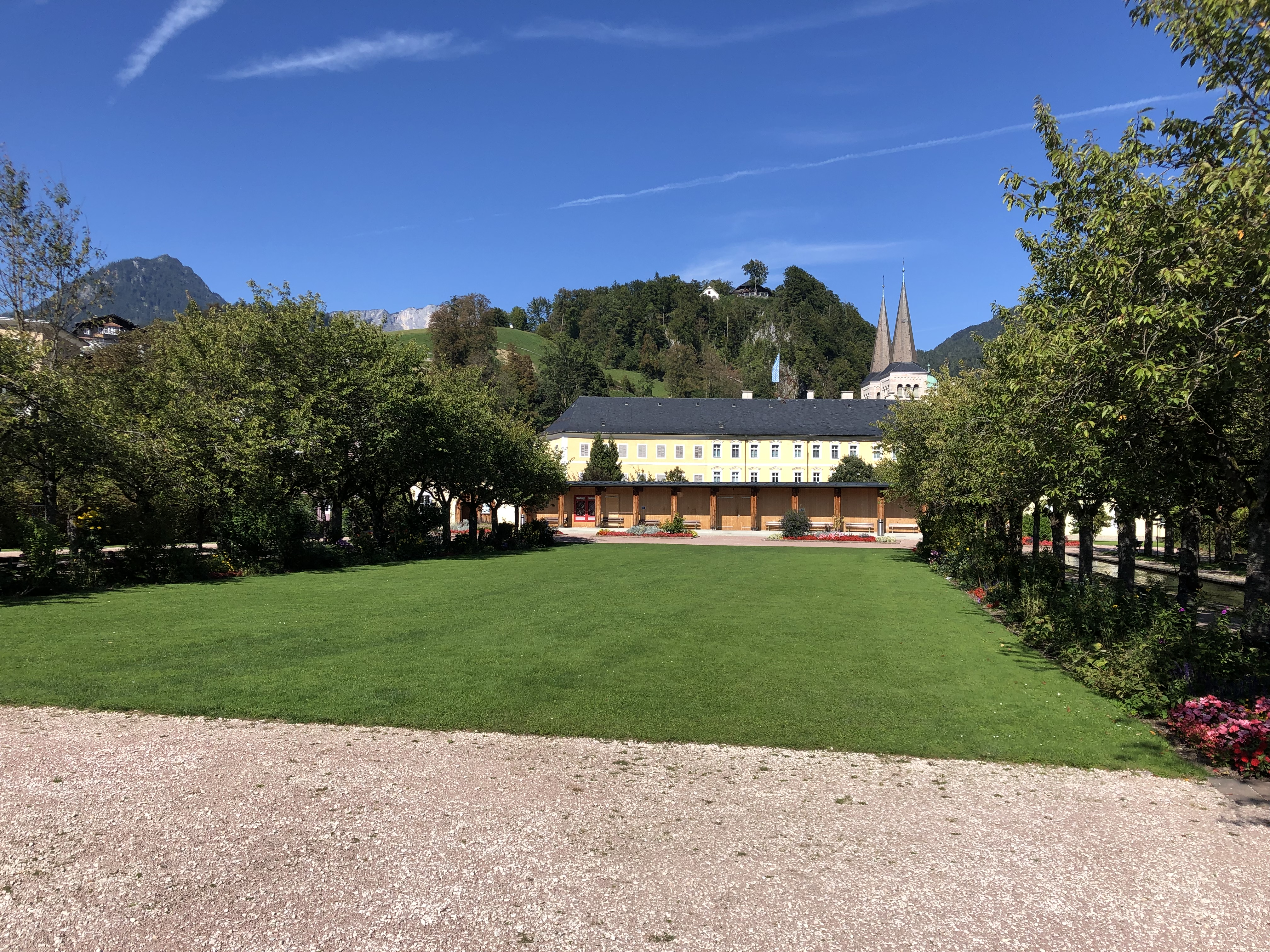
Kurpark, im Hintergrund die Turmspitzen der Stiftskirche
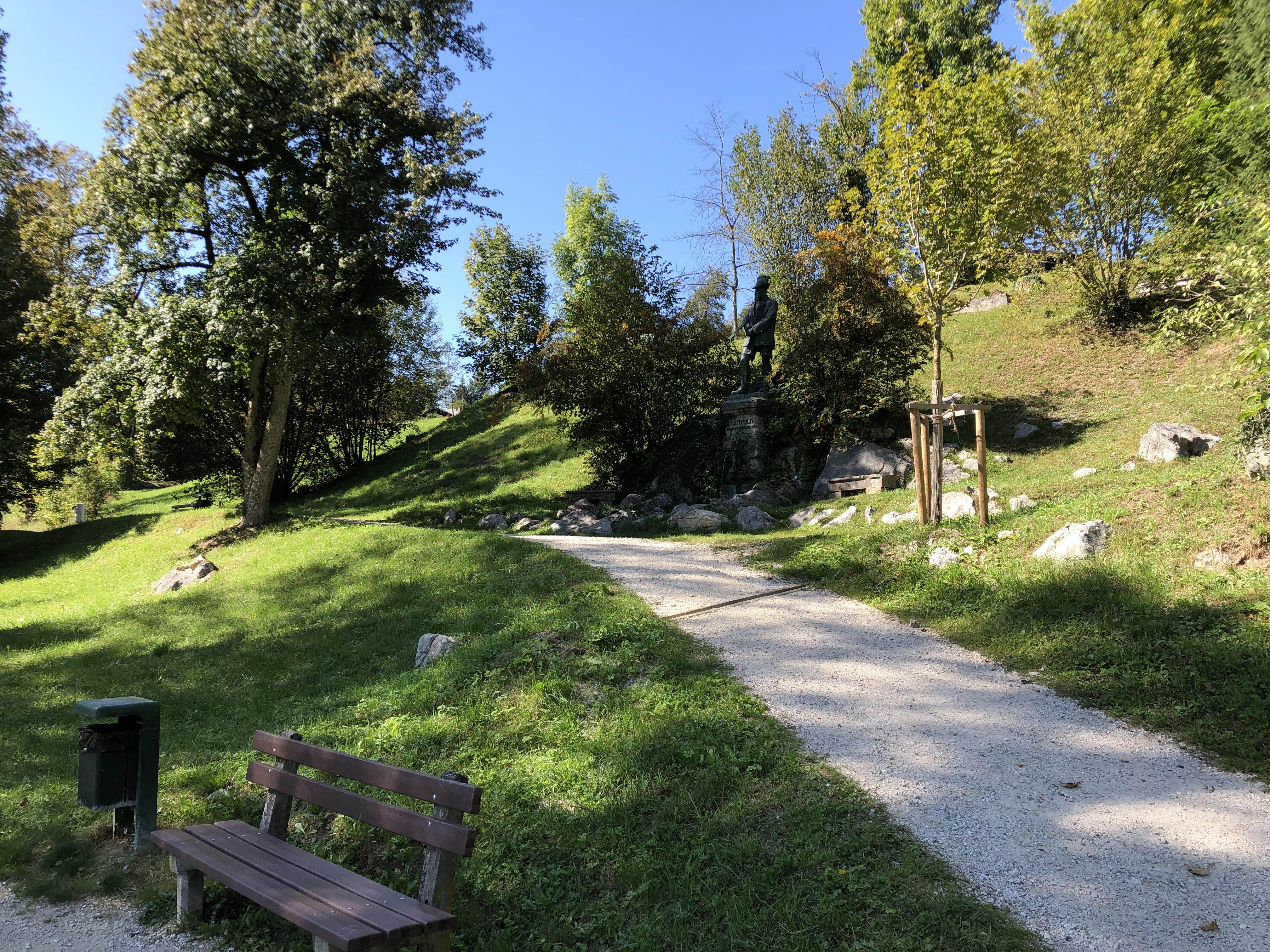
Teilansicht des Luitpoldparks mit Statue Luitpolds von Bayern

### Sport und Sportvereine

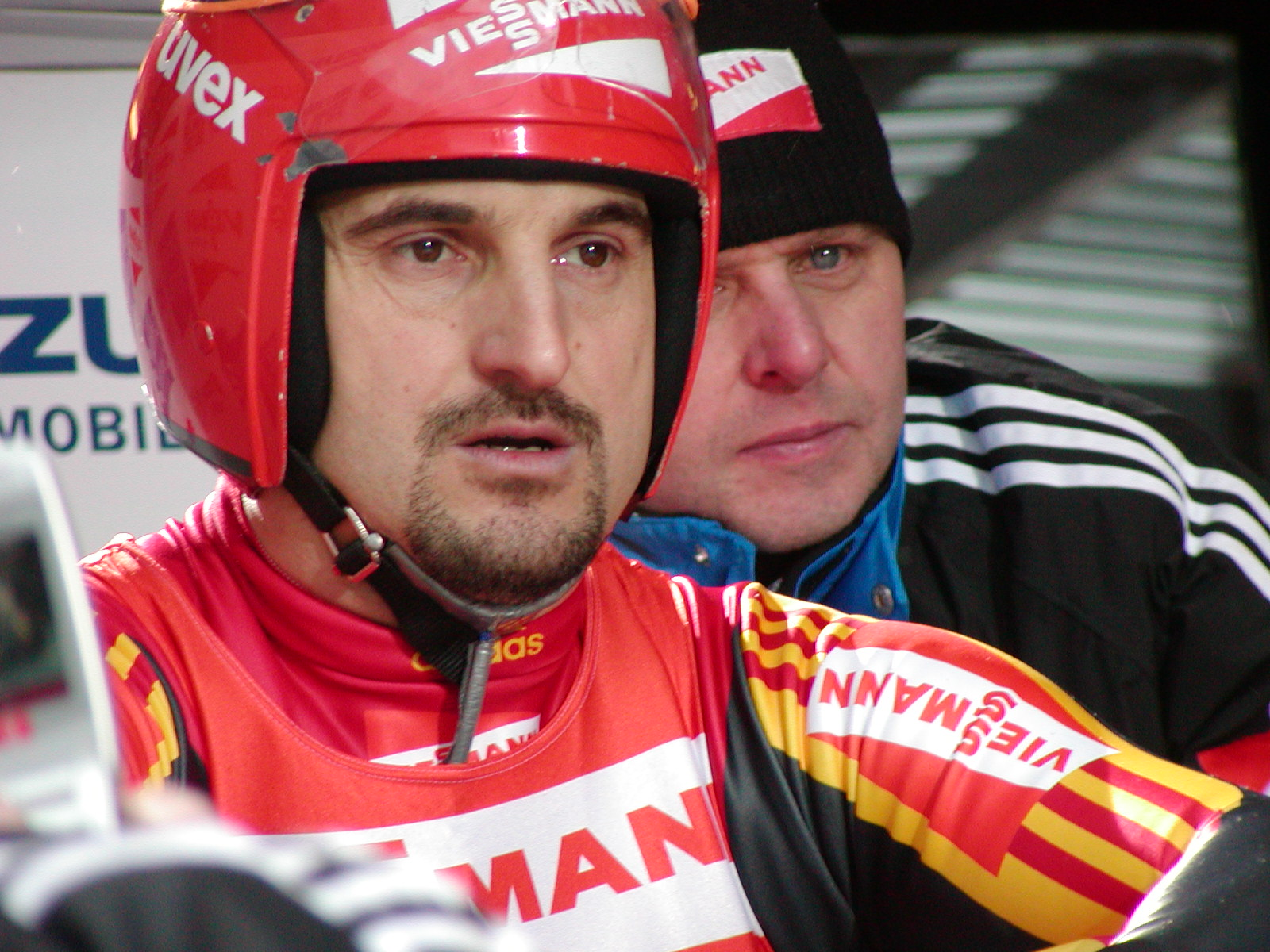
Georg Hackl, Mitglied des RC Berchtesgaden

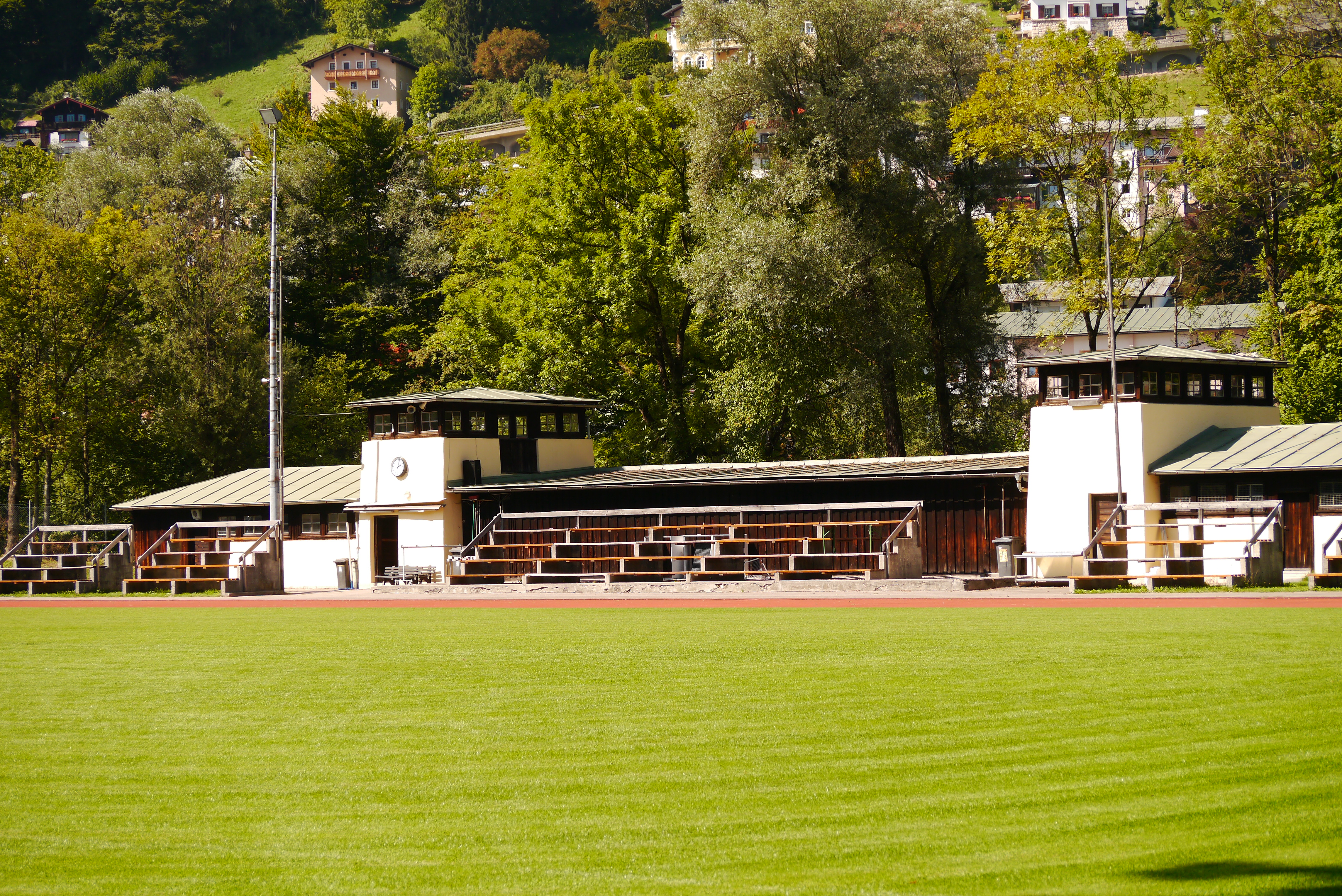
Sportplatz des TSV Berchtesgaden

Berchtesgaden ist die Heimat von vielen Spitzenathleten des Wintersports und des Alpinismus.
Die am 17. Mai 1875 gegründete Sektion Berchtesgaden des Deutschen Alpenvereins ist mit 11.993 Mitgliedern (Stand: 31. Dezember 2021) der größte Verein des Marktes.
Im Jahr 1906 folgte der Skiklub Berchtesgaden (SKB), der über die Abteilungen Ski Alpin, Ski nordisch und Biathlon sowie eine Kinder- und Jugendskischule für den Nachwuchs verfügt. Aus dem Verein wurde 1932 Friedl Däuber in Cortina d’Ampezzo Slalomweltmeister und gehörte zusammen mit dem Klubkameraden Josef Ponn zur Olympiamannschaft, die 1936 an den Winterspielen in Garmisch-Partenkirchen teilnahm.
Der Rodelclub Berchtesgaden kurz RC Berchtesgaden wurde 1923 gegründet und ist einer der erfolgreichsten Rodelvereine der Welt. Er kann auf einen beeindruckenden Medaillenspiegel verweisen: 7-mal Gold, 6-mal Silber, 5-mal Bronze bei Olympischen Winterspielen, 30-mal Gold, 19-mal Silber, 17-mal Bronze bei Weltmeisterschaften und 23-mal Gold, 11-mal Silber, 8-mal Bronze bei Europameisterschaften (Stand: 2010). Zu den prominenten Clubmitgliedern gehören Georg Hackl, Felix Loch, Hans Stanggassinger und Franz Wembacher.
Der erste Olympiasieger im alpinen Skisport (Kombination) bei den Olympischen Winterspielen 1936 in Garmisch-Partenkirchen war der im Berchtesgadener Gemeindeteil Au geborene Franz Pfnür.
Am Jenner in der Nachbargemeinde Schönau am Königssee fand das weltweit erste FIS-Skirennen unter Federführung des SK Berchtesgaden statt. Mannschaftshaus und Sporthalle des Bundesleistungszentrums Rennrodel mit der ersten kombinierten Kunsteisbahn der Welt am benachbarten Königssee für nationale und internationale Bob-, Rodel- und Skeletonwettbewerbe, befinden sich in Berchtesgaden. Auf der Schanzenanlage der Marktgemeinde Berchtesgaden am Kälberstein im angrenzenden Bischofswiesen werden auch FIS-Sprungwettbewerbe ausgetragen. Die CJD-Christophorusschule Berchtesgaden am Dürreck, in der Nachbargemeinde Schönau am Königssee, bietet Schülern die Möglichkeit Spitzensport und Schule zu verbinden.
In den 1980ern bewarb sich Berchtesgaden auf Initiative der Kommunalpolitiker aus CSU, FWG, SPD und mit Unterstützung hoher bayerischer Politiker, unter ihnen der damalige Ministerpräsident Franz Josef Strauß, um die Olympischen Winterspiele 1992. Gegen die Bewerbung sprachen sich die damals mit einem Gemeinderat vertretenen Grünen aus, die massiv gegen die Bewerbung protestierten. Berchtesgaden schied als erster der sieben Bewerbern aus.
Trotz dieser Absage blieben die Möglichkeiten, Wintersport auszuüben und auf Hochleistungsebene zu trainieren, ein Markenzeichen Berchtesgadens beziehungsweise des Berchtesgadener Landes und wurden in den Folgejahren weiter ausgebaut. So wurden und werden seit etwa den 1970er Jahren in den CJD Christophorusschulen Berchtesgaden mit ihrem Hauptsitz am Dürreck im benachbarten Schönau am Königssee die noch jugendlichen Mitglieder der Nationalkader von Wintersportmannschaften nach Maßgabe ihrer Trainings- und Wettkampftermine betreut und unterrichtet. Unter den vielen erfolgreichen deutschen Rodlern profitierte auch der gebürtige Berchtesgadener und mehrfache Olympiasieger Georg Hackl von den optimalen Bedingungen dieser Sportzentren. Der Bob- und Schlittenverband für Deutschland hat in Berchtesgaden seit 2000 seine Geschäftsstelle. Präsident des Verbandes ist der Berchtesgadener Josef Fendt, der einer der erfolgreichsten Rennrodler der 1970er-Jahre war.
Weitere Wintersport- und Alpinismusvereine gibt es als Skivereine früherer Gemeinden sowie im Bereich Eisstocksport und Eislauf sowie Wandern, Drachen- und Gleitschirmfliegen.
Die Königlich-privilegierte Feuerschützengesellschaft Berchtesgaden feierte 2004 das 300-jährige Bestehen ihrer Schießstätte in Berchtesgaden, die 1704 vom Hofkrautgarten auf ein von Joseph Clemens von Bayern in seiner Eigenschaft als Fürstpropst bzw. Kurkölnischer Administrator von Berchtesgaden
geschenktem Grundstück „An der Ache“ umziehen konnte. (Zum Gründungsjahr der „Königlich-privilegierten Feuerschützengesellschaft“ sowie einer etwaigen Vorgängervereinigung dazu in Berchtesgaden sind bislang keine historischen Quellen bekannt.)
Der TSV Berchtesgaden, gegründet 1883, hat als Turn- und Sportverein zwölf Abteilungen vor allem für den Breitensport. Die Abteilung Ringen erreichte schon Bundesliga-Niveau. Die zwölf Abteilungen sind: Basketball, BodyArt, Fußball (Kreisliga 4), Judo, Leichtathletik, Nordic Walking, Ringen, Step-Aerobic, Tischtennis, Trampolin, Turnen, Volleyball. Daneben gibt es eine Reha-Sportgruppe. Eine Abteilung für die Wiederbelebung des Schäfflertanzes in Berchtesgaden soll demnächst aufgebaut werden.
Dazu kommen noch spezialisierte Sportvereine für diverse weitere Sportarten.

### Feste

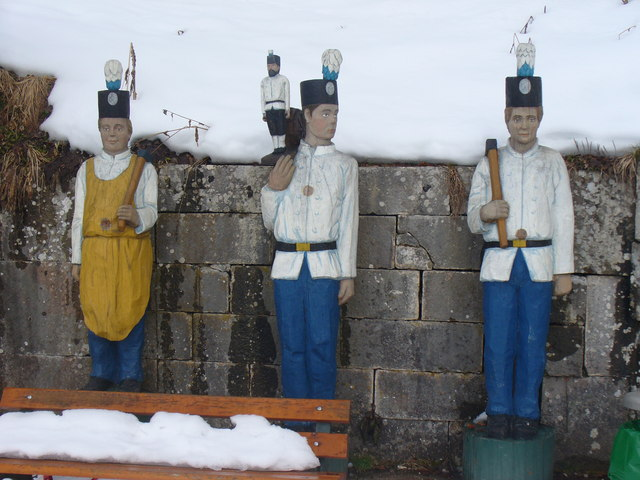
Bergknappen im Festgewand, Figuren beim Salzbergwerk

Das Bergfest bzw. der Bergknappenjahrtag wird seit dem mit Privilegien verbundenen Freiheitsbrief der Knappenzunft des Salzbergwerk Berchtesgadens gefeiert, bis 1627 nur als Lob- und Dankgottesdienst in der Stiftskirche, nach der Verleihung einer Fahne im Jahr 1628 auch durch einen Aufzug mit Trommlern und Pfeifern im Ort. Noch heute marschieren zu Pfingsten nach dem Gottesdienst die Bergknappen im Festzug durch die Straßen des Marktes.
Im Jahr 2002 wurde 900 Jahre Berchtesgaden u. a. am 7. April mit einem Pontifikalamt und am 14. Juli mit einem großen Festzug gefeiert.
Am 10. Oktober 2010 feierte Berchtesgaden die 200-jährige Zugehörigkeit zu Bayern mit tausenden Besuchern und einem Festzug mit 1400 Teilnehmern. Anwesend waren auch das Oberhaupt des Hauses Wittelsbach, Herzog Franz von Bayern, der bayerische Finanzminister Georg Fahrenschon, Bundesverkehrsminister Peter Ramsauer und Regierungspräsident Christoph Hillenbrand.

### Kulinarische Spezialitäten
Seit Jahrhunderten ist es ausschließlich in Berchtesgaden und seinen Nachbargemeinden innerhalb der historischen Landschaft Berchtesgadener Land Brauch, dass vom 1. November an – heute teilweise schon ab September – bis zum 1. Advent Stuck, ein semmelförmiges Roggen-Gebäck mit Korinthen und Zimt, angeboten wird und auf die Vorweihnachtszeit einstimmt.

## Wirtschaft und Infrastruktur

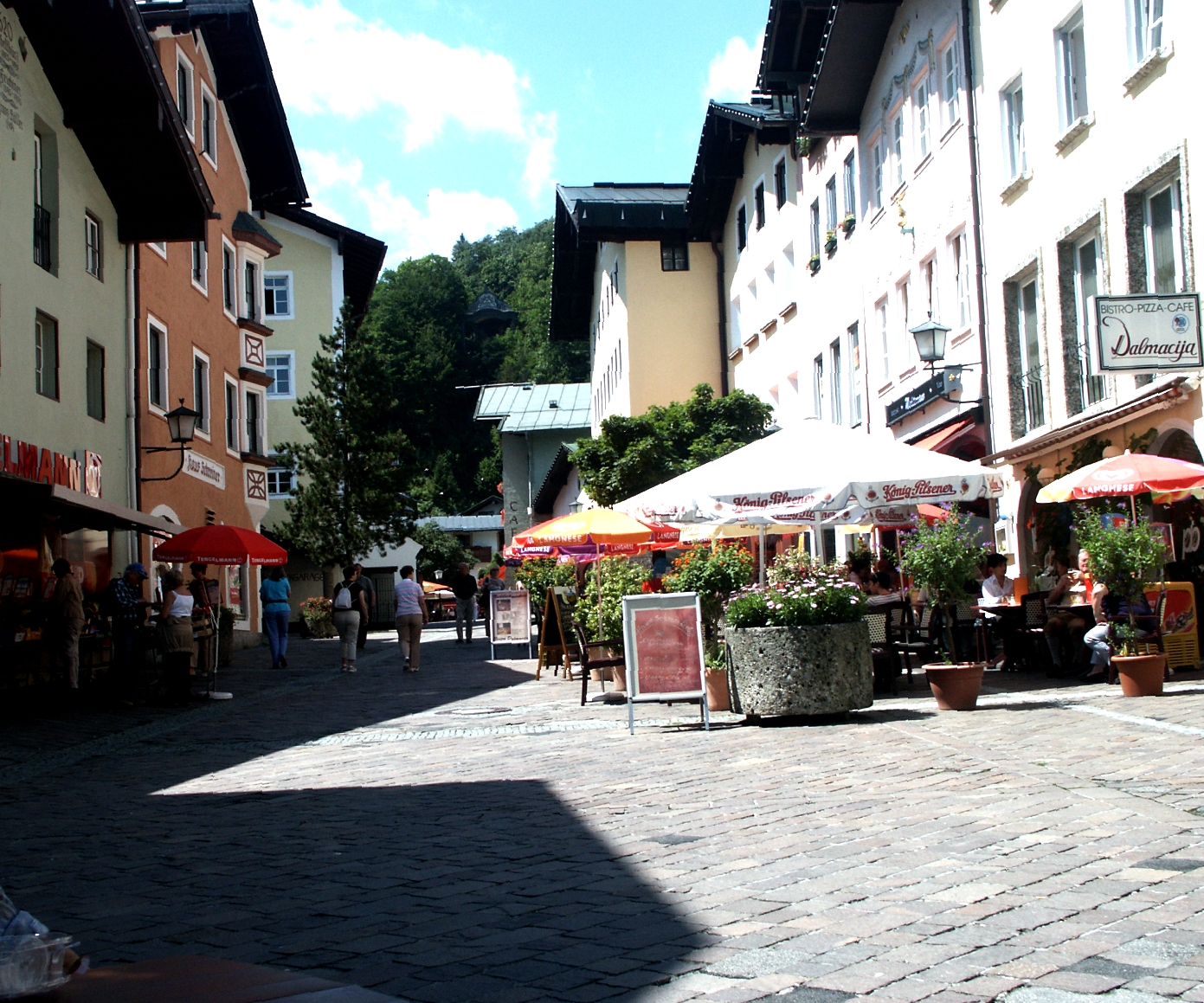
Blick auf Fußgängerzone am Marktplatz von Berchtesgaden

Berchtesgadens Wirtschaftskraft beruht in der Hauptsache auf der touristischen Verwertung seiner Kulturgüter sowie der landschaftlichen und heilklimatischen Vorzüge innerhalb der hochalpinen Region. So sind laut dem Bayerischen Statistischen Landesamt nur wenige der in der Gemeinde sozialversicherungspflichtig beschäftigten Arbeitnehmer im produzierenden Gewerbe, jedoch mehr als die Hälfte mittelbar oder unmittelbar als selbstständige oder angestellte Dienstleister tätig. Laut eines Arbeitsberichts der ARL weist der „Beitrag des Tourismus zum Volkseinkommen (im Landkreis) Berchtesgadener Land (..) Anteile von mehr als 10 bis über 15 % auf.“ Und laut einer Dokumentation des Ö.T.E von 2005 ist der „Großraum Berchtesgaden stark durch den Tourismus geprägt“. Allerdings sind die Zahlen der Gäste und ihrer Verweildauer seit 1991 rückläufig, so dass die Gemeinde als Mitglied der Berchtesgadener Tourismus Land GmbH neue Akzente setzen will und den Tourismus künftig umweltverträglicher zu gestalten sucht.
Die umliegenden Gemeinden leisten Beiträge zur Finanzierung zahlreicher, eigentlich allein vom Markt als Mittelzentrum zu schaffenden zentralen Einrichtungen, wie Kur- und Kongresshaus und dem Hallen- und Erlebnisbad Watzmann Therme.
Es gibt in Berchtesgaden keinen industriellen Großbetrieb, sondern lediglich kleinere Betriebseinheiten. Größter Arbeitgeber ist das Salzbergwerk mit 135 Arbeitnehmern, dem an zweiter Stelle die Kurdirektion (einschließlich der Saisonkräfte) mit 100 Beschäftigten folgt.

### Tourismus
Die Gemeinde ist mit Sitz und Stimme im Zweckverband Bergerlebnis Berchtesgaden (bis 2004: Fremdenverkehrsverband Berchtesgadener Land; bis 2021: Zweckverband Tourismusregion Berchtesgaden-Königssee) vertreten. Die im Ort ansässige Kurdirektion Berchtesgaden ist nicht nur Verwaltungssitz dieses Zweckverbandes, sondern u. a. auch der seit 2005 erstmals landkreisweit um Gäste werbenden Marketinggesellschaft Berchtesgadener Land Tourismus.
Seit Mitte des 19. Jahrhunderts ist Berchtesgaden aufgrund seiner Sehenswürdigkeiten und Naturdenkmale vor Ort und in der Umgebung ein beliebtes Touristenziel – bis in die 1990er-Jahre mit wachsenden Gästezahlen. Seit Ende des Zweiten Weltkriegs bildet der Gemeindeteil Obersalzberg wegen seiner Rolle in der Zeit des Nationalsozialismus eine weitere „Attraktion“, jedoch keineswegs nur als „Wallfahrtsstätte für Ewiggestrige“. Obersalzberg gehört bis heute unter anderem regelmäßig zum Besuchsprogramm amerikanischer Salzburg-Touristen.
Innerhalb der Gemeinde befinden sich drei der 2005 als Big Five bezeichneten touristischen Angebotsschwerpunkte des südlichen Landkreises: das Kehlsteinhaus, das Salzbergwerk und die Watzmann Therme.
Das Salzbergwerk bietet Führungen durch einige Stollen sowie einen großen Salzheilstollen für Speläotherapien an. Es ist seit Jahrhunderten der größte Arbeitgeber der Gemeinde.
Noch bis in die 1990er-Jahre setzte man vorwiegend auf den Massentourismus als Wirtschaftsfaktor. Nach Angaben der Fremdenverkehrsverbände betrug die Zahl der Gästeankünfte im Jahr 2003 für den ganzen Landkreis 578.082, die der Übernachtungen 3.696.851 und die durchschnittliche Aufenthaltsdauer 6,4 Tage. Ihren Höhepunkt erreichten die Gästeankünfte 1991 mit 692.381 Gästen. Die enorme Zunahme um ca. 10 Prozent (von 1990 auf 1991) erklärte sich durch den erstmaligen Zustrom von Touristen aus den neuen Bundesländern. Seit 1991 nehmen die Zahlen, mit Ausnahme des Zeitraums von 1998 bis 2000, aber fortwährend ab. So wurden für die im Markt Berchtesgaden ansässigen Beherbergungsbetriebe mit neun oder mehr Gästebetten im Jahr 2003 noch 413.716 Übernachtungen bei einer durchschnittlichen Verweildauer von 5,0 Tagen gezählt, während sie 2008 zwar auf 440.751 Übernachtungen anstiegen aber die Verweildauer im Durchschnitt nur noch 4,3 Tage betrug. Noch eindeutiger ist der Trend für Beherbergungsbetriebe mit weniger als neun Gästebetten, wonach im Jahr 2003 noch 169.325 Übernachtungen bei einer Verweildauer von 7,2 Tagen gezählt wurden, für 2008 jedoch nur noch 148.954 Übernachtungen mit 6,4-tägiger Verweildauer.
Das Motto „Natürlich – Sportlich – Erlebnisreich – Gesund“, der 2005 gegründeten Berchtesgadener Tourismus Land GmbH, spiegelt eine neue touristische Ausrichtung wider. Berchtesgaden zählt neben Bischofswiesen, Marktschellenberg, Ramsau und Schönau zu den „heilklimatischen Gemeinden“ des Landkreises, der damit fünf der insgesamt 16 heilklimatischen Orte in Bayern aufweist.
Als Mitglied der Kooperation Alpine Pearls versucht Berchtesgaden zudem, neue Akzente zu setzen und den Tourismus umweltverträglicher zu gestalten. So werden seitdem beliebte Sportaktivitäten wie Skitourengehen und die Kombination aus Schneeschuhwandern und Snowboarden innerhalb des Nationalparks als problematisch für die dort lebende Fauna angesehen, insbesondere dann, wenn sie auch nachts ausgeführt werden. Dem wurden allerdings bislang nur erste „lenkungswirkende Maßnahmen“ für die Besucher entgegengesetzt, wie eine Beschilderung und die ehrenamtliche Betreuung solcher Maßnahmen.
Die getroffenen Maßnahmen scheinen jedoch bislang nur wenig zu wirken: So konnten 2014 für die in Berchtesgaden ansässigen Beherbergungsbetriebe mit neun oder mehr Gästebetten zwar mit 160 668 wieder erheblich mehr Übernachtungen verzeichnet werden, während allerdings die Aufenthaltsdauer bei nunmehr durchschnittlich 3,3 Übernachtungen pro Gast tendenziell weiter sinkt – Beherbergungsbetriebe mit weniger als neun Gästebetten verzeichneten 145 314 Übernachtungen und eine Aufenthaltsdauer von durchschnittlich 5,7 Übernachtungen pro Gast, so dass sich hier der Negativtrend eher fortsetzte bzw. auf niedrigem Niveau stagnierte.

### Andere Wirtschaftszweige
Nach den Zahlen des Bayerischen Landesamtes für 2008 haben von insgesamt 2936 sozialversicherungspflichtig beschäftigten Arbeitnehmern in Berchtesgaden nur 517 (17,6 Prozent) einen Arbeitsplatz im produzierenden Gewerbe. Daneben sind in der Land-, Forstwirtschaft und Fischerei 94 (3,2 Prozent), in Handel, Verkehr und Gastgewerbe 982 (33,5 Prozent), bei Unternehmensdienstleistern 277 (9,4 Prozent) und bei öffentlichen und privaten Dienstleistern 1066 Arbeitnehmer (36,3 Prozent) beschäftigt. Ein großer Teil der Arbeitsplätze ist mit dem Tourismus in Verbindung zu bringen.
Hellmut Schöner stellte zudem Anfang der 1980er-Jahre fest, dass es innerhalb des „inneren Landkreises Berchtesgaden“ nur wenige Betriebe mit mehr als 50 Beschäftigten gab. Für die Gemeinde wurde das Salzbergwerk mit 135 Arbeitnehmern als größter Arbeitgeber, an zweiter Stelle die Kurdirektion (einschließlich der Saisonkräfte) mit 100 und an dritter Stelle das Hofbrauhaus Berchtesgaden mit 65 Beschäftigten verzeichnet.

### Verkehr

#### Eisenbahn
Berchtesgaden Hauptbahnhof ist Endbahnhof der Bahnstrecke Bad Reichenhall–Berchtesgaden, die seit 1916 elektrisch betrieben wird und seit 2006 in die S-Bahn Salzburg integriert ist. Sie wird vor allem von der Berchtesgadener Land Bahn mit der Linie S4 von und nach Freilassing bedient, außerdem ist Berchtesgaden Ziel- und Startbahnhof des InterCity/Regional-Express-Zugpaars Königssee von und nach Hamburg.
Von 1908 bis 1938 war die Fahrzeit von Berchtesgaden nach Salzburg über die Lokalbahn Berchtesgaden–Hangender Stein, die jenseits der Staatsgrenze an die Lokalbahn Salzburg–Hangender Stein anschloss, wesentlich kürzer als heute über Freilassing. Diese Verbindung wurde jedoch im Zuge des Ausbaus der Straße zwischen Berchtesgaden und Marktschellenberg und wegen einer geplanten zweispurigen Hauptbahn über Marktschellenberg nach Salzburg eingestellt. Regelmäßig tauchen Pläne und Ideen zu einer Wiedererrichtung dieser Bahnverbindung auf, allerdings bestehen Engstellen beim Grenzübergang Hangendenstein, in der Unterau und kurz vor Berchtesgaden bei Gollenbach und dem Salzbergwerk. Das Hauptprojekt Regionalstadtbahn Salzburg–Bayern–Oberösterreich (RSB 5) zielt auf die Errichtung einer Regionalstadtbahnlinie ab, die vom Königssee bei Berchtesgaden über die Stadt Salzburg und Mondsee bis nach Bad Ischl verlaufen soll. Die Strecke wird seit der Einstellung des Bahnverkehrs mit Bussen bedient.
Bis 1965 bestand außerdem die Königsseebahn nach Königssee, sodass es damals neben dem Hauptbahnhof einen Haltepunkt Berchtesgaden Ost an der Strecke nach Hangender Stein, bei der heutigen Bushaltestelle Watzmann Therme, und den Königsseer Bahnhof am Triftplatz gab.

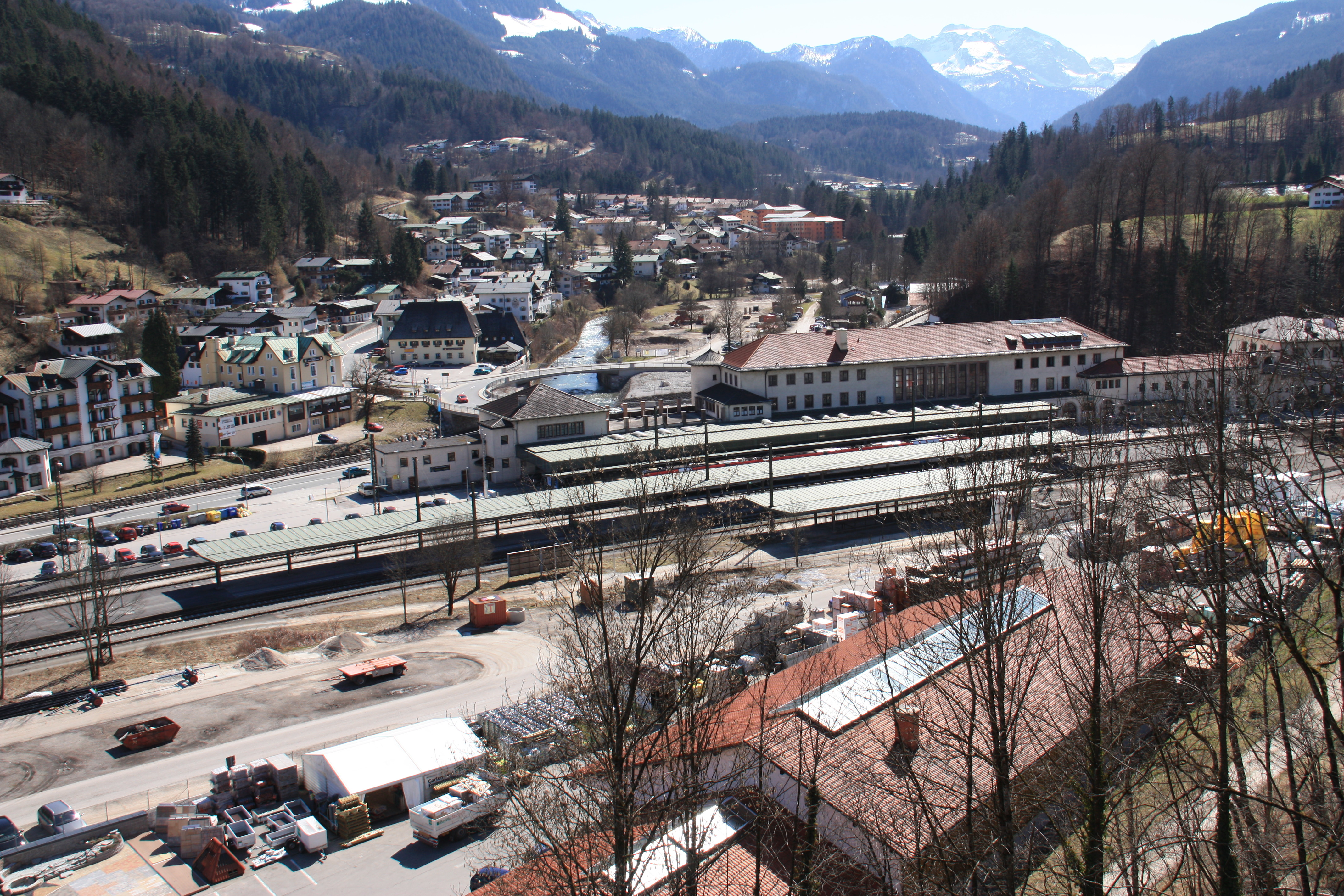
Berchtesgaden Hbf, Teilansicht Kreisverkehr B 20 und B 305
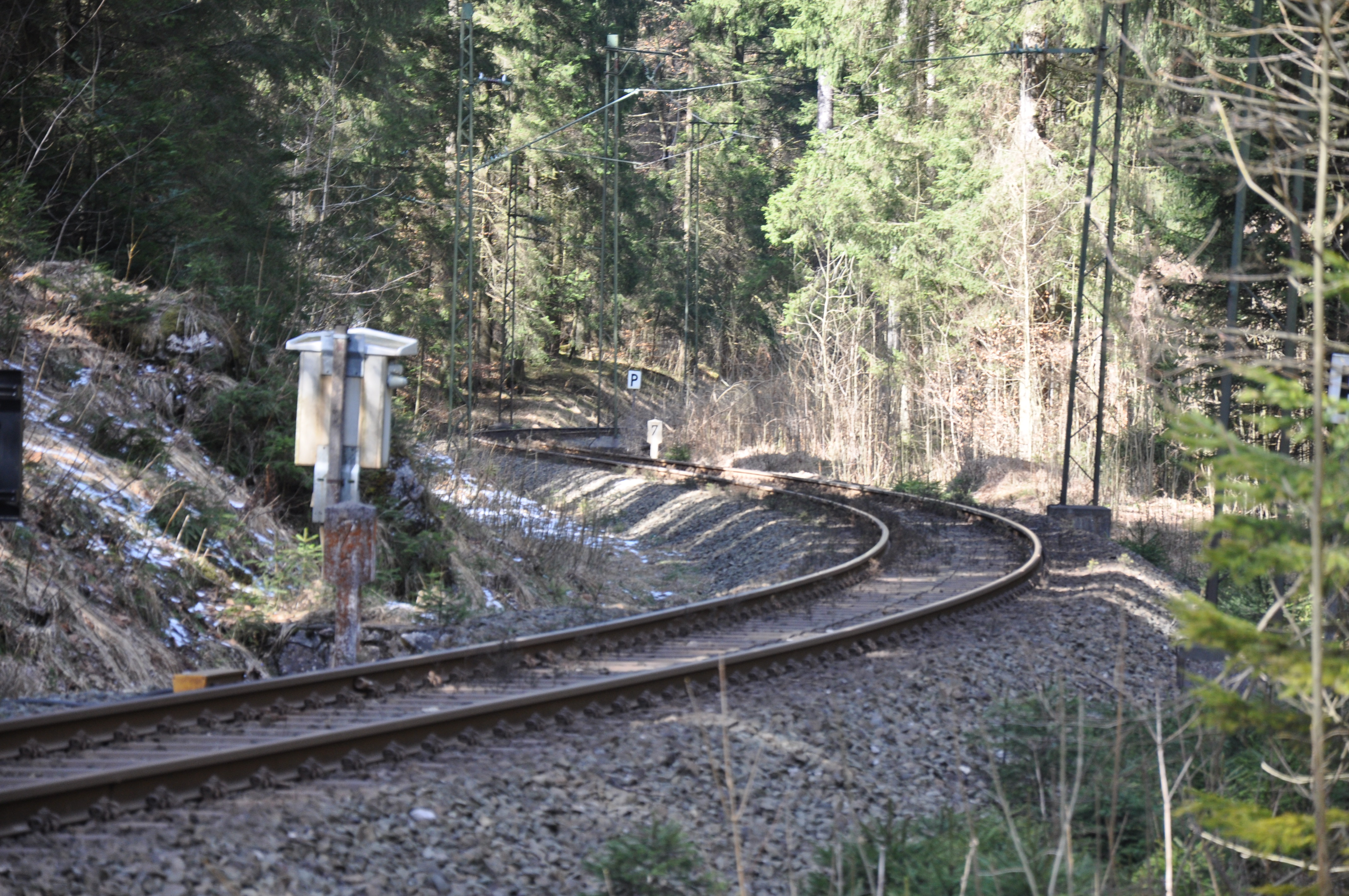
Steilstrecke über den Pass Hallthurm

#### ÖPNV
Als eine der ersten Postbuslinien wurde 1907 ab dem Vorplatz des vormaligen Bahnhof Berchtesgaden die Verbindung Berchtesgaden–Hintersee eingerichtet.
Den straßengebundenen öffentlichen Personennahverkehr (ÖPNV) von und nach Berchtesgaden besorgen heute die Buslinien des Regionalverkehrs Oberbayern (RVO), die überwiegend im Stundentakt ab dem Zentralen Omnibus Bahnhof (Z.O.B.) auf dem Vorplatz des Hauptbahnhofs Berchtesgaden sternförmig in alle Richtungen zu den bekannten Ausflugszielen sowie nach Salzburg und Bad Reichenhall verkehren. Von dort aus sind u. a. folgende Endziele bzw. Orte direkt zu erreichen: Hintergern, Hinterbrand, Roßfeld, Kehlsteinhaus, Königssee, Jennerbahn, Strub, Bad Reichenhall, Freilassing und Salzburg.

#### Fernstraßen
Bundesautobahnen

Die Anschlussstelle bzw. der Abzweig Bad Reichenhall (115) der BAB 8 leitet auf die B 20 weiter und verbindet sie über Reichenhall und Hallthurm mit dem rund 25 km entfernten Berchtesgaden. Eine andere Anfahrtsmöglichkeit wäre die Nutzung der BAB 8 bis zu den österreichischen Autobahnen West Autobahn (A1) und Tauern Autobahn (A10), um vom Abzweig Salzburg Süd aus auf die drei Kilometer lange österreichische Landesstraße B 160 (Berchtesgadener Straße) und hinter der Grenze auf die deutsche B 305 zu gelangen, die nach Berchtesgaden führt.
Bundesstraßen

Für die durch Berchtesgaden führenden Bundesstraßen bildet seit 2006 der auf drei Brücken ruhende Kreisverkehr vor dem Hauptbahnhof Berchtesgaden den Knotenpunkt. Von Nordwesten her treffen sich dort die B 20, die nach Süden und die B 305, die nach Osten weiterführt. Kurz vor dem Kreisverkehr, ebenfalls von Nordwesten her, geht die Kreisstraße 1 zum Schönauer Gemeindeteil Oberschönau ab. Unter den Brücken fließen die Königsseer Ache und die Ramsauer Ache zusammen und bilden die Berchtesgadener Ache.
- : … – Bad Reichenhall – Bayerisch Gmain – Hallthurm (Pass) – Bischofswiesen – Berchtesgaden – Königssee/Schönau am Königssee

Die B 20 ist im Raum Berchtesgaden Teil der quer durch Deutschland von Süden nach Norden führenden Deutschen Ferienroute Alpen–Ostsee, die rund fünf Kilometer südlich von Berchtesgaden am Königssee beginnt und rund 1730 km weiter in Puttgarden bzw. auf der Insel Fehmarn endet; die B 20 zweigt vorher in Richtung Furth im Wald ab und endet an der Grenze zu Tschechien. Die nächste größere Stadt auf dieser Route ist in 20 Kilometer Entfernung Bad Reichenhall. Wenige Kilometer hinter Reichenhall führt die Anschlussstelle zur BAB 8.
- : … – Reit im Winkl – Schneizlreuth/Weißbach – Schwarzbachwacht (Pass) – Ramsau – Engedey – Berchtesgaden – Marktschellenberg – Grenzübergang – Grödig – Salzburg

Die B 305 ist Teil der Deutschen Alpenstraße, die ihren Anfang in Lindau am Bodensee nimmt und von Westen nach Osten entlang der Alpen nach Berchtesgaden führt. In der Zeit des Nationalsozialismus war als Endschleife der Alpenstraße die Roßfeldhöhenringstraße geplant, die heute über die Abzweigungen von der B 305 zur B 319 über die Gemeindeteile Obersalzberg oder Oberau angefahren werden kann. Die B 305 verbindet Berchtesgaden in nordwestlicher Richtung mit Bernau am Chiemsee, während sie in östlicher Richtung der Berchtesgadener Ache entlang zum deutsch-österreichischen Grenzübergang und dann ins rund 24 km entfernte Salzburg und zur Anschlussstelle der österreichischen Autobahn A10 führt. Die B 305 wird als Umgehungsstraße zur Entlastung der Ortsmitte Berchtesgadens vom Durchgangsverkehr genutzt.

#### Radverkehr
Berchtesgaden liegt am Bodensee-Königssee-Radweg, welcher in Lindau beginnt und zum Königssee führt.

### Trinkwasserversorgung und Abwasserentsorgung
Die Gewinnung, Aufbereitung und Verteilung des Trinkwassers ist Aufgabe der „Wasserversorgung Berchtesgaden“ als Versorgungseinrichtung des Marktes Berchtesgaden. Das Trinkwasser wird aus Quellwasser im Wimbachtal gewonnen. Die Quellfassung in 770 Metern Höhe hat vier Sammelschächte und eine Schüttung von 200 bis 1000 Litern pro Sekunde. Die Gesamthärte liegt mit 7,8 °dH im Härtebereich „weich“. Der Brutto-Verbrauchspreis beträgt (Stand: 2021) 2,10 Euro je Kubikmeter.
Die Ableitung und Reinigung des anfallenden Abwassers fällt ebenfalls in den Zuständigkeitsbereich des Marktes Berchtesgaden. An die 80 Kilometer lange Kanalisation sind momentan (Stand: 2021) ca. 8.100 Einwohner angeschlossen (Gemeinden Markt Berchtesgaden, Bischofswiesen, Schönau am Königssee und Ramsau). Der Anschlussgrad von Berchtesgaden lag 2016 bei 95,4 %. 30 Kilometer des Kanalnetzes sind im Mischsystem angelegt, das Trennsystem besteht aus 40 Kilometern Schmutz- und 10 Kilometern Regenwasserkanälen. In der Kläranlage Berchtesgaden  wird das Abwasser gereinigt. Die Anlage hat eine Ausbaugröße von 60.000 Einwohnerwerten und behandelt jährlich 3 Mio. m³ Abwasser. Das gereinigte Wasser wird in die Berchtesgadener Ache eingeleitet.
Während der COVID-19-Pandemie nahm die Kläranlage Berchtesgaden an einem Pilotprojekt zum Nachweis von SARS-CoV-2-Viren im Abwasser teil. Die Messergebnisse sollten Aufschluss über das Infektionsgeschehen im Landkreis geben, unabhängig davon, wie viele Einwohner sich einem Corona-Test unterziehen.

### Medien
Seit 1882 publiziert der Berchtesgadener Anzeiger in eigener Redaktion Lokalnachrichten aus der Region, überregionale und internationale Meldungen werden Presseagenturen entnommen.
Berchtesgaden empfängt die Programme des Bayerischen Rundfunks über den Sender Berchtesgaden in Schönau am Königssee.

### Öffentliche Einrichtungen
Der Markt betreibt zwei Kindergärten und ein Jugendheim sowie das Seniorenheim Martin-Beer-Haus. Zudem verwaltet sie die Stiftung Bürgerheim als Pflegeheim. Zu den gemeindeeigenen Sporteinrichtungen gehören eine Eishalle, mehrere Turnhallen, ein Sportplatz sowie die auf dem Gebiet der Nachbargemeinde Bischofswiesen angelegten Sprungschanzen am Kälberstein. Die Gemeinde verfügt eine kleine Marktbücherei. Die Freiwillige Feuerwehr der Gemeinde sorgt für den Brandschutz und die allgemeine Hilfe; sie unterhält drei Feuerwehrhäuser.

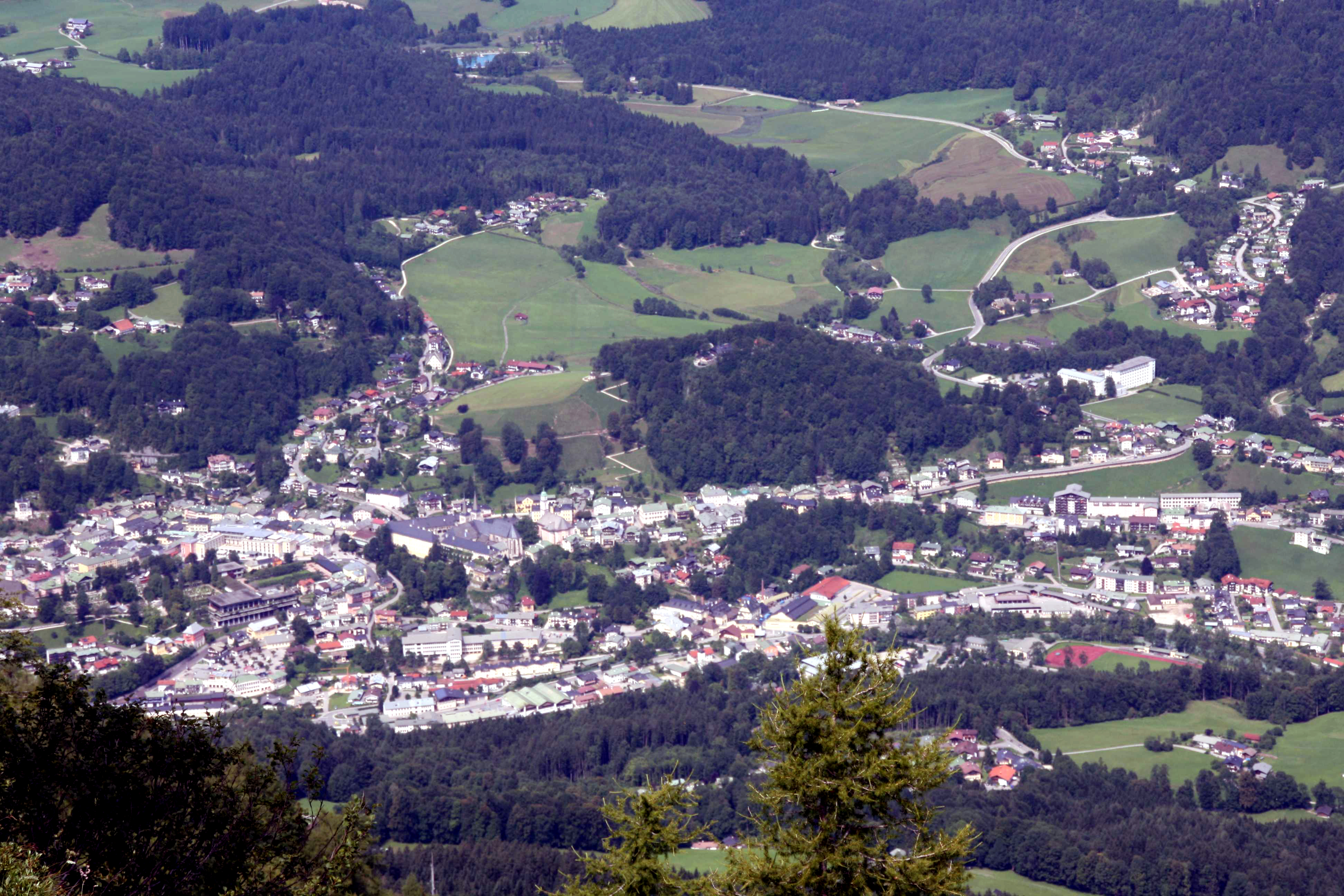
Berchtesgaden vom Kehlsteinhaus aus gesehen

Weitere Behörden und Einrichtungen in der Gemeinde sind das Finanzamt als einzig in Berchtesgaden verbliebenes Amt mit Aufgaben, die über den inneren Landkreis hinausreichen, eine Polizeiinspektion, die Nationalparkverwaltung und die Kurdirektion als Verwaltung des Zweckverbandes Bergerlebnis Berchtesgaden. Der Forstbetrieb Berchtesgaden der bayerischen Staatsforsten bewirtschaftet die Staatswälder der Region. Das kommunale Wohnbauwerk Berchtesgadener Land hat ebenfalls seinen Sitz in Berchtesgaden.
Die Kläranlage des Marktes wird von den Gemeinden Bischofswiesen, Ramsau und Schönau am Königssee mitgenutzt, der Schlachthof des Marktes neben den vorgenannten Gemeinden auch von Marktschellenberg mitfinanziert. In die Gemeindeverwaltung integriert ist die Verwaltung des Friedhofszweckverbandes. Zudem ist das Standesamt der Gemeinde auch für die Nachbargemeinde Schönau am Königssee zuständig.
Der Markt ist Mitglied der Zweckverbände Zweckverband Bergerlebnis Berchtesgaden und Friedhofsverband Berchtesgaden. Der Tourismusverband unterhält im Ort das Kur- und Kongresshaus sowie das Wellness-Hallenbad Watzmann Therme, der Friedhofsverband den Alten Friedhof sowie im benachbarten Schönau am Königssee den Ende September 2015 bei einem landesweiten Wettbewerb als Sieger des Landkreises Berchtesgadener Land ausgezeichneten Bergfriedhof, auf dem der Großteil der Berchtesgadener Bürger beigesetzt wird, sowie in direkter Nachbarschaft eine Kriegsgräberstätte.
Der Landkreis Berchtesgadener Land unterhält in der Gemeinde die Mehrfachturnhalle des Bundesleistungszentrums für Bob- und Rodeln, die auch für Schul- und Breitensport genutzt wird.
Die Kreisklinik Berchtesgaden im Gemeindeteil Salzberg ist ein Krankenhaus der Regelversorgung mit 118 Betten und 32 Reha-Betten. Sie gehört zum kommunalen Klinikverbund Kliniken Südostbayern AG. Die Klinik stellt unter anderem mit der Ambulanz die Notfallversorgung der Region für einfache Fälle sicher. Spezialisiert ist die Klinik auf Orthopädie.

### Bildung
Noch Anfang der 1980er Jahre gab es in Berchtesgaden lediglich eine Grund- und eine Hauptschule sowie das 2004 von der Salzburger Straße in die Nähe des Salzbergwerks verlegte staatliche Gymnasium Berchtesgaden. Schüler ohne Gymnasialempfehlung, die den Realschulabschluss bzw. die mittlere Reife erlangen wollten, besuchten die Realschulen in Freilassing, Mädchen auch die Realschule des Klosters Sankt Zeno in Bad Reichenhall.
Heute gibt es neben der Grundschule und Mittelschule Berchtesgaden Am Bacheifeld auf der Buchenhöhe im Gemeindeteil Resten eine weitere Grundschule und eine Hauptschule der CJD Christophorusschulen Berchtesgaden, in der auch Kinder mit Allergien bzw. Asthmaerkrankungen, Lernstörungen und Übergewicht gefördert werden. Das CJD unterhält am Dürreck im benachbarten Schönau am Königssee zudem eine ortsnähere Realschule sowie bereits seit 1960 ein Gymnasium.
Die gemeindliche Grundschule in der Au ist wegen ihres kleinen, relativ weitab gelegenen Einzugsgebietes eine Zwergschule.
Das Gymnasium Berchtesgaden war von 1921 bis 2004 in der Salzburger Straße und ist seit Sommer 2004 in einem neuen Gebäudekomplex Am Anzenbachfeld in Sichtweite des Salzbergwerks untergebracht.
Die Berufsfachschule für Holzschnitzerei und Schreinerei des Landkreises Berchtesgadener Land, vor Ort meist nur Schnitzschule genannt, bildet Holzbildhauer und Schreiner aus. Die Ausbildungszeit an dieser Berufsfachschule beträgt drei Jahre und endet nach erfolgreicher Gesellenprüfung mit der Freisprechung zum Gesellen. Besonders erfolgreiche Absolventen wurden für ihre an dieser Fachschule gefertigten Gesellenstücke mit dem Staatspreis der Regierung von Oberbayern ausgezeichnet.
Nach dem Ende 1946 gegründeten Kulturkreis im Rupertigau mit Sitz in Berchtesgaden als Vorläufer wurde am 30. Juni 1948 die Volkshochschule Berchtesgaden gegründet.

## Persönlichkeiten
In Berchtesgaden sind neben vielen namhaften Sportlern wie Georg Hackl und Anja Selbach, geborene Anja Huber, auch Bildende Künstler, Musiker und Schriftsteller zur Welt gekommen. Der Ort war und ist zudem Wirkungsstätte und Wohnort vieler nicht aus Berchtesgaden stammender Sportler, Wissenschaftler und Schriftsteller wie zum Beispiel Ludwig Ganghofer und Carl von Linde.
Auch hatten einige der hochrangigsten Nationalsozialisten (u. a. Adolf Hitler, Martin Bormann, Hermann Göring und Albert Speer) während des „Dritten Reichs“ einen Wohnsitz innerhalb des „Führersperrgebiets“ im heute zu Berchtesgaden gehörenden Obersalzberg – deren Wirken wird seit 1999 nun auch innerhalb Berchtesgadens ausführlich und kritisch in der Dokumentation Obersalzberg beleuchtet.